# Wiesbaden
Wiesbaden ist die Landeshauptstadt des Landes Hessen und mit ihren 15 Thermal- und Mineralquellen eines der ältesten Kurbäder Europas.
Mit 288.850 Einwohnern (31. Dezember 2024) nach den Feststellungen des Hessischen Statistischen Landesamts ist Wiesbaden nach Frankfurt am Main die zweitgrößte Stadt Hessens. Die kreisfreie Stadt ist eines der zehn Oberzentren des Landes Hessen und bildet mit der angrenzenden rheinland-pfälzischen Landeshauptstadt Mainz ein länderübergreifendes Doppelzentrum mit etwa 500.000 Einwohnern auf etwa 300 Quadratkilometern. Mainz und Wiesbaden sind die einzigen beiden Landeshauptstädte deutscher Flächenländer mit einer gemeinsamen Stadtgrenze. Die Großstadt zählt, neben Frankfurt am Main, Mainz und Darmstadt, zu den Kernstädten der Metropolregion Frankfurt/Rhein-Main.
Wiesbaden zählt zu den wohlhabendsten kreisfreien Städten Deutschlands und zu jenen mit einer überdurchschnittlichen Kaufkraft (siehe Abschnitt Wirtschaft und Infrastruktur).

## Name der Stadt
In römischer Zeit gab es in der heutigen Innenstadt eine Siedlung, die 121 n. Chr. unter dem Namen Aquae Mattiacorum erstmals Erwähnung findet (lateinisch für „Wasser der Mattiaker“) – daher die Aufschrift Aquis Mattiacis („den Wassern der Mattiaker [gewidmet]“) auf dem Wiesbadener Kurhaus. Der Name bezieht sich auf den hier ansässigen chattischen Stamm der Mattiaker. Aquae Mattiacorum war Hauptort der Civitas Mattiacorum. Einhard, der Biograf Karls des Großen, erwähnte um 828/830 Wisibada, die früheste Überlieferung des Namens Wiesbaden.

## Geographie

### Geographische Lage

Wiesbadener Stadtplan, ca. 1905

Wiesbaden liegt mit seinen südlichen Stadtteilen am rechten Ufer des Rheins gegenüber der rheinland-pfälzischen Landeshauptstadt Mainz an einer Stelle, an der der Rhein seine Hauptrichtung von Süden kommend nach Westen ändert. Im Norden der Stadt erstreckt sich das Mittelgebirge Taunus mit seinem in nordöstlicher Richtung verlaufenden Hauptkamm und den vorgelagerten Erhebungen Neroberg und Geisberg.
Die Innenstadt liegt, fünf Kilometer vom Rhein entfernt, in einer weiten Talmulde zwischen den Taunushöhen im Norden, der Bierstadter Höhe und dem Hainerberg im Osten, dem Mosbacher Berg im Süden und dem Schiersteiner Berg im Westen, einem Taunusausläufer aus Richtung Kohlheck. Nur eine schmale Senke an der Ostflanke des Mosbacher Bergs öffnet sich zum Rhein hin, in der die Gleisanlagen des Hauptbahnhofs und die Mainzer Straße liegen. Durch diese Senke entwässert der Salzbach zusammen mit dem Wellritzbach, dem Kesselbach, dem Schwarzbach, dem Dambach und dem Rambach den Talkessel der Innenstadt und damit auch, wie der Name schon besagt, den Abfluss der vielen Thermal- und Mineralquellen des Quellenviertels. Von der Mainzer Straße im Salzbachtal abgesehen, führen alle Wege aus der Innenstadt nach Osten, Süden und Westen zunächst deutlich bergauf. Nach Norden führen alle Wege ohnehin in kilometerlangen Steigungen über den Taunushauptkamm. Der höchste Punkt des Stadtgebietes liegt 608 m ü. NN hoch am Südosthang der Hohen Wurzel auf dem Rheinhöhenweg ⊙, der höchste Gipfel im Stadtgebiet ist die 539 m ü. NN hohe Rassel. Tiefster Punkt ist die Hafeneinfahrt von Schierstein mit 83 m ü. NN. Die Innenstadt (Schlossplatz) liegt auf 115 m ü. NN.
Das Stadtgebiet hat eine Größe von 204 Quadratkilometern, misst von Nord nach Süd 17,6 Kilometer und von West nach Ost 19,7 Kilometer. Von der 79 Kilometer langen Stadtgrenze bildet der Rhein 10,3 Kilometer. Im Norden wird es von ausgedehnten Waldgebieten (27,7 % des Stadtgebietes), im Westen und am Main von Weinbergen und im Osten von landwirtschaftlich genutzten Flächen (29,8 %) umgeben. Die übrige Stadtfläche entfällt auf Siedlungsflächen (21,2 %), Verkehrsflächen (11,1 %) und Erholungsflächen (6,1 %).

### Geologie

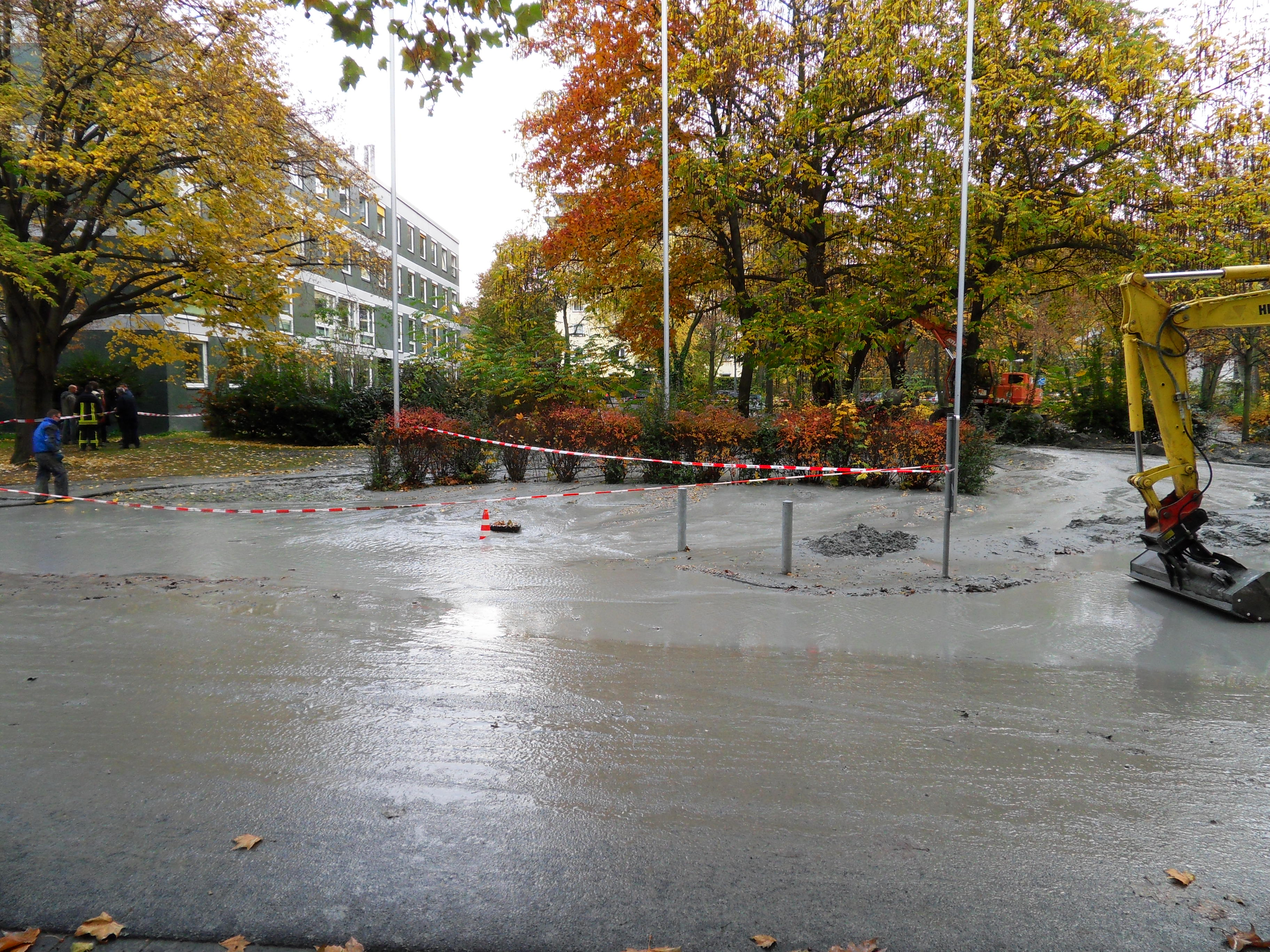
Das nach einer Geothermie-Probebohrung austretende Wasser fließt in einen Straßenablauf

Eine geologische Besonderheit Wiesbadens ist der Aufschluss von Thermal- und Mineralwasser, das aus großen Tiefen im Quellenviertel an mehreren Stellen zutage tritt. Auch sonst ist in der Innenstadt mit einem hohen Grundwasserstand zu rechnen, der Baumaßnahmen wiederholt erschwert hat. Namentlich der Bau von Tiefgaragen wie unter dem Dern’schen Gelände und unter dem Bowling Green musste gegen Grundwasser gesichert werden.
Eine Geothermie-Probebohrung auf dem neben dem Hessischen Ministerium der Finanzen gelegenen Parkplatz in der Friedrich-Ebert-Allee hatte im November 2009 in 130 Metern Tiefe ein unter hohem Druck stehendes Grundwasser-Stockwerk (Arteser) angebohrt. Es traten dabei bis zu 8000 Liter Wasser pro Minute zutage und setzten die Umgebung unter Wasser. Versuche, das Bohrloch mit Beton zu verschließen, scheiterten zunächst.
Das eigentliche Bohrloch konnte schließlich verschlossen werden, allerdings fand das Wasser mehrfach andere Wege an die Oberfläche, bevor der Verschluss in größerer Tiefe schließlich gelang.
Weitere Schäden sind bisher ausgeblieben.
Außerdem gibt es im Ortsteil Naurod die Schwarze Steinkaut, den Basaltschlot eines erloschenen Vulkans, der später als Steinbruch genutzt wurde.

### Klima
Seine Lage in der Gebirgsmulde am Südfuß des Taunus, im Norden und Westen durch den Höhenzug geschützt, verleiht Wiesbaden ein mildes Klima: Die mittlere Jahrestemperatur beträgt 9,8 Grad Celsius, die jährliche Niederschlagsmenge 638 Liter pro Quadratmeter, und die durchschnittliche Sonnenscheindauer im Jahr liegt bei 1565 Stunden. Wiesbaden zählt damit zu den wärmsten deutschen Städten. Durch die Lage in einer Talmulde ist der Luftaustausch in der Innenstadt jedoch eingeschränkt.
|                        | Jan  | Feb  | Mär  | Apr  | Mai  | Jun  | Jul  | Aug  | Sep  | Okt  | Nov | Dez |   |      |
| Mittl. Temperatur (°C) | 1,8  | 3,2  | 5,9  | 9,9  | 13,9 | 17,9 | 20,0 | 18,6 | 14,6 | 10,1 | 5,5 | 3,5 | ⌀ | 10,4 |
| Mittl. Tagesmax. (°C)  | 4,3  | 6,6  | 10,2 | 15,3 | 19,3 | 23,8 | 26,4 | 24,8 | 20,4 | 14,0 | 8,3 | 5,8 | ⌀ | 15   |
| Mittl. Tagesmin. (°C)  | −0,7 | −0,2 | 1,8  | 4,4  | 8,3  | 12,1 | 13,9 | 13,1 | 9,6  | 6,5  | 2,7 | 1,2 | ⌀ | 6,1  |
|                        |      |      |      |      |      |      |      |      |      |      |     |     |   |      |
| Niederschlag (mm)      | 73   | 57   | 56   | 36   | 60   | 60   | 53   | 45   | 54   | 47   | 62  | 74  | Σ | 677  |

| −0,7 |

| −0,2 |

| 1,8 |

| 4,4 |

| 8,3 |

| 12,1 |

| 13,9 |

| 13,1 |

| 9,6 |

| 6,5 |

| 2,7 |

| 1,2 |

| −0,7 |

| −0,2 |

| 1,8 |

| 4,4 |

| 8,3 |

| 12,1 |

| 13,9 |

| 13,1 |

| 9,6 |

| 6,5 |

| 2,7 |

| 1,2 |

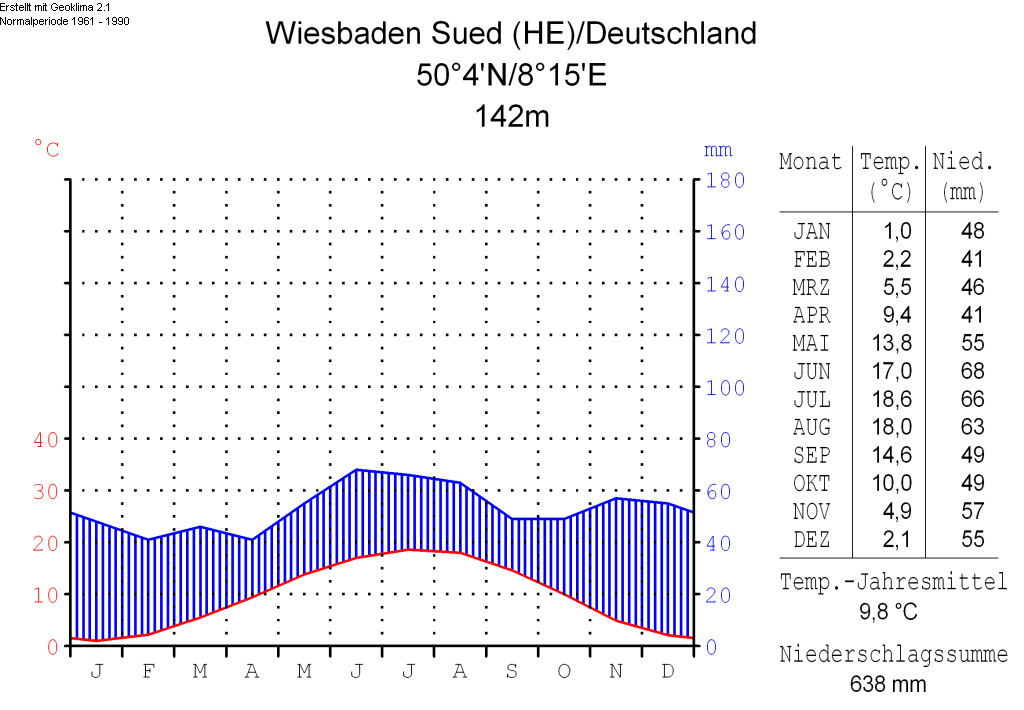
Klimadiagramm von Wiesbaden Süd
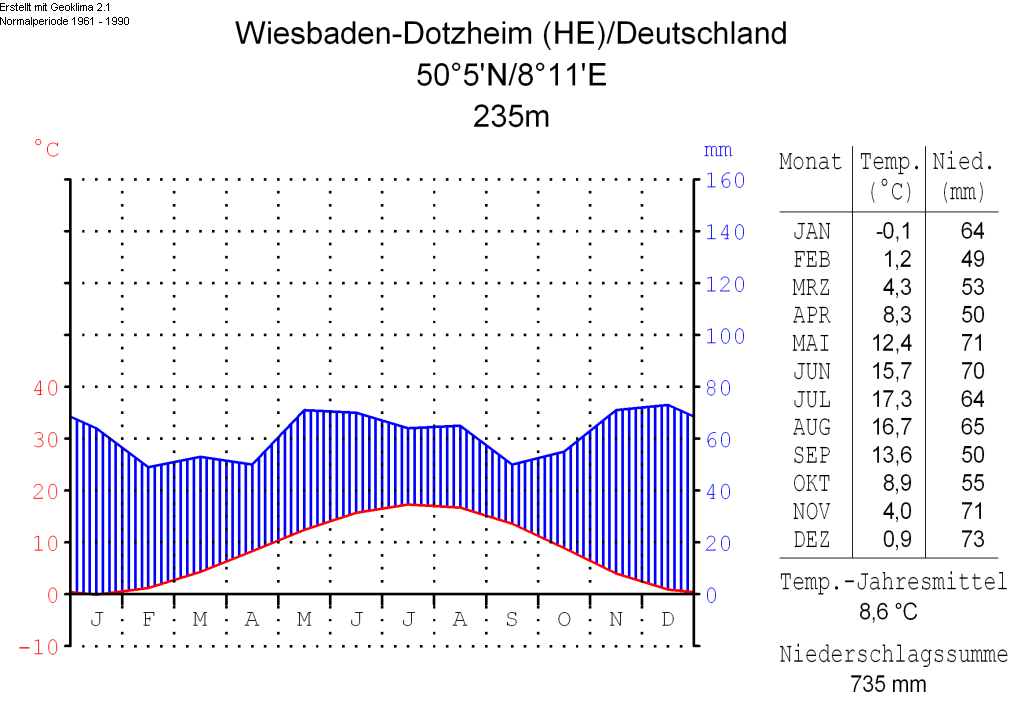
Klimadiagramm von Wiesbaden-Dotzheim

### Natur

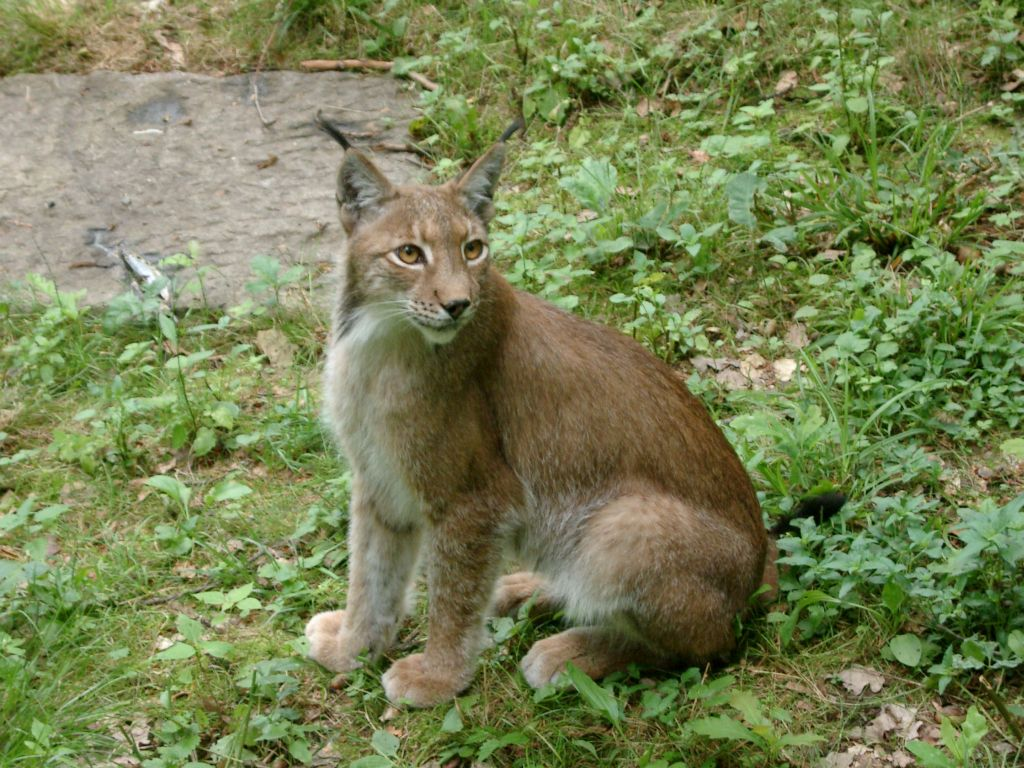
Eurasischer Luchs in der Fasanerie

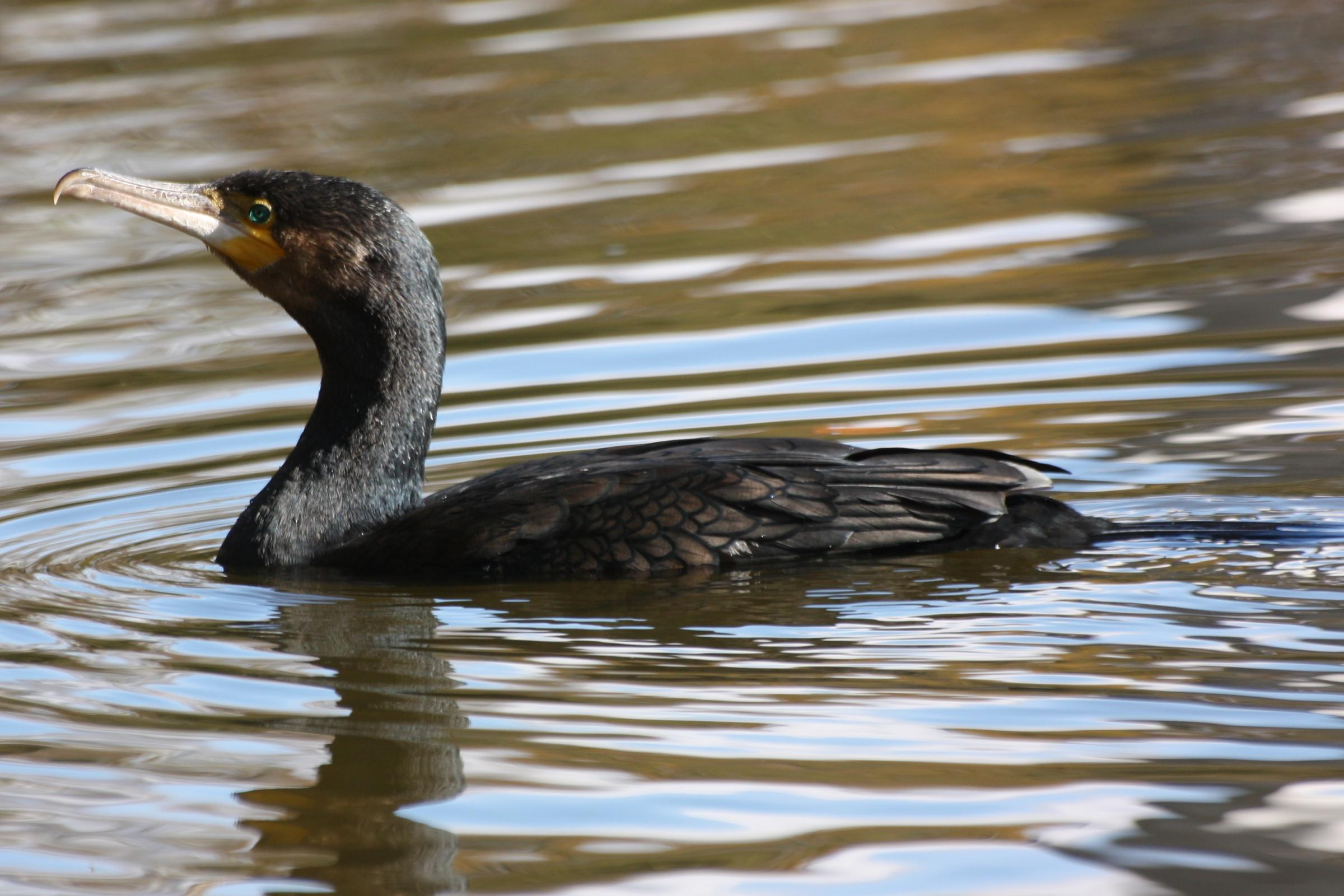
Ein Kormoran, aufgenommen bei Wiesbaden-Biebrich

Am nördlichen Stadtrand von Wiesbaden beginnt der Naturpark Rhein-Taunus. Dazu gehören die etwa 5800 ha umfassenden stadtnahen Wälder und Waldrandgebiete. Der Naturpark beherbergt die größten autochthonen Vorkommen der europäischen Wildkatze und der Äskulapnatter in Hessen. Weiterhin bietet der Wald eine der besten Lebensgrundlagen für den Hirschkäfer und ist daher ein Natura-2000-Schutzgebiet.
Darüber hinaus leben schätzungsweise 7000 Tierarten, überwiegend Insekten, im Wald oder in den Waldrandgebieten. Der Wald selbst besteht hauptsächlich aus Buchen (ca. 55 %), Eichen (ca. 25 %), Fichten (13 %) und Kiefern (7 %). Er wird von den vier städtischen Revierförstereien nach den Grundsätzen nachhaltiger Forstwirtschaft des Forest Stewardship Council bewirtschaftet.
Weitere Natura-2000-Gebiete befinden sich am Rhein. Der Fluss ist ein Schutzgebiet für Langdistanzwanderfische wie Flussneunauge und Lachs. Die Rheininseln bilden ein Rast- und Überwinterungsgebiet für wassergebundene Vögel wie Schwarz- und Rotmilane, Stock- und Tauchenten, Möwen, Graugänse, Graureiher, Störche und Kormorane. Der Großteil der unbebauten Fläche der Stadt gehört zum Landschaftsschutzgebiet der Landeshauptstadt Wiesbaden. Die Liste der Naturschutzgebiete in Wiesbaden zählt neun Einträge, dazu kommen die FFH-Gebiete Buchenwälder nördlich von Wiesbaden, Goldsteintal, Rabengrund, Rettbergsaue und Theißtal.
Innerhalb der Stadt befinden sich ausgedehnte Grüngebiete, oft in Form von Parks. Diese werden von einer Vielzahl Tierarten wie Tauben, Nilgänsen, Eichhörnchen und Kaninchen bewohnt. Im Bereich des Biebricher Schlossparks haben sich Halsbandsittiche und Alexandersittiche angesiedelt. Insgesamt befinden sich in der Stadt über 40.000 Bäume. Im landwirtschaftlich genutzten Umland bilden insbesondere die Streuobstwiesen geschützte Biotope mit einer hohen Artenvielfalt.
Es existieren mehrere Informationszentren zum Themenbereich „Fauna und Flora in Wiesbaden“. So beherbergt die Fasanerie ca. 50 verschiedene heimische Tier- und zahlreiche Pflanzenarten. Im Apothekergarten am Aukamm wachsen über 250 Pflanzen, die bei der Arzneimittelproduktion Verwendung finden. Der „Schlangenpfad“ im Naturschutzgebiet Sommerberg bei Frauenstein informiert über die Äskulapnatter – zwischen Frauenstein und Schierstein befindet sich auch der „Wein- und Naturlehrpfad Wiesbaden“ – und auf dem Neroberg gibt es einen Waldlehrpfad.
Auf der rund 100 Hektar messenden eingezäunten Grünlandfläche mit Feuchtbiotopen des Wasserwerks Schierstein in den Rheinauen, auf denen bis 1945 der Weißstorch beheimatet war, gab es auf Betreiben von Schiersteiner Bürgern seit 1972 Wiederansiedlungsversuche, die 1975 zu einem ersten Bruterfolg führten. Nach stetiger Zunahme der Population wurden in den Jahren 2005 bis 2014 zwischen 22 und 24 Brutpaare gezählt.
Etwa 20 Altvögel finden hier auch in der kalten Jahreszeit eine genügende Lebensgrundlage und überwintern in Schierstein. Besonders spektakulär sind die Storchennester auf den Armen der Hochspannungsmasten im Wasserwerksgelände, weil hier eine Hochspannungsleitung den Fluss überquert.

### Nachbargemeinden
Folgende Städte und Gemeinden grenzen an die Landeshauptstadt Wiesbaden oder werden nur durch den Rhein oder den Main von ihr getrennt; sie werden im Uhrzeigersinn beginnend im Norden genannt:
| - Taunusstein (Rheingau-Taunus-Kreis) - Niedernhausen (Rheingau-Taunus-Kreis) - Eppstein (Main-Taunus-Kreis) - Hofheim am Taunus (Main-Taunus-Kreis) - Hochheim am Main (Main-Taunus-Kreis) - Ginsheim-Gustavsburg (Landkreis Groß-Gerau) | - Mainz (kreisfreie Stadt, Landeshauptstadt, Rheinland-Pfalz) - Budenheim (Landkreis Mainz-Bingen, Rheinland-Pfalz) - Walluf (Rheingau-Taunus-Kreis) - Eltville am Rhein (Rheingau-Taunus-Kreis) - Schlangenbad (Rheingau-Taunus-Kreis) |

### Stadtgliederung

Ortsbezirke Wiesbadens

Das Stadtgebiet von Wiesbaden ist in 26 Ortsbezirke aufgeteilt. Jeder Ortsbezirk hat einen Ortsbeirat unter dem Vorsitz eines Ortsvorstehers. Von den 26 Bezirken zählen sechs zur Kernstadt Wiesbaden-Alt, die übrigen 20 wurden für die seit 1926 eingegliederten Gemeinden gebildet. Zu den einzelnen Ortsbezirken gehören teilweise noch Siedlungen und Wohnplätze mit eigenem Namen. Die Grenzen von Ortsbezirken und Gemarkungen sind in Wiesbaden oft, aber nicht immer, identisch.
Die rechtsrheinischen, ehemals Mainz zugehörigen Stadtteile Mainz-Amöneburg, Mainz-Kastel und Mainz-Kostheim (kurz: AKK) bilden eine geographische und politische Besonderheit. Die Vorsilbe „Mainz-“ ist heute noch immer offizieller Bestandteil der drei Wiesbadener Ortsbezirke (d. h. „Mainz-Kastel“ anstatt „Wiesbaden-Kastel“). Nach dem Zweiten Weltkrieg wurden – aufgrund der Grenzziehung zwischen der amerikanischen und der französischen Besatzungszone – diese ehemaligen Mainzer Stadtteile, rechtsseitig des Rheins gelegen, nach Wiesbaden umgemeindet. Dabei folgte die US-amerikanische Besatzungsmacht einem Vorschlag aus dem Wiesbadener Regierungspräsidium.
| Nr. | Ortsbezirk                                       | Fläche (km²) | Einwohner | Einwohner pro km² | Ausländer a) | Ausländer (%) |
| --- | ------------------------------------------------ | ------------ | --------- | ----------------- | ------------ | ------------- |
| 32  | Auringen                                         | 3,12         | 3.411     | 1.093             | 234          | 6,9           |
| 14  | Biebrich                                         | 12,99        | 38.823    | 2.989             | 9.599        | 24,7          |
| 12  | Bierstadt                                        | 9,22         | 12.600    | 1.367             | 1.755        | 13,9          |
| 34  | Breckenheim                                      | 6,40         | 3.412     | 533               | 212          | 6,2           |
| 26  | Delkenheim                                       | 7,43         | 5.133     | 691               | 821          | 16,0          |
| 16  | Dotzheim                                         | 18,27        | 27.317    | 1.495             | 5.194        | 19,0          |
| 13  | Erbenheim                                        | 11,27        | 9.931     | 881               | 2.216        | 22,3          |
| 28  | Frauenstein                                      | 10,65        | 2.345     | 220               | 177          | 7,5           |
| 22  | Heßloch                                          | 1,54         | 695       | 451               | 57           | 8,2           |
| 24  | Igstadt                                          | 7,26         | 2.189     | 302               | 122          | 5,6           |
| 07  | Klarenthal                                       | 6,13         | 10.562    | 1.723             | 2.015        | 19,1          |
| 23  | Kloppenheim                                      | 5,39         | 2.330     | 432               | 185          | 7,9           |
| 51  | Mainz-Amöneburg (AKK) b)                         | 3,71         | 1.597     | 430               | 490          | 30,7          |
| 52  | Mainz-Kastel (AKK) b)                            | 9,51         | 13.411    | 1.410             | 3.542        | 26,4          |
| 53  | Mainz-Kostheim (AKK) b)                          | 9,53         | 14.209    | 1.491             | 2.862        | 20,1          |
| 33  | Medenbach                                        | 4,47         | 2.466     | 552               | 240          | 9,7           |
| 01  | Mitte                                            | 1,53         | 22.152    | 14.478            | 6.653        | 30,0          |
| 31  | Naurod                                           | 10,99        | 4.435     | 404               | 257          | 5,8           |
| 25  | Nordenstadt                                      | 7,73         | 7.861     | 1.017             | 841          | 10,7          |
| 02  | Nordost                                          | 19,44        | 23.049    | 1.186             | 3.224        | 14,0          |
| 21  | Rambach                                          | 9,92         | 2.203     | 222               | 230          | 10,4          |
| 06  | Rheingauviertel, Hollerborn                      | 2,47         | 22.001    | 8.907             | 5.093        | 23,1          |
| 27  | Schierstein                                      | 9,43         | 10.235    | 1.085             | 1.538        | 15,0          |
| 11  | Sonnenberg                                       | 8,34         | 8.131     | 975               | 769          | 9,5           |
| 03  | Südost                                           | 6,62         | 21.033    | 3.177             | 4.375        | 20,8          |
| 08  | Westend, Bleichstraße                            | 0,67         | 18.134    | 27.066            | 5.898        | 32,5          |
|     | Landeshauptstadt Wiesbaden (einschließlich AKK)  | 203,90       | 289.665   | 1.421             | 58.599       | 20,2          |
|     | Amöneburg, Kastel, Kostheim (ausschließlich AKK) | 22,75        | 29.217    | 1.284             | 6.894        | 23,6          |

## Stadtbild

### Innenstadt

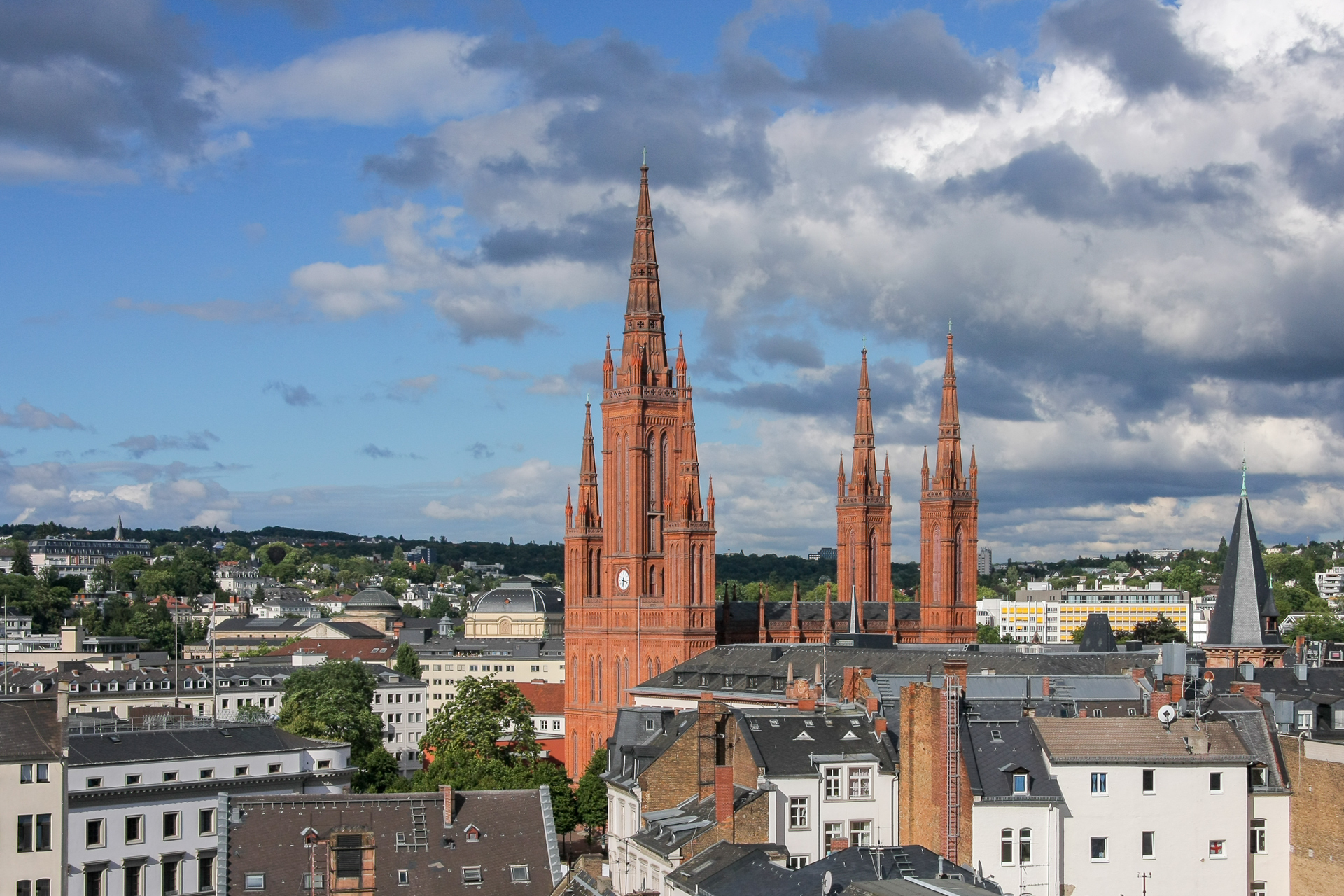
Die Marktkirche dominiert das Erscheinungsbild der Innenstadt

Das Bild der Innenstadt von Wiesbaden wird maßgeblich durch vier Faktoren geprägt:
- Die Mehrzahl der Gebäude der Innenstadt ist in einer Zeitspanne von nur etwa 60 Jahren entstanden (ungefähr zwischen 1850 und dem Beginn des Ersten Weltkrieges 1914).

- Wiesbaden zog in dieser Zeit neben dem kaiserlichen Hofstaat zahlreiche einkommensstarke Gäste an, die ihrem Wunsch nach Repräsentation in der Stadt Rechnung trugen.

- Die Wiesbadener Innenstadt ist während des Zweiten Weltkrieges weit weniger zerstört worden als die anderer Städte, wenn auch viele markante Gebäude erheblich beschädigt wurden. Der Zerstörungsgrad lag bei rund 30 Prozent, die wichtigsten, das Stadtbild prägenden Gebäude und Straßenzüge blieben erhalten.

- Weit weniger als in anderen deutschen Großstädten der 1950er und 1960er Jahre wurde in Wiesbaden die Charta von Athen mit ihren neuen Grundsätzen des Städtebaus wie z. B. Trennung von Wohnen und Arbeit umgesetzt. In der Folge blieb der Wiesbadener Innenstadtbereich von neu gebauten Durchgangsstraßen und Flächensanierungen weitgehend verschont. Die dazu bereits entwickelte städtebauliche Planung „Das neue Wiesbaden“ von Ernst May wurde nie umgesetzt.[20]

Diese vier Faktoren führten dazu, dass die Wiesbadener Innenstadt heute ein sehr einheitliches Erscheinungsbild bietet, dessen Gebäude fast alle dem Klassizismus, Historismus und Jugendstil zuzurechnen sind (siehe auch Kurarchitektur). Ende des 19. Jahrhunderts wurden großzügige Wohngebiete mit aufwendigen Fassaden und Alleen angelegt (wie zum Beispiel das Rheingauviertel und das Feldherrenviertel, das Dichterviertel und das Gebiet um die Wiesbadener Ringstraße). Durch ihren Ruf als Weltkurstadt entstanden in der Innenstadt zudem viele repräsentative öffentliche Gebäude wie das Kurhaus (1907), das Hessische Staatstheater (1894), die Marktkirche (1853 bis 1862) und die Ringkirche (1894), sowie ausgedehnte Parkanlagen wie der Kurpark, der Warme Damm, die Reisinger-Anlagen und das Bowling Green.
In der Nachkriegszeit wurde diese Architektur nur gering geschätzt und in der Politik wurde diskutiert, große Teile der alten Bebauung durch Neubauten zu ersetzen. In den 1970er Jahren wandelte sich diese Einstellung gegenüber den historistischen Baudenkmälern und die Epoche wurde kunsthistorisch gewürdigt, sodass Wiesbaden deshalb heute als Musterbeispiel des Historismus gilt. Gottfried Kiesow, der damalige Vorsitzende der Deutschen Stiftung Denkmalschutz, regte daher 2005 eine Bewerbung Wiesbadens als „Stadt des Historismus“ für den Status eines UNESCO-Weltkulturerbes an. Im Jahr 2012 schließlich bewarb sich Wiesbaden um den UNESCO-Welterbe-Titel als „Weltkurstadt“. Nach dem Scheitern dieser Bewerbung bemüht sich seit 2018 der gemeinnützige Förderverein Deutsches Forschungszentrum Historismus, Wiesbaden zum bundesweiten Zentrum der wissenschaftlichen Erforschung des Historismus zu machen.

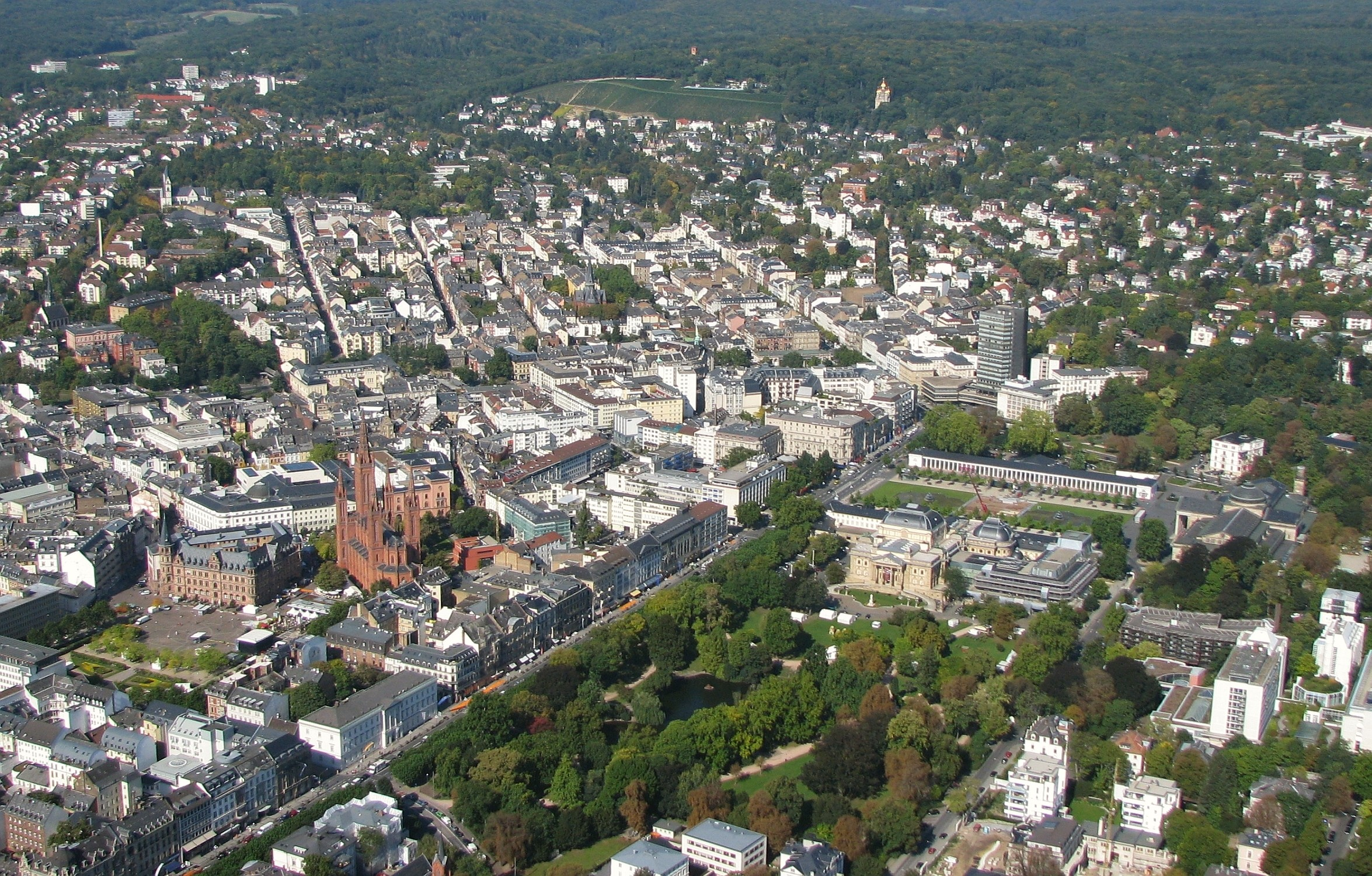
Luftbild von der Innenstadt Wiesbadens (2008)

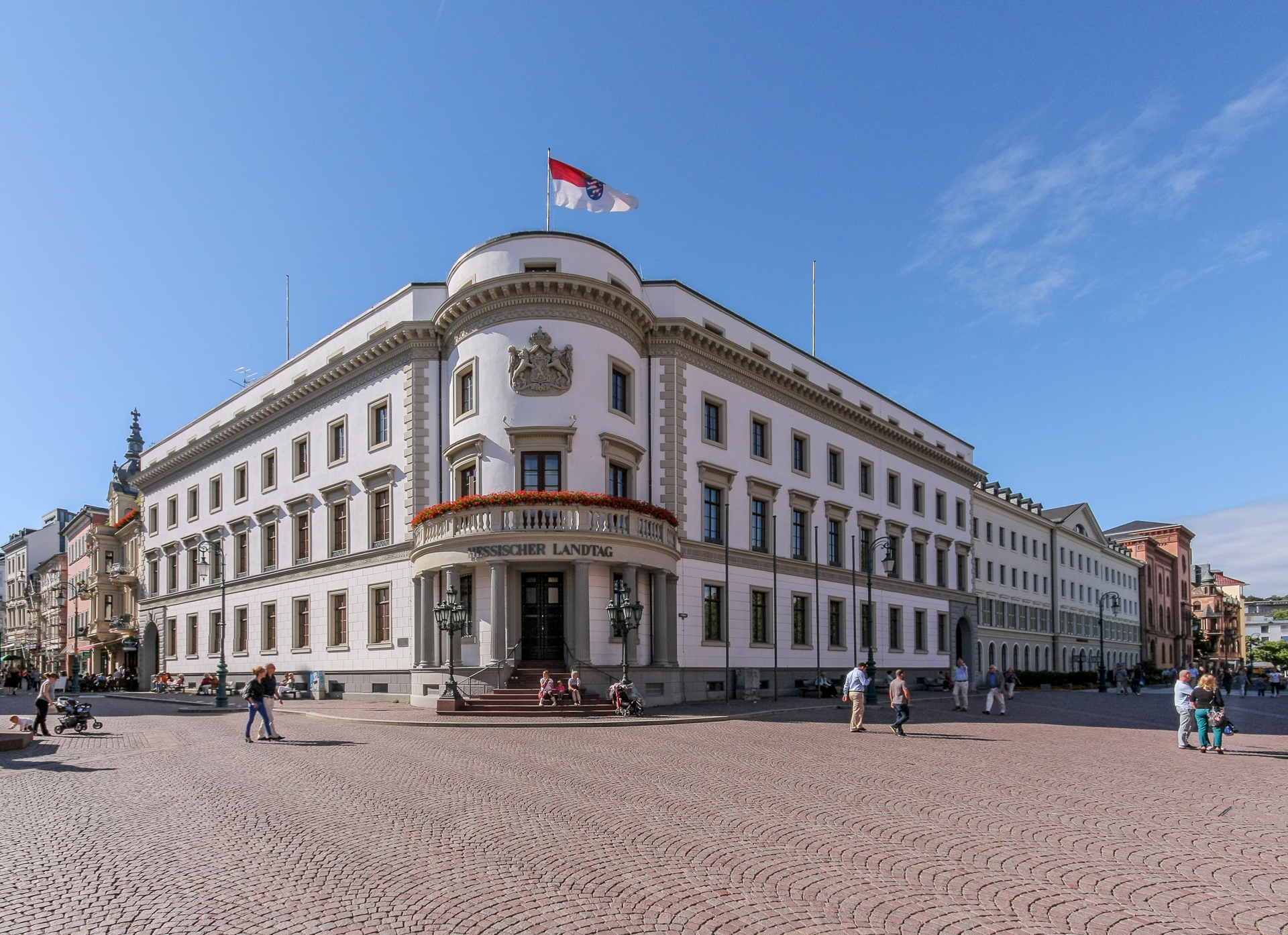
Der Hessische Landtag hat seinen Sitz im ehemaligen nassauischen Stadtschloss am Schlossplatz

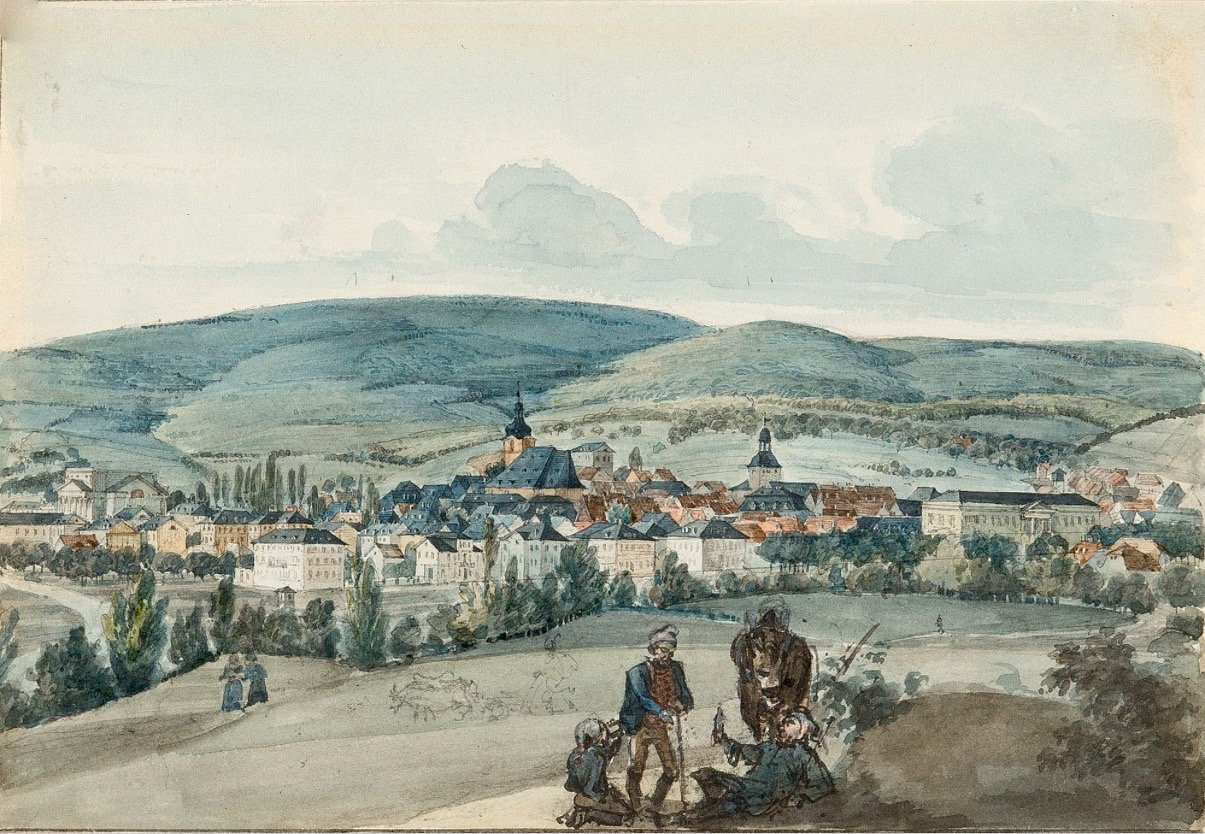
Blick auf Wiesbaden von Südosten im Jahr 1837, in der Bildmitte die Türme der Mauritiuskirche (links) und des Uhrturms (rechts), Aquarell von Fritz Bamberger

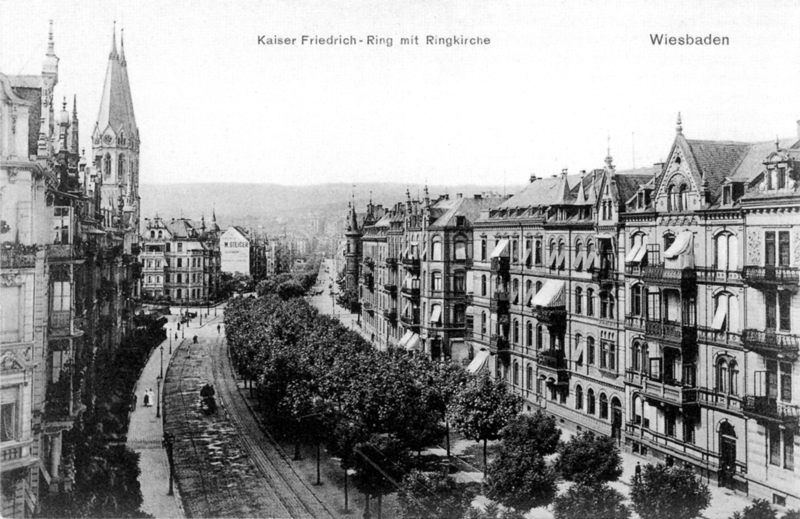
Die Ringstraße wurde ab 1900 angelegt. Diese Ansichtskarte von 1907 zeigt den Abschnitt „Kaiser-Friedrich-Ring“

Das Stadtbild lässt sich in mehrere Bereiche gliedern: Die geschlossene Bebauung breitet sich weitgehend auf dem Grund der Talmulde am südlichen Fuß der Taunushänge aus. Sie lässt sich wiederum folgendermaßen einteilen:
- Im Bereich des Historischen Fünfecks ist das alte Zentrum der Stadt zu finden. Hier lässt sich noch der unregelmäßige Grundriss der Straßen erkennen. Mittelpunkte sind hier der Schlossplatz (siehe Sehenswürdigkeiten) sowie der Mauritiusplatz. (Mauritius war seit dem Mittelalter Patron der Kirche in der Mitte der Stadt, bis sie 1855 bis auf die Grundmauern abbrannte und der leere Mauritiusplatz übrigblieb.) Das enge Bergkirchenviertel im Nordwesten des Historischen Fünfecks liegt auf einer Anhöhe. In den Jahren 1969 bis 1974 wurde die Wiesbadener Fußgängerzone auf den bisherigen Hauptverkehrsachsen der Altstadt geschaffen: Langgasse und Kirchgasse in Nord-Süd-Richtung und Michelsberg-Marktstraße-Schlossplatz mit Ellenbogengasse in West-Ost-Richtung. Das erste Teilstück wurde an der Faulbrunnenstraße angelegt, mit der Fertigstellung wurde am 14. September 1974 zum ersten Mal das „Schloßplatzfest“ gefeiert. Spätere Erweiterungen bezogen die Goldgasse, das hinter dem Landtag gelegene Schiffchen, das aus Wagemannstraße und Grabenstraße gebildet wird, sowie Neugasse, Schulgasse und Mauergasse mit ein.

- Der Bereich um das Historische Fünfeck wurde von Stadtbaumeister Christian Zais geplant. Dies betrifft neben dem Westend und der südlichen Innenstadt auch den Kurbezirk im Nordosten. Herausragende städtebauliche Elemente sind hier neben dem Ensemble um das Bowling Green die Wilhelmstraße, die Rheinstraße, die Adolfsallee und der Luisenplatz.

- Die Ringstraße und Bereiche außerhalb dieser sind als geschwungene Straßenzüge vorwiegend als Alleen angelegt und lassen die Handschrift des Stadtbaumeisters Felix Genzmer erkennen. Hier finden sich Beispiele prachtvoller Bürgerhäuser des Historismus (siehe auch Rheingauviertel, Feldherrenviertel, Dichterviertel, sowie Ringstraße). Hervorzuheben sind hier der Sedanplatz, der Blücherplatz mit der Blücherschule, der Gutenbergplatz mit der Gutenbergschule sowie die Ringkirche, die Lutherkirche und die Dreifaltigkeitskirche.

- Außerhalb dieser geschlossenen Bebauung schließen sich an den Hängen der Talmulde ausgedehnte Villengebiete an, die ebenfalls im ausgehenden 19. Jahrhundert entstanden. Dies betrifft das Nerotal und seine Umgebung, den Philippsberg nördlich der Emser Straße, den Stadtteil Sonnenberg und das sogenannte Villengebiet Ost, östlich von Wilhelmstraße und Friedrich-Ebert-Allee. Dort befindet sich auch ein ehemaliger Luftschutzbunker.

### Außenbezirke
Weiter weg von der Innenstadt wird das Bild der Altbauten mehr und mehr durch Häuser der Nachkriegszeit verdrängt, die im Rahmen der Stadterweiterung entstanden sind.
Im Südosten der Innenstadt (um Gustav-Stresemann-Ring und Berliner Straße) entstanden seit den 1950er Jahren moderne Verwaltungsgebäude, so mit dem Zircon Tower (1973) das zweithöchste Gebäude der Stadt. Bemerkenswert ist, dass sich in der Kernstadt Wiesbaden so gut wie keine Industrie- oder ausgedehnte Gewerbegebiete befinden. Eine Ausnahme bildet lediglich der Bereich um die Mainzer Straße, der mit dem Hochhaus „Mainzer 75“, diversen Autohäusern, ehemaligen Fabriken und Restaurants von Fast-Food-Ketten eines der wenigen Gewerbegebiete in der Nähe der Wiesbadener Innenstadt darstellt.
Die Bebauung dieses Gebietes war in den letzten Jahrzehnten des 20. Jahrhunderts durch Aufgabe von Betriebsstätten, deren Abbruch und eine anschließende Neubebauung durch andere Nutzer einem tiefgreifenden Wandel unterworfen. Abgerissen wurden etwa die Gebäude der Entsorgungsbetriebe, die am Dyckerhoff-Steinbruch einen Neubau-Komplex bezogen haben, und die Gebäude der ehemaligen Gartenbauzentrale (hier wurde 2010 ein Justizzentrum aus Amts- und Landgericht eröffnet).
Auch das Schlachthof-Gelände wurde nahezu vollständig dem Erdboden gleichgemacht, nachdem der Schlachthof Ende 1990 geschlossen und die letzten Betriebe des Fleischgroßmarktes 1994 umgesiedelt worden waren. Es befinden sich dort neben dem Kongress-Parkplatz für die Rhein-Main-Hallen nur noch zwei Gebäude, die als Kulturzentrum genutzt werden.
Außerhalb der Innenstadt finden sich ehemals selbstständige Städte und Gemeinden, die zum Teil mittlerweile mit der Kernstadt verwachsen sind (Dotzheim, Schierstein, Biebrich, Bierstadt, Sonnenberg und Rambach). Die Stadtteile Mainz-Kastel und Mainz-Kostheim haben dabei kleinstadtähnlichen Charakter. Die Vororte im Osten (Naurod, Auringen, Breckenheim, Medenbach, Kloppenheim, Heßloch, Igstadt, Nordenstadt, Erbenheim und Delkenheim) besitzen einen dörflichen Charakter. Frauenstein ist neben Dotzheim der einzige Vorort im Westen.

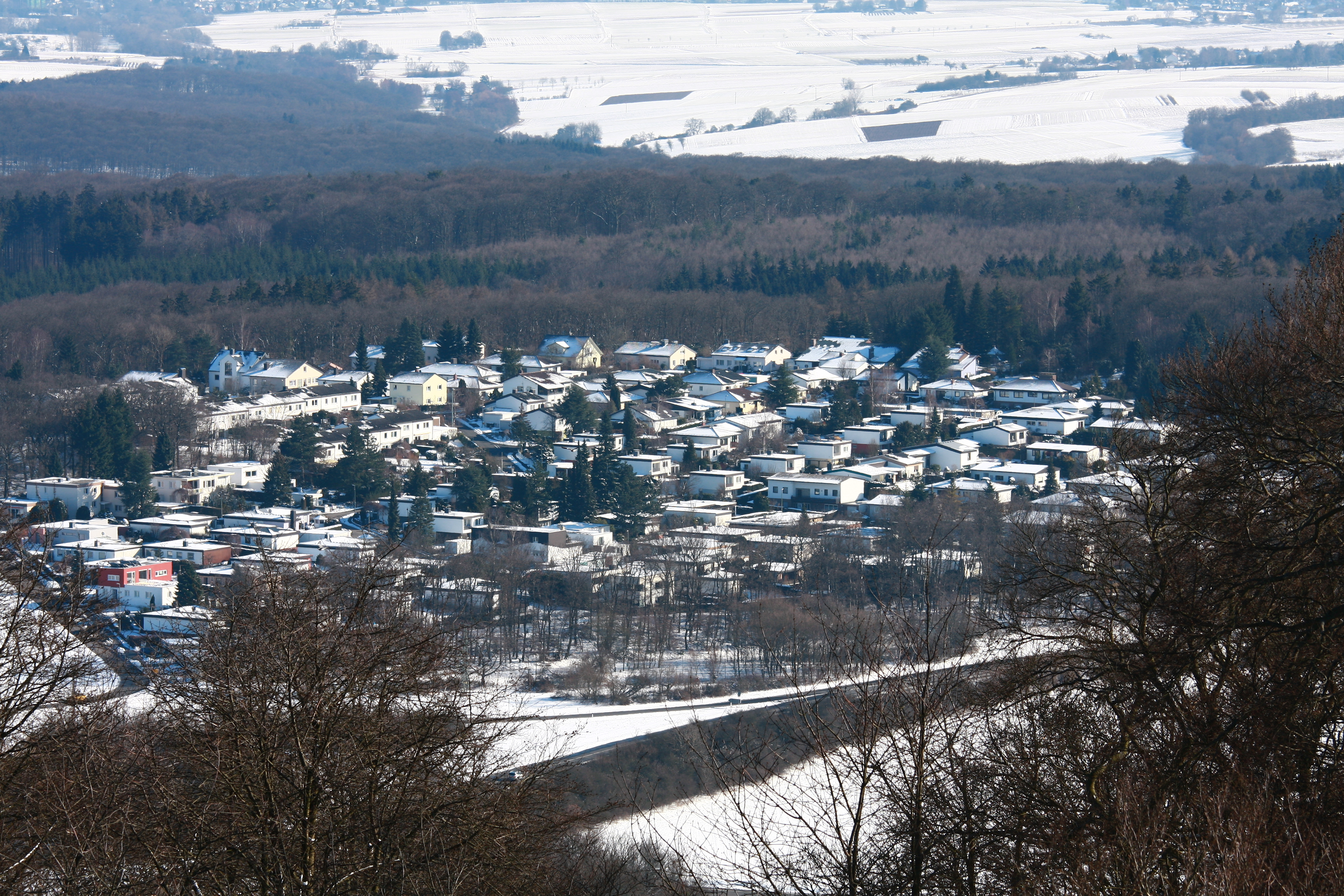
Der Erbsenacker in Wiesbaden-Naurod, fotografiert vom Kellerskopf

Infolge der Bautätigkeit nach dem Zweiten Weltkrieg ist nicht nur die Bebauung der Kernstadt und der Stadtteile erweitert worden, sondern es sind auch einige Baugebiete in räumlicher Trennung von den vorhandenen Ortskernen entstanden. Darunter fallen beispielsweise die Siedlungen der in Wiesbaden stationierten US-Armee (Siedlung Hainerberg im Südosten der Kernstadt sowie Crestview im Westen und Aukamm im Nordwesten von Bierstadt).
Der Städteplaner Ernst May wurde ab den 1960er Jahren mit dem Bau neuer Siedlungen beauftragt, von denen die ab 1964 entstandene Trabantensiedlung Klarenthal sogar einen eigenen Ortsbezirk eingerichtet bekam und die damit den Rang eines Stadtteils einnimmt. Weitere solche einzeln gelegene und im amtlichen Stadtplan als Siedlung bezeichnete Wohnviertel sind: Eigenheim im Westen und Heidestock im Osten von Sonnenberg, An den Fichten und Wolfsfeld nördlich von Bierstadt, der Erbsenacker südlich von Naurod, Am Roten Berg bei Auringen, Hochfeld bei Erbenheim, Gräselberg im Südwesten und Parkfeld sowie Selbsthilfe und Rosenfeld im Westen von Biebrich. Zu Dotzheim gehören die Viertel Talheim und Sauerland im Südosten, Freudenberg im Süden, Märchenland und Schelmengraben im Westen und Kohlheck im Norden. Nicht zuletzt ist auch die Bebauung am Flugplatz Erbenheim neben der Domäne Mechtildshausen auf freiem Feld zwischen Erbenheim und Delkenheim entstanden.
Die Haupt-Industriegebiete befinden sich in den südlichen Stadtteilen am Rhein, wie in den ehemaligen Rheinufer- und Hafenorten Schierstein und Biebrich sowie den AKK-Vororten. Neu entstanden sind Gewerbegebiete an der Äppelallee zwischen Schierstein und Biebrich, am Unteren Zwerchweg in der Nähe des Deponiegeländes des Dyckerhoffbruchs sowie am Petersweg in Mainz-Kastel. Auch in den östlichen Stadtteilen Erbenheim, Nordenstadt und Delkenheim haben sich wegen der Nähe zur Bundesautobahn 66 einige Gewerbegebiete entwickelt.

## Geschichte

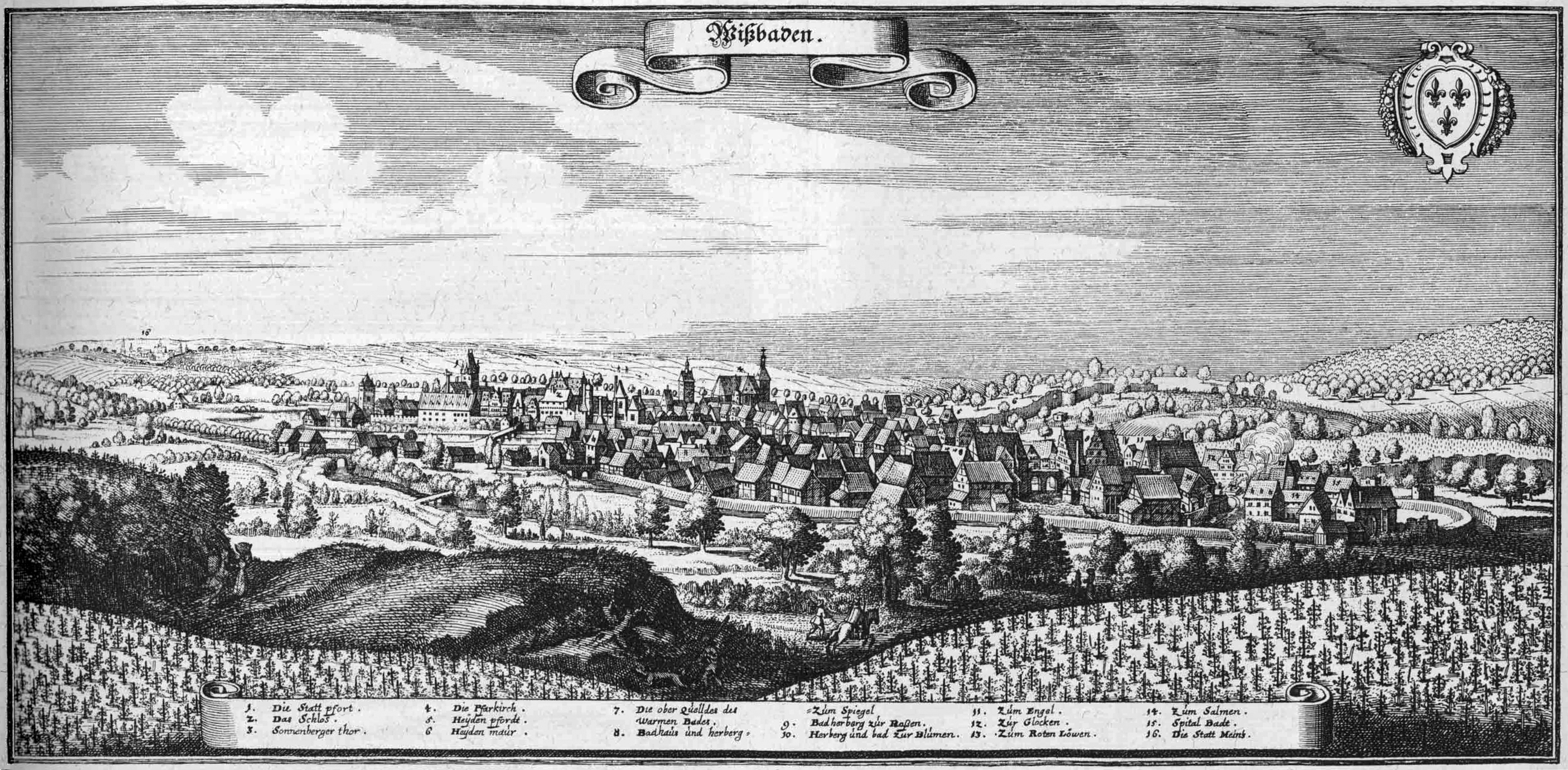
Wiesbaden – Auszug aus der Topographia Hassiae von Matthäus Merian dem Jüngeren 1655

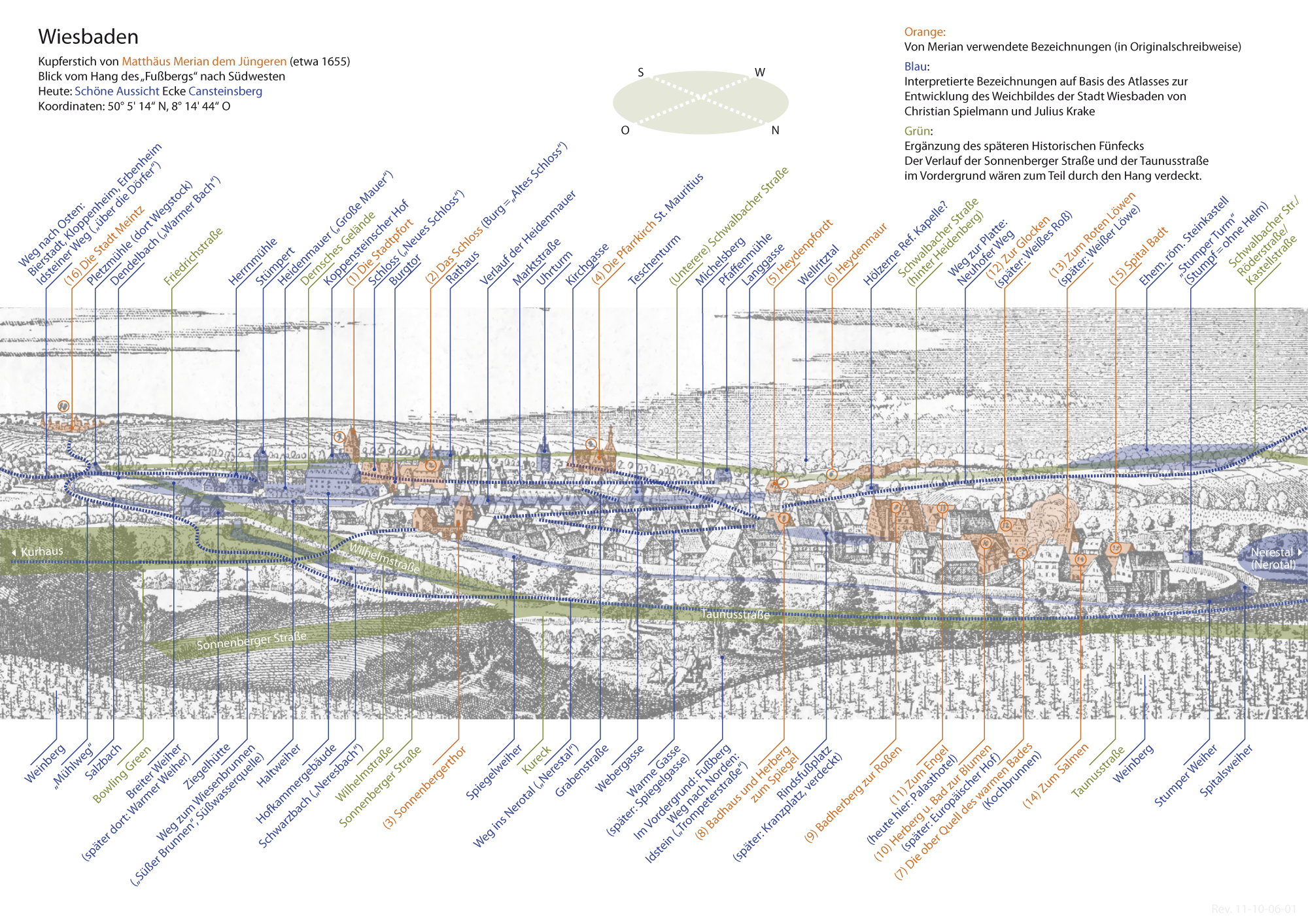
Infografik zu Merians Stadtansicht von Wiesbaden

Die Geschichte von Wiesbaden beginnt in der Antike. Schon den Römern waren die heißen Quellen der Stadt bekannt, in deren Nähe sie um 6 bis 15 n. Chr. eine Befestigung errichteten.
Die Quellen wurden erstmals um 77 n. Chr. im Werk Naturalis historia von Plinius dem Älteren beschrieben. Es entstand eine römische Siedlung mit dem Namen Aquae Mattiacorum. Die Siedlung war der Hauptort des römischen Verwaltungsbezirks Civitas Mattiacorum in der Provinz Germania superior.
In den Jahren 828 bis 830 erwähnte Einhard, der Biograf Karls des Großen, erstmals den Namen Wisibada („heilendes Bad“). Zu dieser Zeit war hier ein Hauptort des Königssondergaues.
Um das Jahr 1170 erwarben Nassauer Grafen Reichsbesitz in und um das heutige Wiesbadener Stadtgebiet. Im Jahr 1296 stiftete König Adolf von Nassau das Kloster Klarenthal. Die Stadt gehörte bis in die frühe Neuzeit zur Linie Nassau-Wiesbaden-Idstein.
Mit der Ernennung von Wolf Denthener zum evangelisch-lutherischen Pfarrer wurde 1543 die Reformation in Wiesbaden eingeführt.

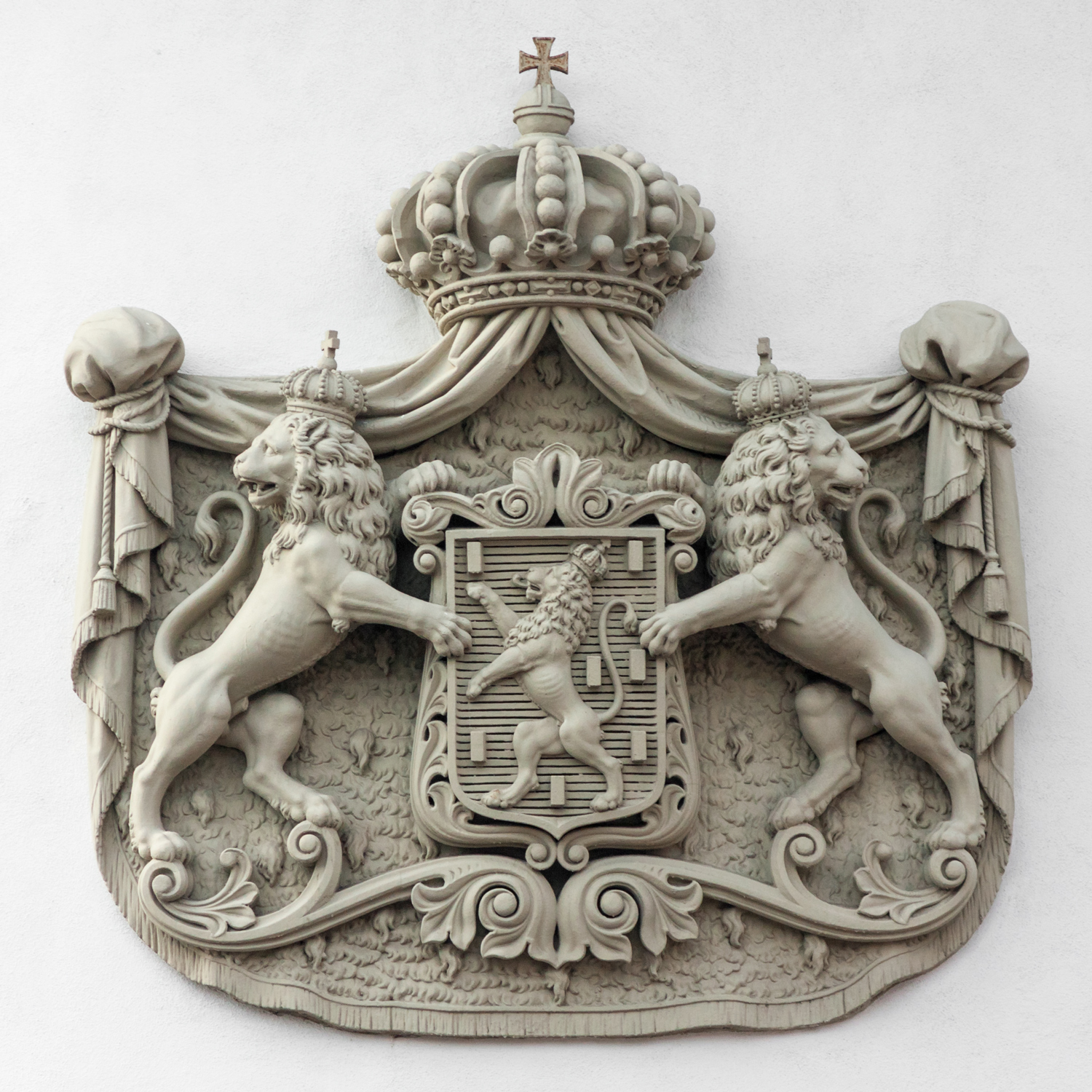
Wappen der nassauischen Herzöge am Stadtschloss

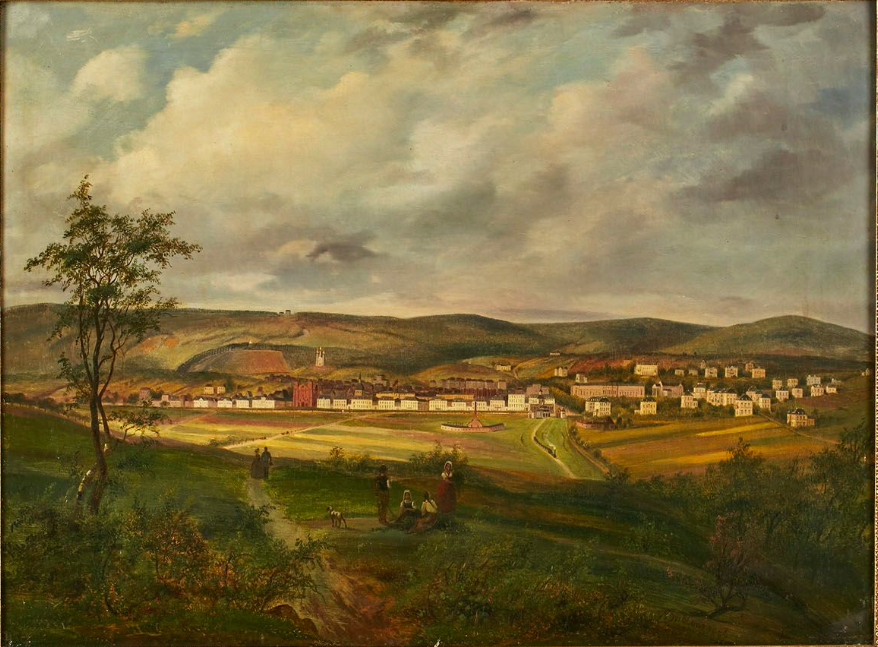
Ansicht Wiesbadens von Südosten im Jahr 1856 auf einem Gemälde von Nicolaus Berkhout: Die Stadterweiterung ist bis zur Rheinstraße erfolgt.

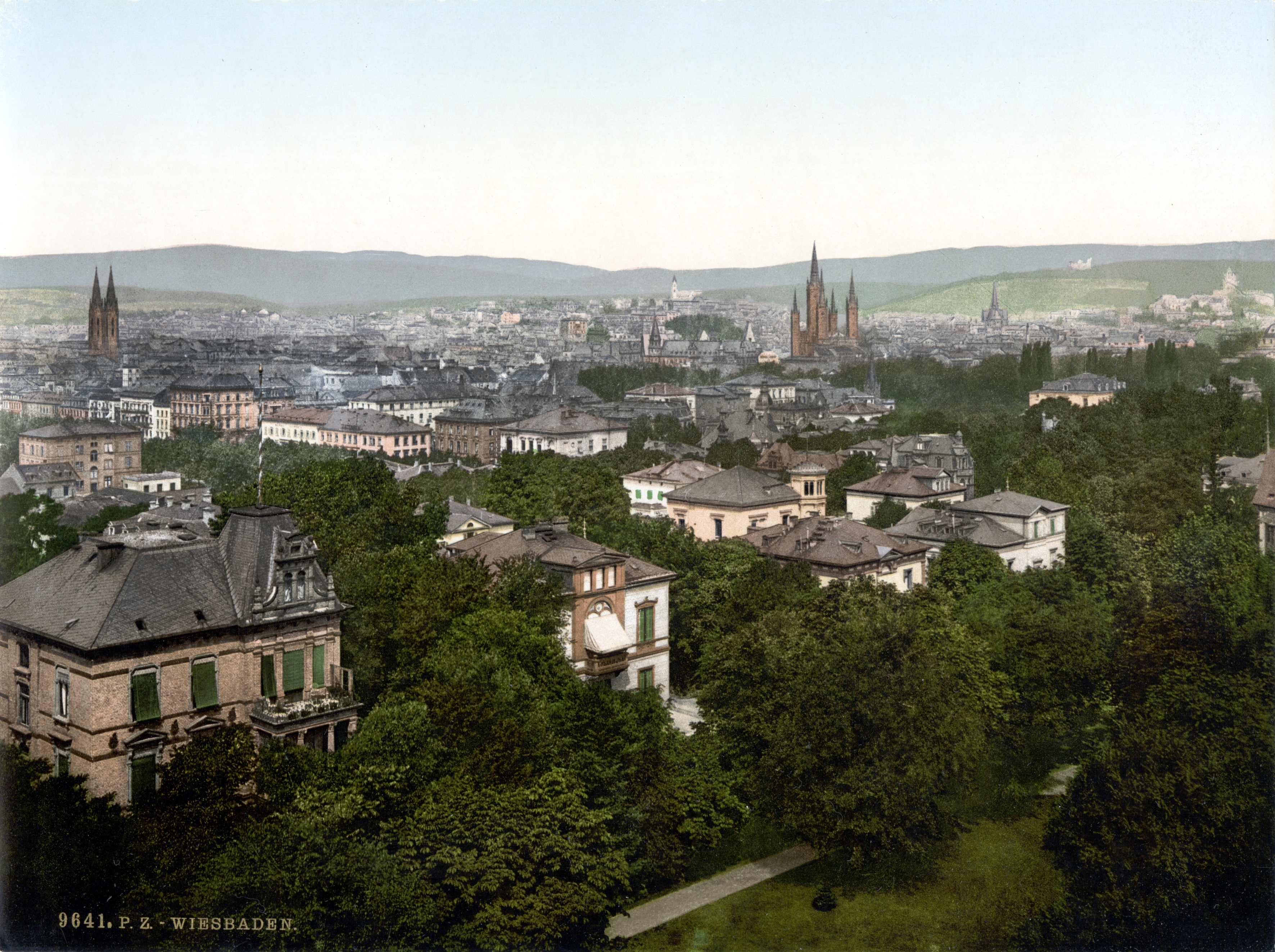
Panorama von Wiesbaden um 1900

In den Jahren 1609 bis 1610 wurde das Alte Rathaus erbaut, das älteste noch heute existierende Gebäude in Wiesbaden. Im Jahr 1744 wurde das Schloss Biebrich Hauptresidenz des Hauses Nassau, 1806 wurde Wiesbaden Regierungssitz und Hauptstadt des Herzogtums Nassau. Als herzogliche Residenz erlebte Wiesbaden in den folgenden Jahrzehnten eine ungeahnte städtebauliche Entwicklung (Historisches Fünfeck, altes Kurhaus, Stadtschloss).
Nach dem Deutschen Krieg zwischen Preußen und Österreich wurde Nassau 1866 von Preußen annektiert. Aus dem Herzogtum bildete Preußen im März 1867 den Regierungsbezirk Wiesbaden und Wiesbaden war Sitz des Mainkreises, später nach dessen Teilung Sitz des Landkreises Wiesbaden, blieb es selbst eine kreisfreie Stadt. Wenngleich Wiesbaden den Status als Residenzstadt verloren hatte, wurde die Stadt als Kurbad, Kongressstadt und Verwaltungssitz weiter ausgebaut und erlebte einen großen Aufschwung. Das „Nizza des Nordens“ wurde regelmäßig von Kaiser Wilhelm II. zur Sommerfrische besucht und bald als „Kaiserstadt“ bezeichnet.
Im Gefolge des kaiserlichen Hofstaats kamen zahlreiche Adelige, Künstler und wohlhabende Unternehmer in die Stadt und ließen sich dort nieder. Viele repräsentative Bauten entstanden, darunter das Kurhaus Wiesbaden mit seiner Spielbank und das Hessische Staatstheater an der Wilhelmstraße.
Aufgrund des starken Bevölkerungswachstums bis zum Beginn des 20. Jahrhunderts auf über 100.000 Einwohner wurden umfangreiche Stadterweiterungen notwendig. Es entstanden zahlreiche neue Stadtgebiete mit repräsentativen Gebäuden im Stil des Klassizismus, Historismus und Jugendstils. Wiesbaden wurde in dieser Zeit durch vermögende Familien und Großfirmen, die sich ansiedelten, zur Stadt mit den meisten Millionären Deutschlands.
Mit Ende des Ersten Weltkriegs endete Wiesbadens Zeit als populäre Kurstadt. 1918 wurde sie von der französischen Armee besetzt, und 1921 wurde das Wiesbadener Abkommen über die deutschen Reparationszahlungen an Frankreich geschlossen.
In dieser Zeit wurde Wiesbaden Patenstadt für den Wiederaufbau von Eydtkuhnen (Ostpreußen). 1925 wurde Wiesbaden Hauptquartier der britischen Rheinarmee und blieb es bis zum Abzug der Besatzungsmächte aus dem Rheinland 1930.

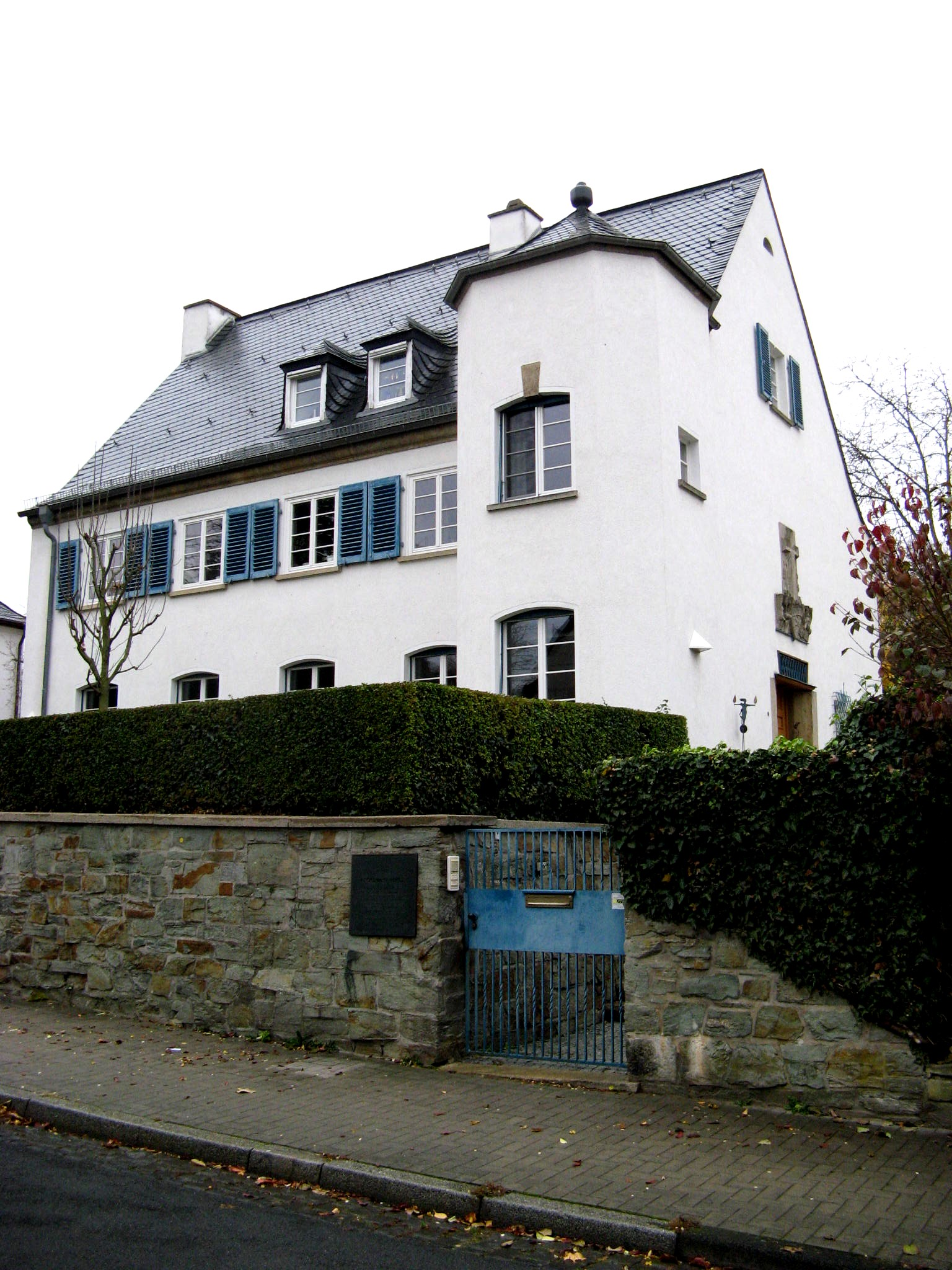
Martin Niemöllers Haus in Wiesbaden, Brentanostraße 3

Seit 1933 wurden in der Stadt mehrere Dienststellen des NS-Regimes angesiedelt, darunter im Oktober 1936 das Generalkommando des XII. Armeekorps. Die Organisation Lebensborn unterhielt in den Jahren 1939 bis 1945 das Kinderheim Taunus. In der Reichspogromnacht, am Morgen des 10. November 1938, wurde die 1869 von Philipp Hoffmann im maurischen Stil erbaute große Synagoge am Michelsberg zerstört.
Während des „Dritten Reiches“ wurden insgesamt etwa 1200 Wiesbadener Juden deportiert und ermordet. Dabei wurden einige Wohnhäuser in der Innenstadt als sogenannte „Judenhäuser“ genutzt, in denen Juden zwangseinquartiert wurden, bevor sie zum Gelände des damaligen Schlachthofs transportiert wurden. Dieser, in unmittelbarer Nähe zum Wiesbadener Hauptbahnhof gelegen, war die letzte Station vor der Deportation.
Der Wiesbadener Ludwig August Theodor Beck war am 20. Juli 1944 am Attentat auf Hitler beteiligt und bezahlte dies mit seinem Leben. Ihm zu Ehren verleiht die Stadt jährlich den Ludwig-Beck-Preis für Zivilcourage. Martin Niemöller, Widerstandskämpfer, Mitgründer des Pfarrernotbundes und Ehrenbürger von Wiesbaden, hielt in der Marktkirche die letzte Predigt vor seiner Verhaftung.
Im Zweiten Weltkrieg erlebte Wiesbaden zunächst eine Reihe leichterer alliierter Bombenangriffe. Der schwerste Bombenangriff in der Nacht vom 2. auf den 3. Februar 1945 wurde von der Royal Air Force geflogen und verfehlte aufgrund der schlechten Wetterlage das geplante Zielgebiet und damit die volle Wirkung. Gleichwohl starben dabei 1000 Menschen und 28.000 wurden obdachlos. 550 Gebäude wurden zerstört und 450 weitere schwer beschädigt.
Am 28. März 1945 wurde Wiesbaden von Truppen der 3. US Army kampflos besetzt.
In der Folge wurde in Wiesbaden ein großes DP-Lager eingerichtet, in dem zeitweilig 7500 Displaced Persons untergebracht waren, darunter etwa 4000 Polen sowie Litauer, Esten, Letten, Italiener und Jugoslawen.
Nach dem DP-Camp-Verzeichnis der Arolsen Archives existierte in der Zeit zwischen August 1946 und Oktober 1947 auch ein jüdisches DP-Lager. Nach einer anderen Quelle befand sich dies im DP-Camp Nr. 712 in der Goltz-Kaserne in Mainz-Kastel. „Viele der dort untergebrachten rund 400 jüdischen DPs konnten das Camp im Laufe des Jahres 1945 verlassen, da man ihnen ein Zimmer oder eine Wohnung in Wiesbaden zugewiesen hatte.“ Eine weitere Unterkunft für jüdische DPs befand sich im ehemaligen jüdischen Altersheim in der Geisbergstraße 24, das von 1945 bis Februar 1951 bestand.
Neben den zuvor genannten Standorten befand sich laut den Arolsen Archives ein weiteres DP-Lager in der Gersdorff-Kaserne.
Die rechtsrheinischen Mainzer Stadtteile Amöneburg, Kastel und Kostheim wurden durch Anordnung der Militärregierung dem Stadtkreis Wiesbaden zugeordnet, was eine Ursache der heutigen Rivalität zwischen Mainz und Wiesbaden wurde.
General Dwight D. Eisenhower gründete das Land Groß-Hessen und Wiesbaden wurde am 12. Oktober 1945 durch die Organisationsverfügung Nr. 1 der Militärregierung von Groß-Hessen dessen Hauptstadt. Dabei blieb es auch nach der Gründung des Landes Hessen am 1. Dezember 1946, dem Tag der Volksabstimmung über die Verfassung des Landes Hessen, denn in der Verfassung wird keine Hauptstadt bestimmt.
Ab 1948 gehörte die US-Air-Base bei Wiesbaden-Erbenheim zu den acht Versorgungsflughäfen, die über eine Luftbrücke nach West-Berlin in der Zeit der sowjetischen Blockade vom 24. Juni 1948 bis 12. Mai 1949 mit Lebensmitteln versorgten.
Im Dezember 1952 verlieh der Hessische Minister des Innern Wiesbaden die Bezeichnung „Landeshauptstadt“.
Im Jahr 1957 wurden die Rhein-Main-Hallen als Messezentrum eröffnet und in den 1960er Jahren entstanden erste Hochhaussiedlungen am Gräselberg, in Klarenthal und am Schelmengraben. Nachdem sich das ZDF 1961 für Mainz als Hauptsitz entschieden hatte, dort aber noch Räumlichkeiten fehlten, wurde Wiesbaden provisorischer Verwaltungssitz des neuen Fernsehsenders.
Durch den Niedergang des Großbürgertums in den Nachkriegsjahrzehnten verlor Wiesbaden sein mondänes Flair und unterscheidet sich heute gesellschaftlich kaum mehr von anderen Städten.

### Territoriale Zugehörigkeit Wiesbadens
- 12. Jahrhundert bis 1629: Grafschaft Nassau
- 1629–1688: Grafschaft Nassau-Idstein
- 1688–1721: Fürstentum Nassau-Idstein
- 1721–1728: Grafschaft Nassau-Saarbrücken
- 1728–1806: Fürstentum Nassau-Usingen
- 1806–1866: Herzogtum Nassau
- 1866–1944: Provinz Hessen-Nassau (Preußen)
- 1944–1945: Provinz Kurhessen (Preußen)
- seit 1945: Land Hessen[44]

### Eingemeindungen
Die ersten Eingemeindungen waren die von Biebrich, Schierstein und Sonnenberg am 1. Oktober 1926. Dadurch wurde Wiesbaden zu einer Stadt am Rhein. Schon am 1. April 1928 wurden neun weitere Gemeinden aus dem Landkreis Wiesbaden eingemeindet, der gleichzeitig aufgelöst wurde. Die restlichen Städte und Gemeinden des Landkreises wurden Bestandteil des neu gegründeten Main-Taunus-Kreises. Als Kriegsfolge verlief die Grenze zwischen der Französischen und der Amerikanischen Besatzungszone in der Region in der Mitte das Rheins; als Folge wurden am 10. August 1945 Mainz-Kastel, Mainz-Amöneburg und Mainz-Kostheim nach Wiesbaden eingemeindet. Eine „treuhänderische Verwaltung“ gab es nicht.
Von diesen drei Orten war Wiesbaden seit dem Wiener Kongress durch eine Landesgrenze getrennt gewesen, die Landesgrenze zwischen Nassau (Preußen) einerseits und Hessen (Großherzogtum Hessen-Darmstadt, später Volksstaat Hessen) andererseits. Es handelt sich um keine der üblichen Eingemeindungen, da Wiesbaden in diesen Stadtteilen nicht einfach die Rechtsnachfolge der Landeshauptstadt Mainz angetreten hat. Auch eine Vermögensauseinandersetzung fand nicht statt. Die Wasserrechte zur Trinkwassergewinnung etwa sind bei Mainz geblieben und auch an den Eigentumsverhältnissen von städtischen Grundstücken hat sich nichts geändert.
Die letzten Eingemeindungen fanden im Zuge der Gebietsreform in Hessen am 1. Januar 1977 statt und betrafen sechs Gemeinden des Main-Taunus-Kreises.
| Jahr            | Ort                                    | Zuwachs in Hektar |
| --------------- | -------------------------------------- | ----------------- |
| 1. Oktober 1926 | Biebrich (Stadt)                       | 1299              |
| 1. Oktober 1926 | Schierstein                            | 943               |
| 1. Oktober 1926 | Sonnenberg                             | 834               |
| 1. April 1928   | Bierstadt                              | 922               |
| 1. April 1928   | Dotzheim                               | 1827              |
| 1. April 1928   | Erbenheim                              | 1127              |
| 1. April 1928   | Frauenstein                            | 1065              |
| 1. April 1928   | Heßloch                                | 154               |
| 1. April 1928   | Igstadt                                | 726               |
| 1. April 1928   | Kloppenheim                            | 539               |
| 1. April 1928   | Rambach                                | 992               |
| 1. April 1928   | Georgenborn (1939 wieder ausgemeindet) | (?)               |
| 10. August 1945 | Mainz-Kastel c) und Mainz-Amöneburg c) | 1332              |
| 10. August 1945 | Mainz-Kostheim c)                      | 953               |
| 1. Januar 1977  | Auringen                               | 312               |
| 1. Januar 1977  | Breckenheim                            | 640               |
| 1. Januar 1977  | Delkenheim                             | 743               |
| 1. Januar 1977  | Medenbach                              | 447               |
| 1. Januar 1977  | Naurod                                 | 1099              |
| 1. Januar 1977  | Nordenstadt                            | 773               |

### Geschichte Christentum in Wiesbaden
Das Gebiet des heutigen Wiesbadens gehörte ursprünglich zum Bistum Mainz. Im Jahr 1543 wurde durch das damalige nassauische Herrscherhaus die Reformation eingeführt. Vorherrschend war das lutherische Bekenntnis, doch gab es seit dem 18. Jahrhundert auch reformierte Gemeindeglieder.
Im Jahr 1817 wurde im Herzogtum Nassau die Union zwischen lutherischen und reformierten Gemeinden durchgeführt, wodurch die Evangelische Landeskirche in Nassau entstand. 1934 beziehungsweise 1945/46 schlossen sich die drei Landeskirchen in Nassau, Hessen und Frankfurt zur Evangelischen Kirche in Hessen und Nassau (EKHN) zusammen. Innerhalb der EKHN bilden die 44 evangelischen Gemeinden mit rund 78.000 Gemeindegliedern das Dekanat Wiesbaden. Das Dekanat gehört zur Propstei Rhein-Main, Propst Oliver Albrecht hat seinen Dienstsitz in Wiesbaden.
Als Reaktion auf die Union 1817 entstanden in Wiesbaden, wie auch an anderen Orten, evangelisch-lutherische (altlutherische) Kirchengemeinden, die ihren lutherischen Glauben im Gottesdienst und Lehre leben wollten. Die Evangelisch-Lutherische Christuskirchengemeinde Wiesbaden gehört heute zum Kirchenbezirk Hessen-Süd der Selbständigen Evangelisch-Lutherischen Kirche.
Seit dem 18. Jahrhundert gab es auch vereinzelt wieder römisch-katholische Gemeindeglieder in Wiesbaden, die anfangs der Kirche in Frauenstein eingepfarrt waren. Seit 1791 konnten sie auch in Wiesbaden wieder öffentlich Gottesdienst feiern und 1801 erhielten sie ihr eigenes Bethaus. Später bauten sie sich wieder eigene Kirchen. Sie gehören zur Diözese Limburg, die 1827 für das damalige Herzogtum Nassau neu gegründet wurde. Innerhalb des Bistums Limburg gehören die Pfarrgemeinden von Wiesbaden (mit Ausnahme der ehemals zur Stadt Mainz gehörigen Gemeinden, die zum Bistum Mainz gehören) zur gleichnamigen Region Wiesbaden.

### Geschichte Judentum in Wiesbaden

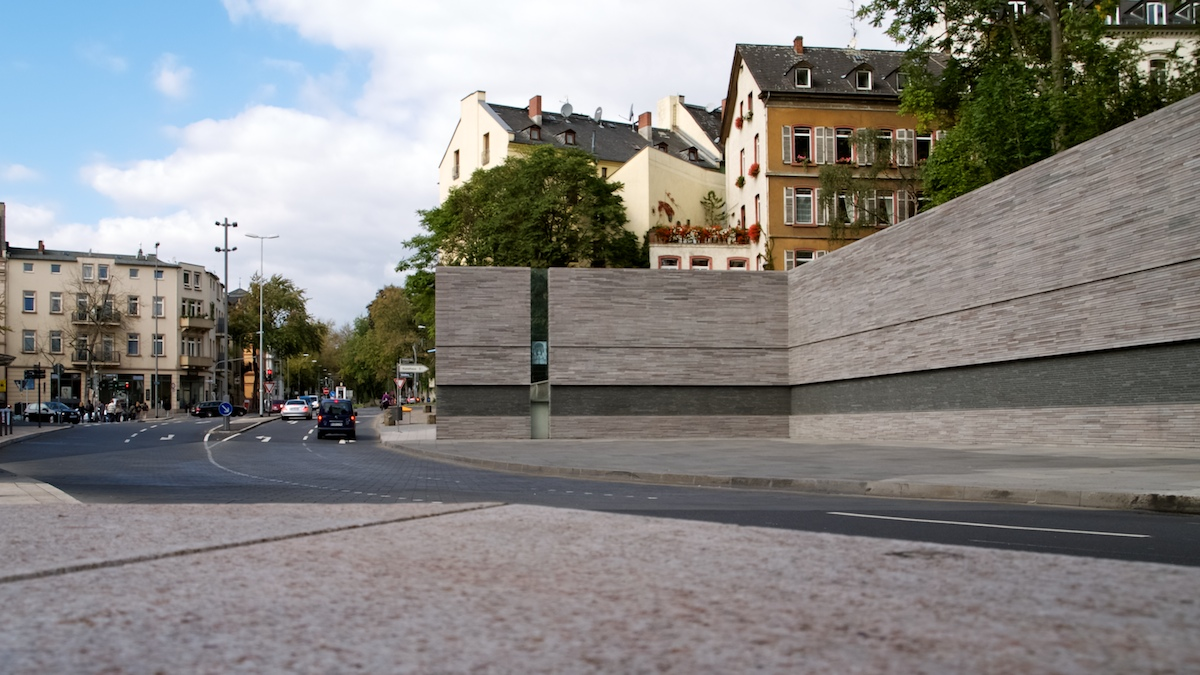
Gedenkstätte für die ermordeten Wiesbadener Juden und ehemaliger Standort der Synagoge

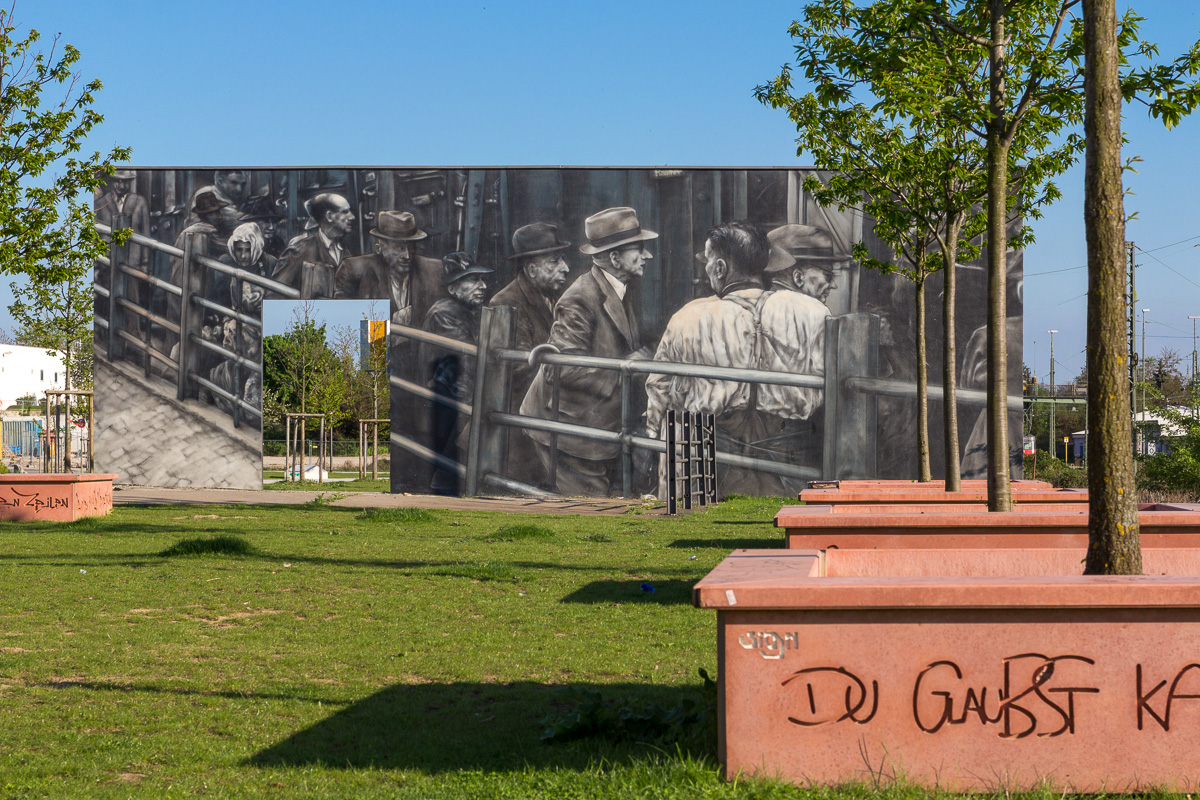
Deportationsmahnmal Schlachthoframpe

Die Geschichte der jüdischen Gemeinde in Wiesbaden reicht bis in die Römerzeit zurück. Bis ins 18. Jahrhundert hinein wurden Wiesbadener Juden auf dem jüdischen Friedhof in Wehen beigesetzt. Seit 1750 gab es auch in Wiesbaden einen jüdischen Friedhof.
Mit dem Wachstum der Stadt wuchs auch die Zahl der jüdischen Einwohner. Im Jahr 1869 konnte die jüdische Gemeinde eine große neue Synagoge, die im maurischen Stil von Philipp Hoffmann entworfen worden war, auf dem Michelsberg einweihen. Im Jahr 1878 wurde die orthodoxe Altisraelitische Gemeinde begründet. Auch sie errichtete in der Friedrichstraße eine Synagoge; drei weitere Synagogen gab es in den Vororten.
In der Nacht der Novemberpogrome 1938 wurden alle Synagogen geschändet und beschädigt. Die Ruine am Michelsberg wurde 1939 völlig abgetragen. Heute erinnert an sie die Gedenkstätte für die ermordeten Wiesbadener Juden mit namentlichen Gedenktafeln und dem Grundriss der Alten Synagoge auf der Straße. Von über 3000 Juden vor 1933 konnte etwa die Hälfte fliehen und den Holocaust überleben. Von den übrigen wurden fast alle aus der Stadt vertrieben oder in die Vernichtungslager deportiert. An sie erinnern 651 Stolpersteine vor den Häusern, wo die Menschen gewohnt oder gearbeitet haben (siehe Liste der Stolpersteine in Wiesbaden). An die Deportationen erinnert das Mahnmal Schlachthoframpe und die Gedenkstätte Nordenstadt.
Schon im Dezember 1946 wurde eine neue Gemeinde gegründet, die das Grundstück der Altisraelitischen Gemeinde nutzen konnte. Das neue Gotteshaus der jüdischen Gemeinde befindet sich in einem stark gesicherten Hinterhof an der Friedrichstraße. Durch den Zuwachs aus Osteuropa hat die Gemeinde heute über 800 Mitglieder. Insgesamt gibt es sieben jüdische Friedhöfe im Stadtgebiet; genutzt wird heute nur der jüdische Friedhof an der Platter Straße.

### Geschichte Islam in Wiesbaden
Von den muslimischen Gemeinden ist insbesondere die Ahmadiyya Muslim Jamaat KdöR in Wiesbaden aktiv vertreten. Sie sieht sich selbst als islamische Reformgemeinde und verfügt seit 2019 in Wiesbaden über eine Moschee mit Kuppel und Minarett. In Wiesbaden ist sie vor allem durch ihre interreligiösen Dialog-Veranstaltungen und dem Benefizlauf „Charity Walk and Run“ bekannt. 1987 lebten  9795 Muslime (vier Prozent) in Wiesbaden. Am 31. Dezember 2009 gehörten 78.007 (28 %) Wiesbadener der evangelischen Kirche und 65.495 (24 %) der römisch-katholischen Kirche an, während 29.370 (11 %) Wiesbadener Muslime waren, die übrigen 37 % gehörten sonstigen Religionen oder keiner Religion an.  Damit sind die Muslime die am stärksten wachsende Religionsgemeinschaft.

### Geschichte der Religionen
Der Anteil der Katholiken und Protestanten ging in den letzten Jahrzehnten allmählich zurück, zugleich hat sich, auch innerhalb der christlichen Konfessionen, eine große religiöse Vielfalt entwickelt: 10.700 potentielle Mitglieder hatten die russisch-orthodoxen und griechisch-orthodoxen Gemeinden sowie syrisch-orthodoxen Gemeinden Anfang 2011. Alleine die Suryoye (auch bekannt als Assyrer, Aramäer oder Chaldäer) sind mit 7.450 Mitgliedern in Wiesbaden und Umgebung vertreten. Davon gehörten (2019) 7.000 Suryoye der Syrisch-Orthodoxen Kirche von Antiochien an, die restlichen 450 sind Anhänger der Assyrischen Kirche des Ostens.

### Galerie religiöser Bauwerke

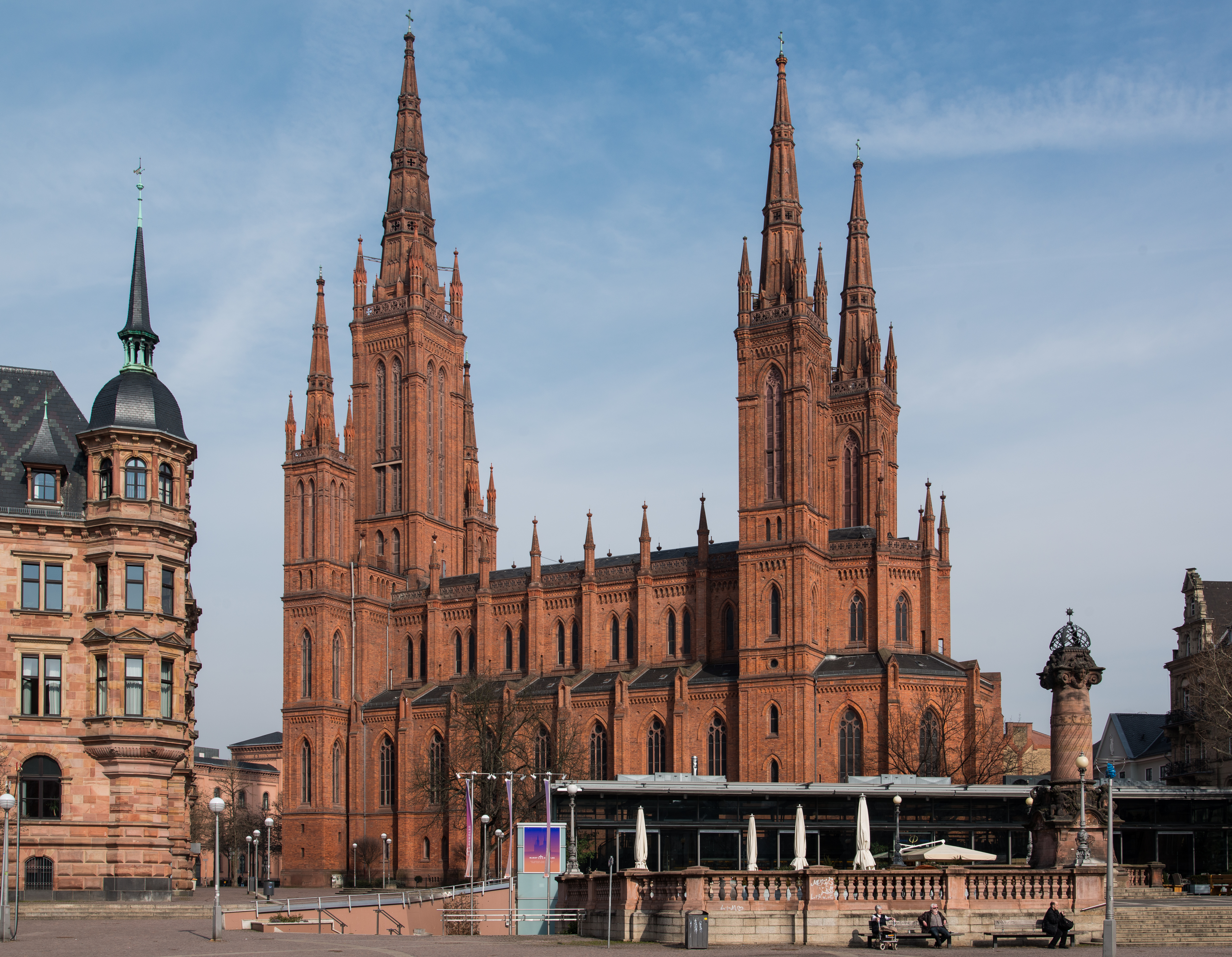
Die als Nassauer Landesdom von Carl Boos erbaute Marktkirche ist evangelische Hauptkirche der Stadt
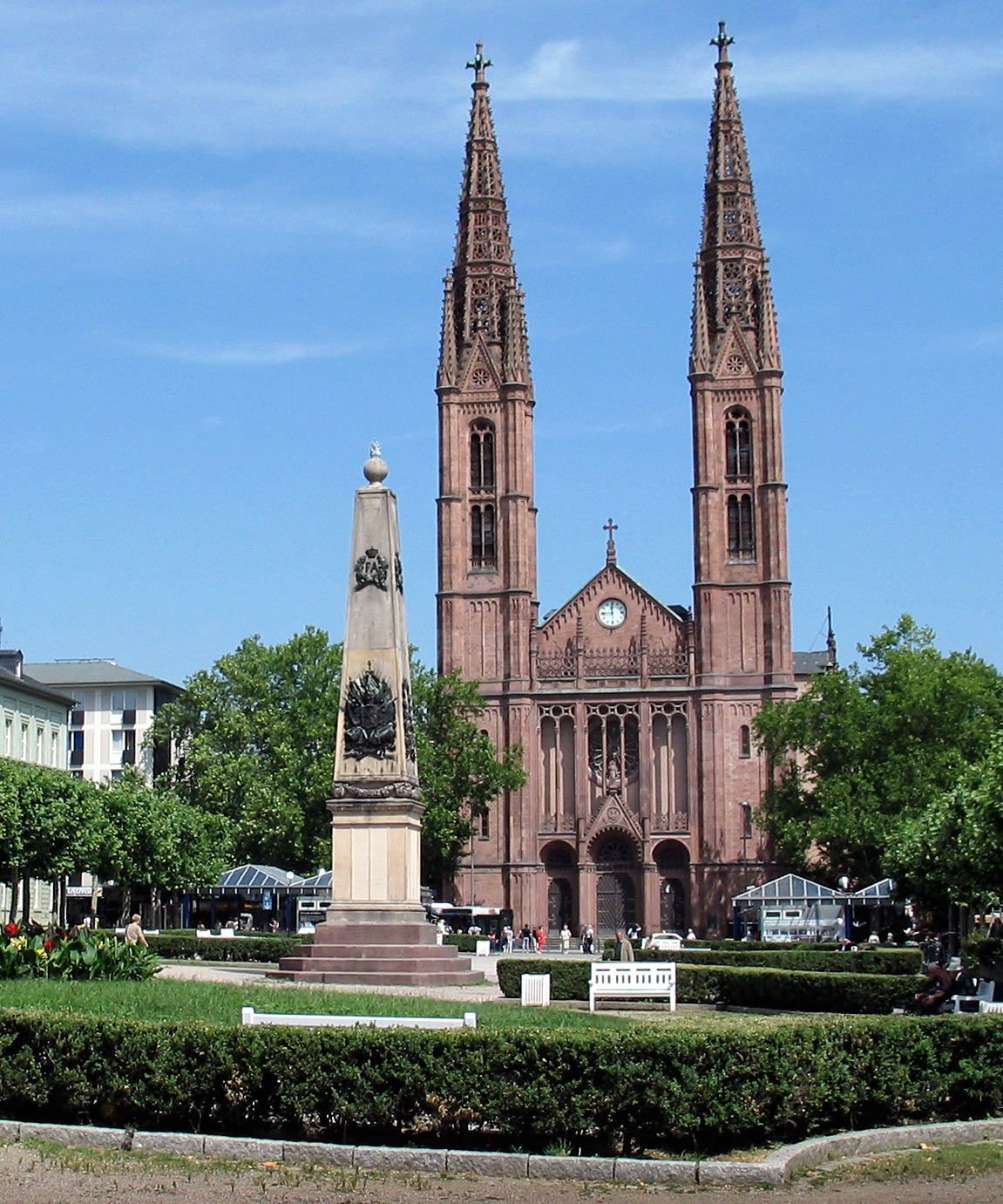
Die katholische Hauptkirche: St. Bonifatius, erbaut von Philipp Hoffmann am Luisenplatz
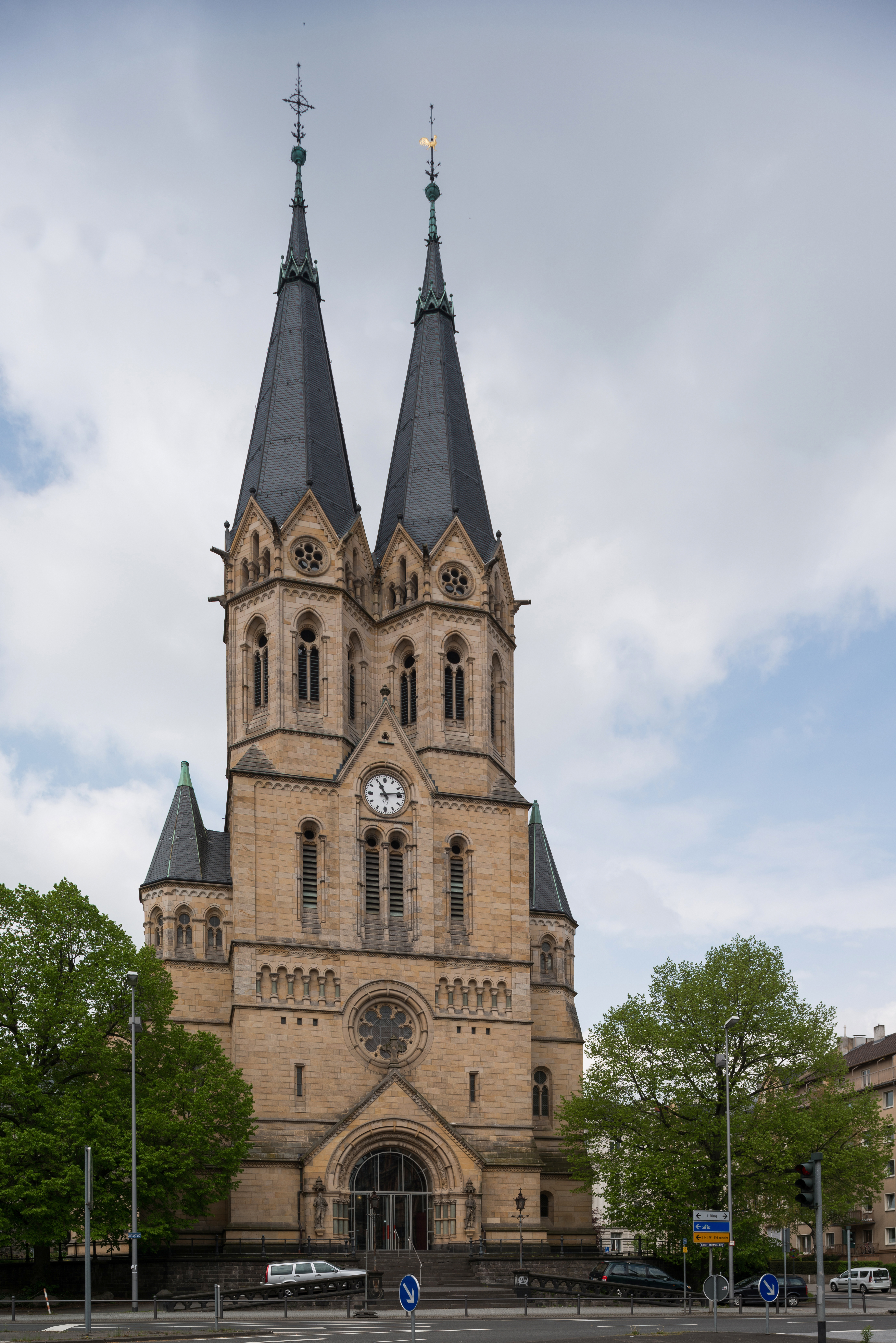
Die protestantische Ringkirche, 1892 bis 1894 von Johannes Otzen im neoromanischen Stil erbaut
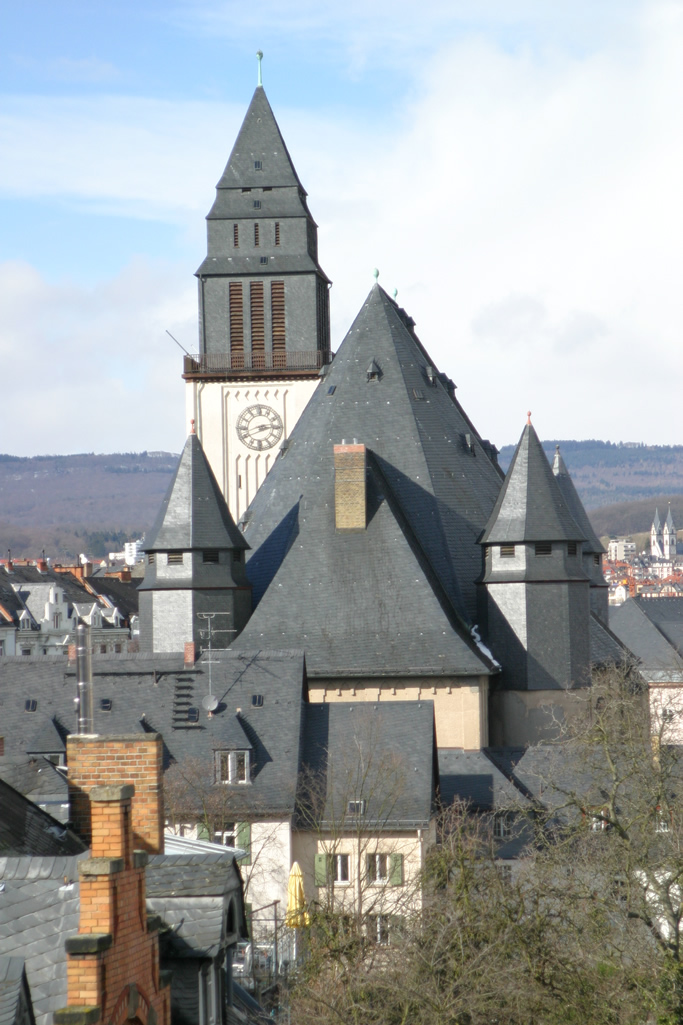
Die Lutherkirche ist nach der Markt-, Berg- und Ringkirche die vierte evangelische Kirche der Stadt
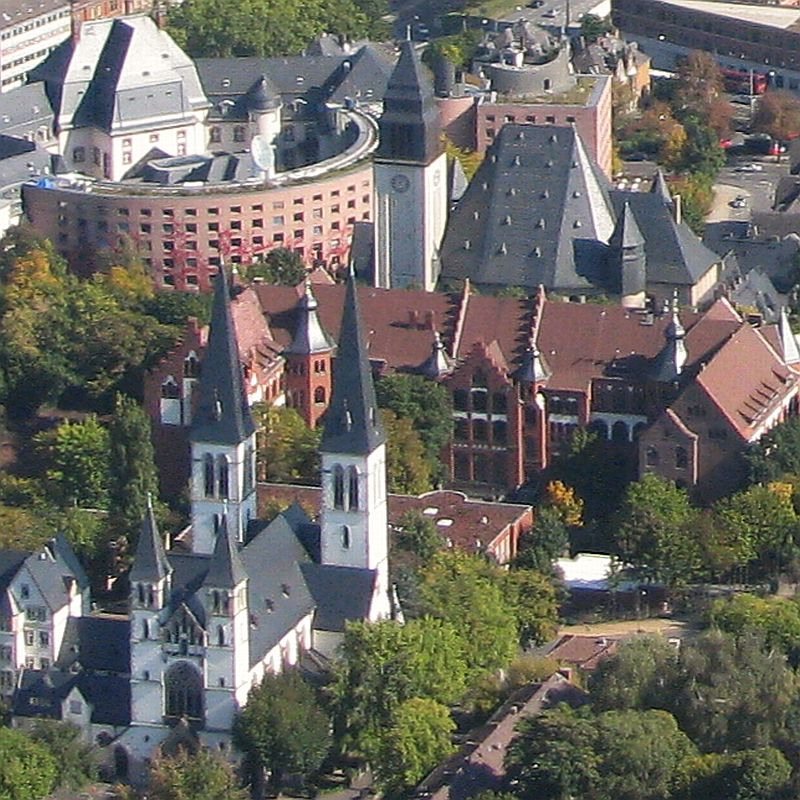
Dreifaltigkeitskirche und Lutherkirche
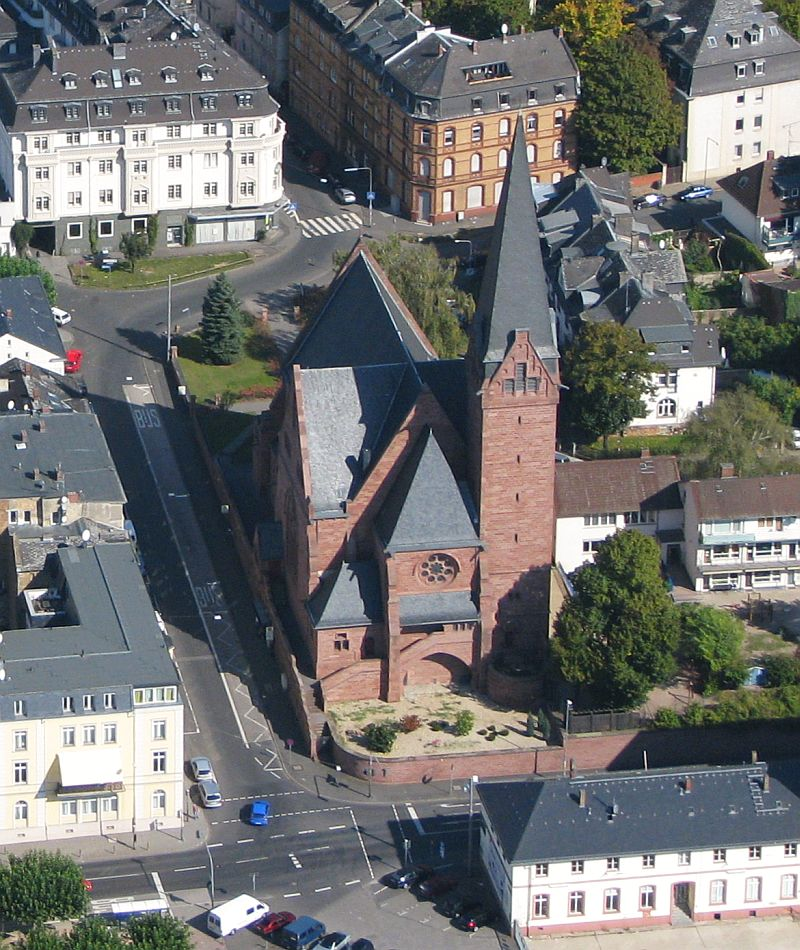
Oranier-Gedächtniskirche in Biebrich
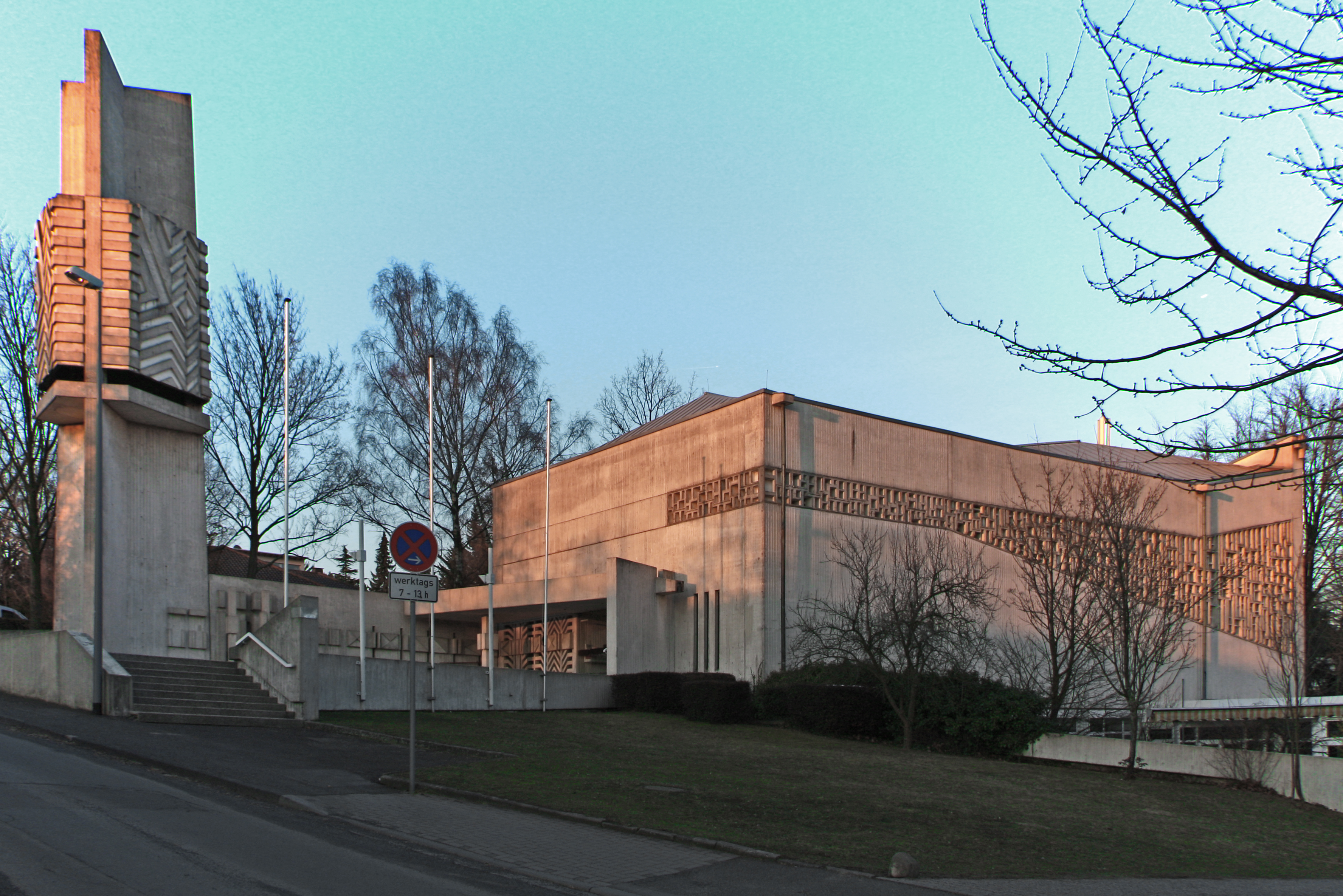
St.-Mauritius-Kirche (Schutzpatron der Stadt)
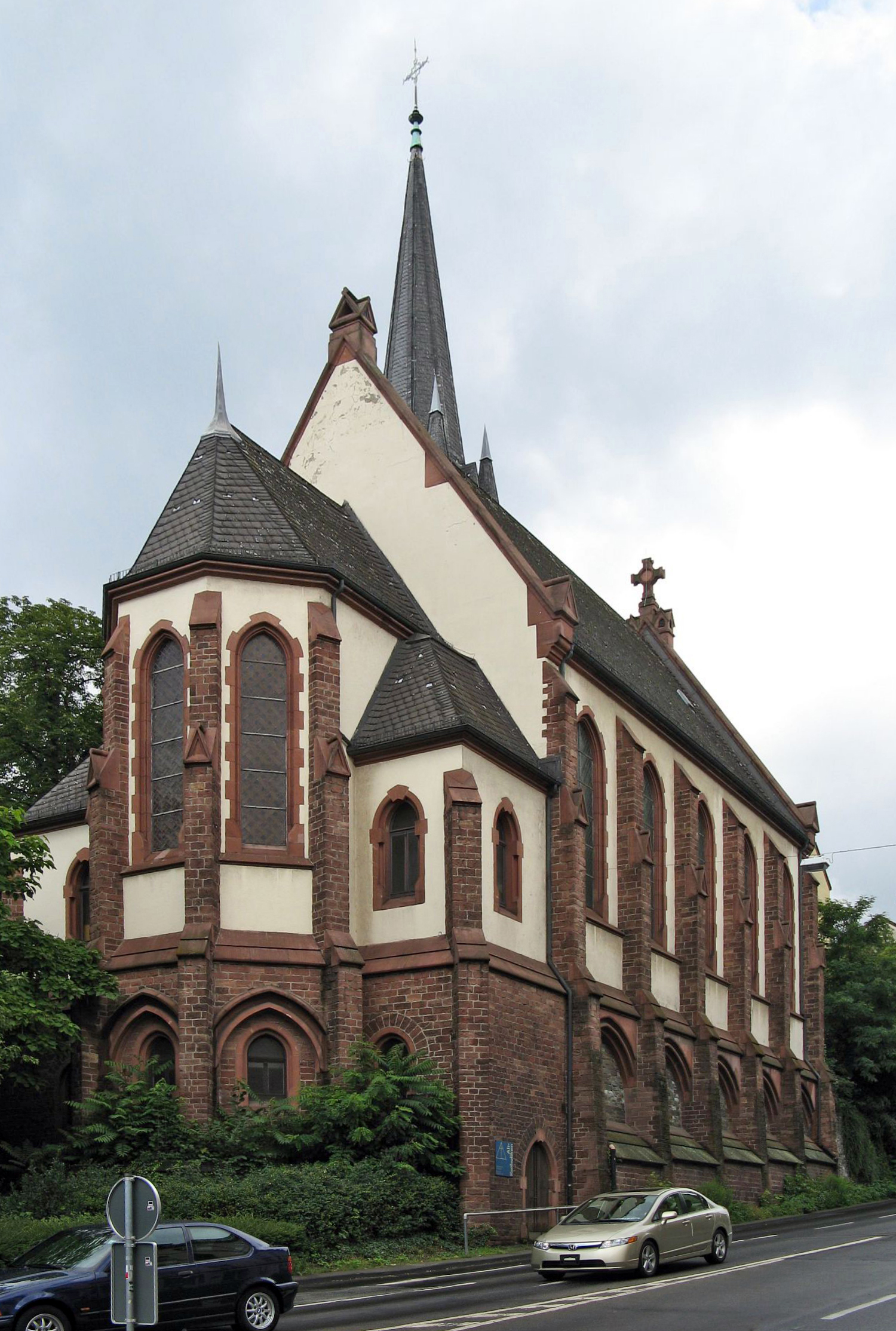
Alt-katholische Friedenskirche
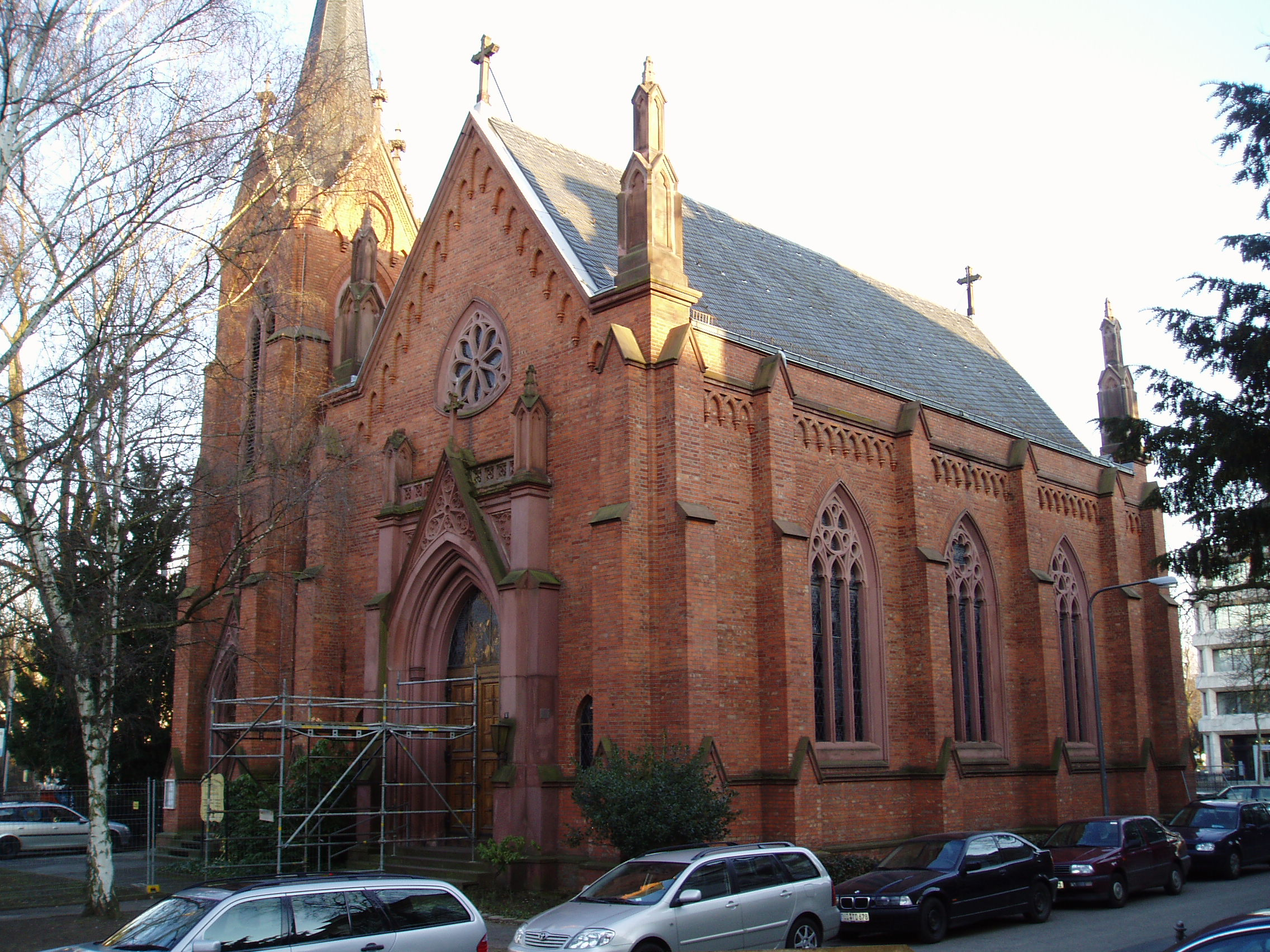
Anglikanische Kirche
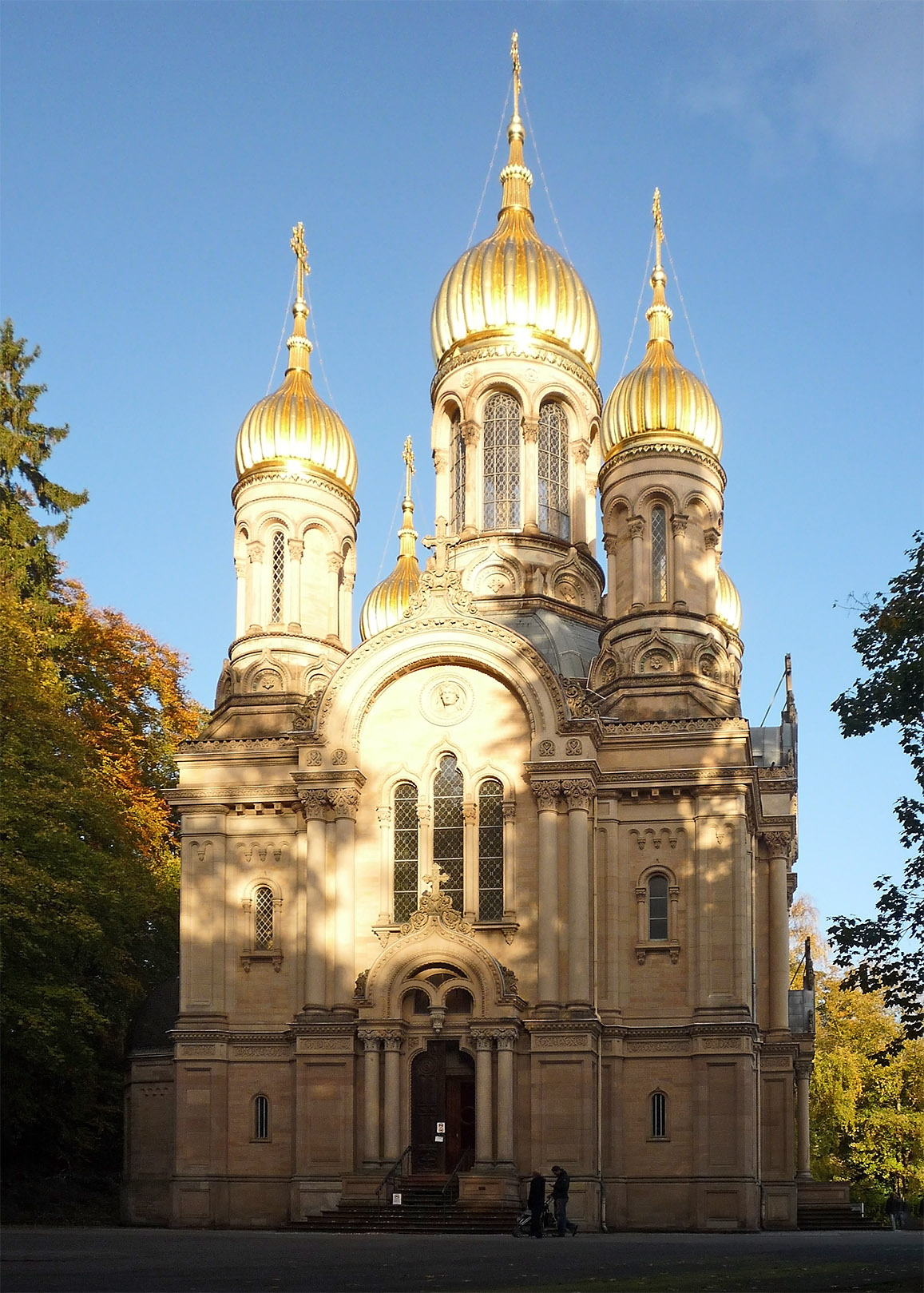
Russisch-Orthodoxe Kirche, erbaut von Philipp Hoffmann
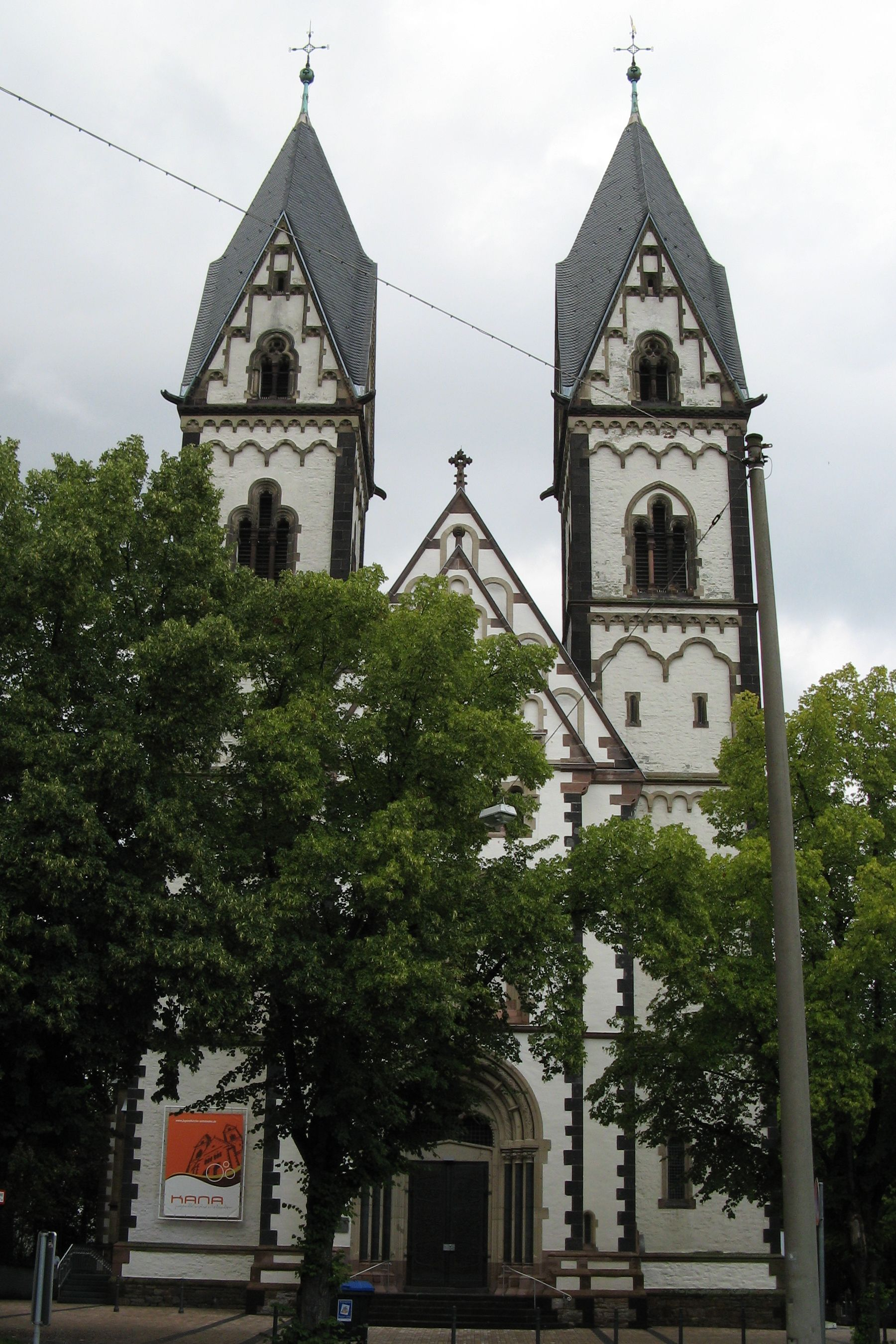
Die neoromanische Maria-Hilf-Kirche (1895)
Alte Synagoge Wiesbaden (zerstört)
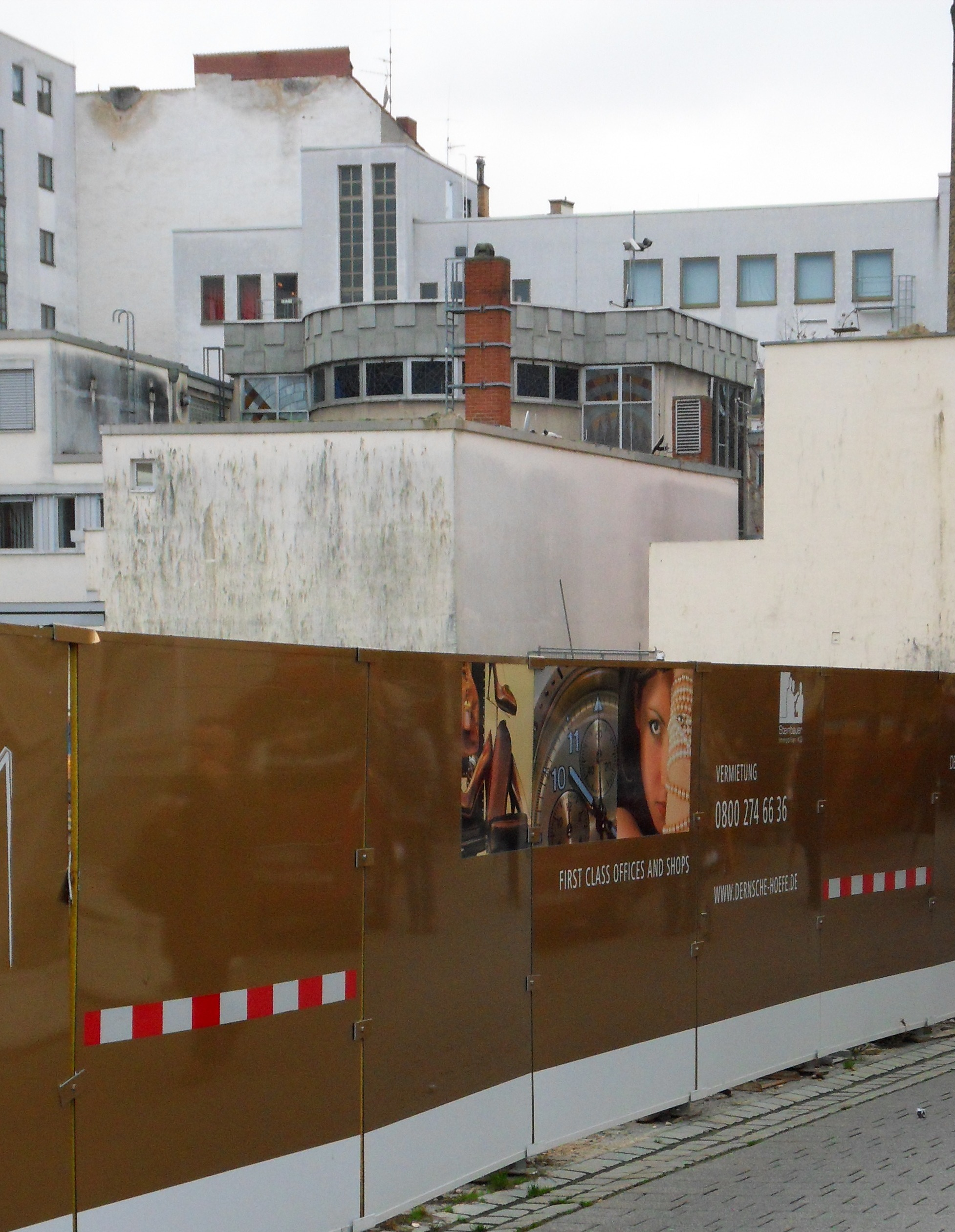
Obergeschoss der in einem Hinterhof der Friedrichstraße erbauten neuen Synagoge
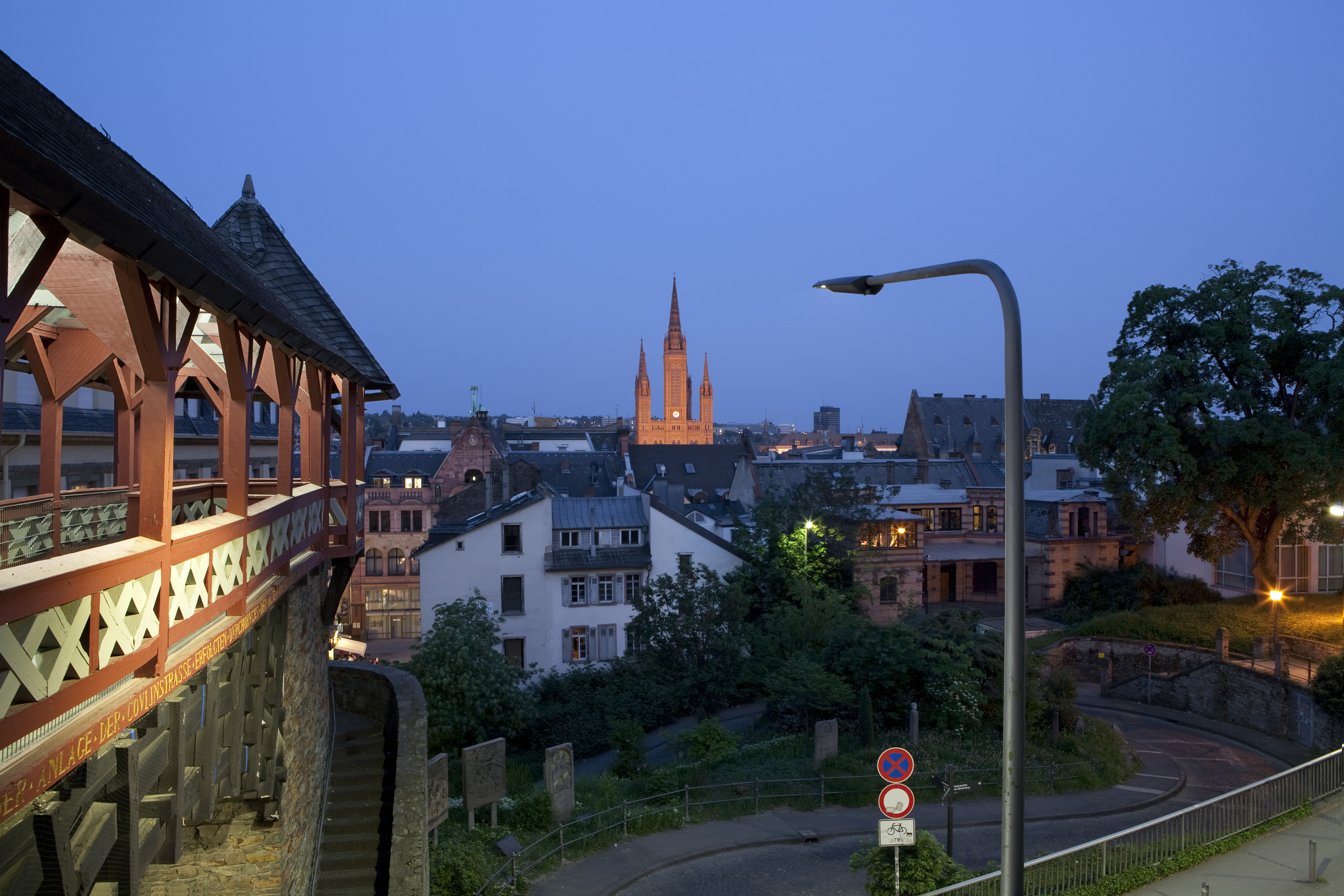
Blick vom Römertor auf die Marktkirche

### Konfessionsstatistik
Der Anteil der Katholiken und Protestanten ging in den letzten Jahrzehnten allmählich zurück, von 84 % im Jahr 1970, über 75 %, 55 % in den Jahren 1987, 2005, auf 52 % im Jahr 2011 und 33,7 % im  Jahr 2024. Gemäß dem Zensus 2011 waren 28,3 % der Einwohner evangelisch, 22,9 % römisch-katholisch und 48,8 % waren konfessionslos, gehörten einer anderen Glaubensgemeinschaft an oder machten keine Angabe. Ende des Jahres 2024 waren von den 299.932 Einwohnern Wiesbadens 17,4 % (52.173) evangelisch, 16,3 % (48.786) katholisch und 66,3 % (198.973) sonstiger oder keiner Religionszugehörigkeit, darunter ca. 14,5 % (43.470) Muslime. Die Zahl der Katholiken und vor allem die der Protestanten ist demnach im beobachteten Zeitraum beträchtlich gesunken, während der Anteil der Konfessionslosen und Muslime zunahm.

## Bevölkerung

### Einwohnerentwicklung

Bevölkerungsentwicklung von 1871 bis 2017

Der Verlauf der Einwohnerentwicklung von Wiesbaden zeigt, dass sich die Einwohnerzahl im 19. Jahrhundert, eingeleitet durch die Erhebung zur herzoglich-nassauischen Residenzstadt, etwa alle 20 Jahre verdoppelte. Von 1800 bis 1905 wuchs die Bevölkerung von 2239 Einwohnern auf 100.953 Einwohner. Damit erreichte Wiesbaden 1905 erstmals den Status einer Großstadt, den die Stadt zwischen 1917 und 1919 kurzzeitig wieder verlor. Die um diese Zeit zu verzeichnende Stagnation des Wachstums wurde durch eine erste Welle von Eingemeindungen 1926 und 1928 beendet.
Bis zum Beginn des Zweiten Weltkriegs 1939 wuchs die Stadt auf 170.354 Einwohner. Dies war durch die wirtschaftlich günstige Lage am Rhein und der Nähe zum Ruhrgebiet begünstigt. Nach dem Zweiten Weltkrieg strömten viele Menschen in die relativ wenig zerstörte Stadt. Auch die Eingliederung der AKK-Stadtteile (siehe oben) erhöhte die Bevölkerungszahl erheblich. Seit Ende 1947 hat Wiesbaden ununterbrochen mehr als 200.000 Einwohner, 1956 wurden schon 244.994 Einwohner gezählt.
In den nächsten 20 Jahren wuchs die Einwohnerzahl nur noch geringfügig auf 250.592. Sie erhielt nur noch einen Schub durch die Eingemeindungen von 1977 und erreichte 1980 die Zahl von 274.464. Nach eigener, auf der Fortschreibung der Einwohnermelderegister basierender Statistik lebten Anfang 2025 300.089 Einwohner in der Stadt. Dazu beigetragen hat der Bau immer neuer Wohnviertel in den Stadtteilen.

### Bevölkerungsstruktur
Laut Einwohnerregister der Landeshauptstadt Wiesbaden hatten 128.631 Menschen im Jahr 2023 einen Migrationshintergrund, der 43,1 % der Bevölkerung von Wiesbaden entspricht. Im Jahr 2019 betrug der Anteil der Bevölkerung mit Migrationshintergrund 39 %.
| Nationalität | nach Herkunft | nach Staatsbürgerschaft |
| ------------ | ------------- | ----------------------- |
| Türkei       | 16.172        | 9.231                   |
| Polen        | 6.854         | 4.128                   |
| Russland     | 6.234         | 1.487                   |
| Marokko      | 6.192         | 1.954                   |
| Ukraine      | 5.818         | 4.719                   |
| Italien      | 5.256         | 3.975                   |
| Rumänien     | 5.213         | 4.000                   |
| Syrien       | 5.080         | 3.219                   |
| Bulgarien    | 4.416         | 3 98.                   |
| Afghanistan  | 4.149         | 2.279                   |
| Griechenland | 3.621         | 2.783                   |
| Iran         | 3.275         | 1.224                   |
| Serbien      | 3.088         | 2.142                   |
| Kroatien     | 2.873         | 2.260                   |

## Politik

### Stadtverwaltung

Neues Rathaus – Bild von 1893

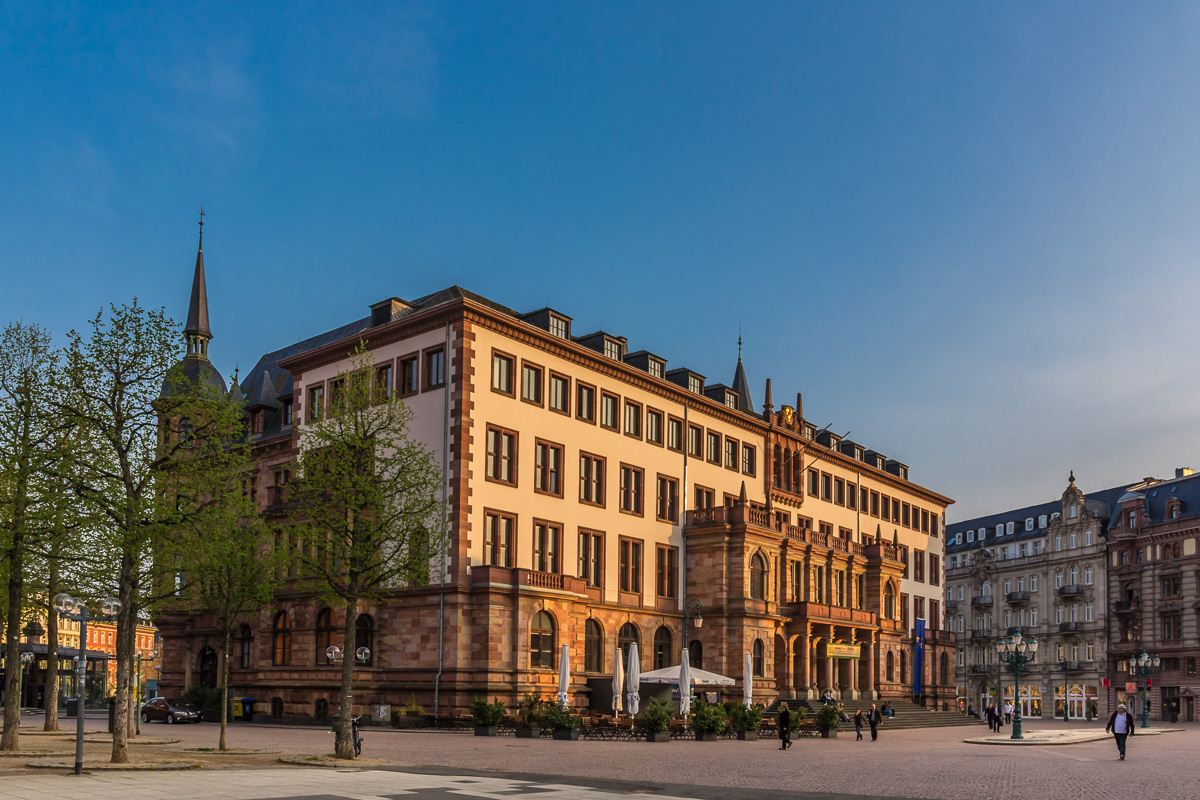
Neues Rathaus am Wiesbadener Schlossplatz

Der Verwaltungsaufbau der Landeshauptstadt Wiesbaden richtet sich nach der Hessischen Gemeindeordnung und der Hauptsatzung vom 24. März 1969, zuletzt geändert am 12. Juli 2006. Danach besteht die Stadtverordnetenversammlung als oberstes Organ der kommunalen Selbstverwaltung aus 81 von den Bürgern der Stadt gewählten Stadtverordneten. Der Magistrat als ausführendes Organ besorgt die laufende Verwaltung der Stadt und besteht aus dreizehn ehrenamtlichen und bis zu sechs hauptamtlichen Stadträten sowie dem Oberbürgermeister als dem Vorsitzenden und dem Bürgermeister als seinem Vertreter. Die Hauptsatzung regelt die Einteilung der Stadt in 26 Ortsbezirke und auch die Grenzen der fünf in Wiesbaden-Alt gebildeten Ortsbezirke sowie die Größe der von den Bürgern zu wählenden Ortsbeiräte. Zudem wird ein Ausländerbeirat mit 31 Mitgliedern eingerichtet. Neben der Stadt Frankfurt am Main unterliegt auch Wiesbaden bei der Kommunalaufsicht nach der Hessischen Gemeindeordnung unmittelbar dem Hessischen Innenministerium, die sonst vom Regierungspräsidium wahrgenommen wird.
An der Spitze von Wiesbaden standen über viele Jahrhunderte der Schultheiß und die Schöffen des Stadtgerichts. Ihnen standen zwei Bürgermeister zur Seite, die das eigentliche Organ der Selbstverwaltung darstellten. Seit dem 15. Jahrhundert traten die Bürgermeister oftmals als eigentliche Stadtvorstände in Erscheinung, wurden dann aber wieder vom Schultheiß abgelöst. 1775 erhielt das Stadtgericht durch Fürst Karl Wilhelm von Nassau den Ehrentitel Stadtrat. Dieser stellte später jedoch die staatliche Polizeidirektion dar.
Neben dem Gericht gab es seit dem 15. Jahrhundert auch einen Rat. Die Bürgermeister erhielten in preußischer Zeit den Titel Oberbürgermeister. Heute wird der Oberbürgermeister direkt vom Volk gewählt. Die ebenfalls vom Volk zu wählende Stadtverordnetenversammlung umfasst 81 Sitze, die sich wie folgt verteilen:

### Stadtverordnetenversammlung

Stärkste Partei bei der Kommunalwahl 2021 nach Stadtteil:
CDU
SPD
Grüne

Die Stadtverordnetenversammlung ist die kommunale Volksvertretung der Landeshauptstadt Wiesbaden. Über die Vergabe der 81 Sitze entscheiden die Bürger alle fünf Jahre. Es besteht eine Koalition/Kooperation aus Grünen, SPD, Linke und Volt (Traubenkoalition – siehe Bonn).
Die Kommunalwahl am 14. März 2021 lieferte folgendes Ergebnis, in Vergleich gesetzt zu früheren Kommunalwahlen:
| Stadtverordnetenversammlung – Kommunalwahlen 2021 | Stadtverordnetenversammlung – Kommunalwahlen 2021 |
| --- | --- |
| Stimmenanteil in ProzentWahlbeteiligung: 41,8 % 3020100 23,521,420,310,46,56,23,82,51,10,83,5 CDUGrüneSPDFDPAfDLinkeVoltFWBLWiPARTEISonst.Gewinne und Verlusteim Vergleich zu 2016 %p 8 6 4 2 0 −2 −4 −6 −8−1,2+7,3−5,6+0,6−6,3± 0,0+3,8+1,1−0,6+0,8+1,3CDUGrüneSPDFDPAfDLinkeVoltFWBLWPARTEISonst.Anmerkungen:i Bürgerliste Wiesbaden | SitzverteilungInsgesamt 81 Sitze - Linke: 5 - PARTEI: 1 - SPD: 17 - Grüne: 17 - Volt: 3 - BLW: 1 - ULW: 1 - FW: 2 - FDP: 8 - CDU: 19 - BIG: 1 - pro Auto: 1 - AfD: 5 |

| Parteien und Wählergemeinschaften | Parteien und Wählergemeinschaften           | % 2021 | Sitze 2021 | % 2016 | Sitze 2016 | % 2011 | Sitze 2011 | % 2006 | Sitze 2006 | % 2001 | Sitze 2001 |
| --------------------------------- | ------------------------------------------- | ------ | ---------- | ------ | ---------- | ------ | ---------- | ------ | ---------- | ------ | ---------- |
| SPD                               | Sozialdemokratische Partei Deutschlands     | 20,3   | 17         | 25,9   | 21         | 28,9   | 23         | 30,2   | 25         | 34,7   | 28         |
| CDU                               | Christlich Demokratische Union Deutschlands | 23,5   | 19         | 24,7   | 20         | 32,7   | 27         | 36,2   | 29         | 36,5   | 30         |
| Grüne                             | Bündnis 90/Die Grünen                       | 21,4   | 17         | 14,1   | 11         | 19,1   | 16         | 12,1   | 10         | 10,2   | 8          |
| AfD                               | Alternative für Deutschland                 | 6,5    | 5          | 12,8   | 11         | —      | —          | —      | —          | —      | —          |
| FDP                               | Freie Demokratische Partei                  | 10,4   | 8          | 9,8    | 8          | 5,0    | 4          | 9,0    | 7          | 12,0   | 10         |
| Linke                             | Die Linke 2001: Linke Liste (LiLi)          | 6,2    | 5          | 6,2    | 5          | 4,1    | 3          | 3,3    | 3          | 1,7    | 1          |
| Partei                            | Die Partei                                  | 0,8    | 1          | —      | —          | —      | —          | —      | —          | —      | —          |
| Volt                              | Volt Deutschland                            | 3,8    | 3          | —      | —          | —      | —          | —      | —          | —      | —          |
| BLW                               | Bürgerliste Wiesbaden                       | 1,1    | 1          | 1,7    | 1          | 3,8    | 3          | 3,7    | 3          | —      | —          |
| Freie Wähler                      | Freie Wähler                                | 2,5    | 2          | 1,4    | 1          | 1,2    | 1          | —      | —          | —      | —          |
| Piraten                           | Piratenpartei Deutschland                   | —      | —          | 1,1    | 1          | 2,1    | 2          | —      | —          | —      | —          |
| ULW                               | Unabhängige Liste Wiesbaden                 | 0,8    | 1          | 1,0    | 1          | —      | —          | —      | —          | —      | —          |
| ALFA, jetzt LKR                   | Liberal-Konservative Reformer               | 0,4    | —          | 0,9    | 1          | —      | —          | —      | —          | —      | —          |
| REP                               | Die Republikaner                            | —      | —          | —      | —          | 2,2    | 2          | 5,0    | 4          | 4,9    | 4          |
| Sonstige                          | Sonstige                                    | 2,3    | 2          | 0,3    | 0          | 0,9    | 0          | 0,5    | 0          | —      | —          |
| Gesamt                            | Gesamt                                      | 100,0  | 81         | 100,0  | 81         | 100,0  | 81         | 100,0  | 81         | 100,0  | 81         |
| Wahlbeteiligung in Prozent        | Wahlbeteiligung in Prozent                  | 41,8   | 41,8       | 43,4   | 43,4       | 41,2   | 41,2       | 39,6   | 39,6       | 47,2   | 47,2       |

### Oberbürgermeister

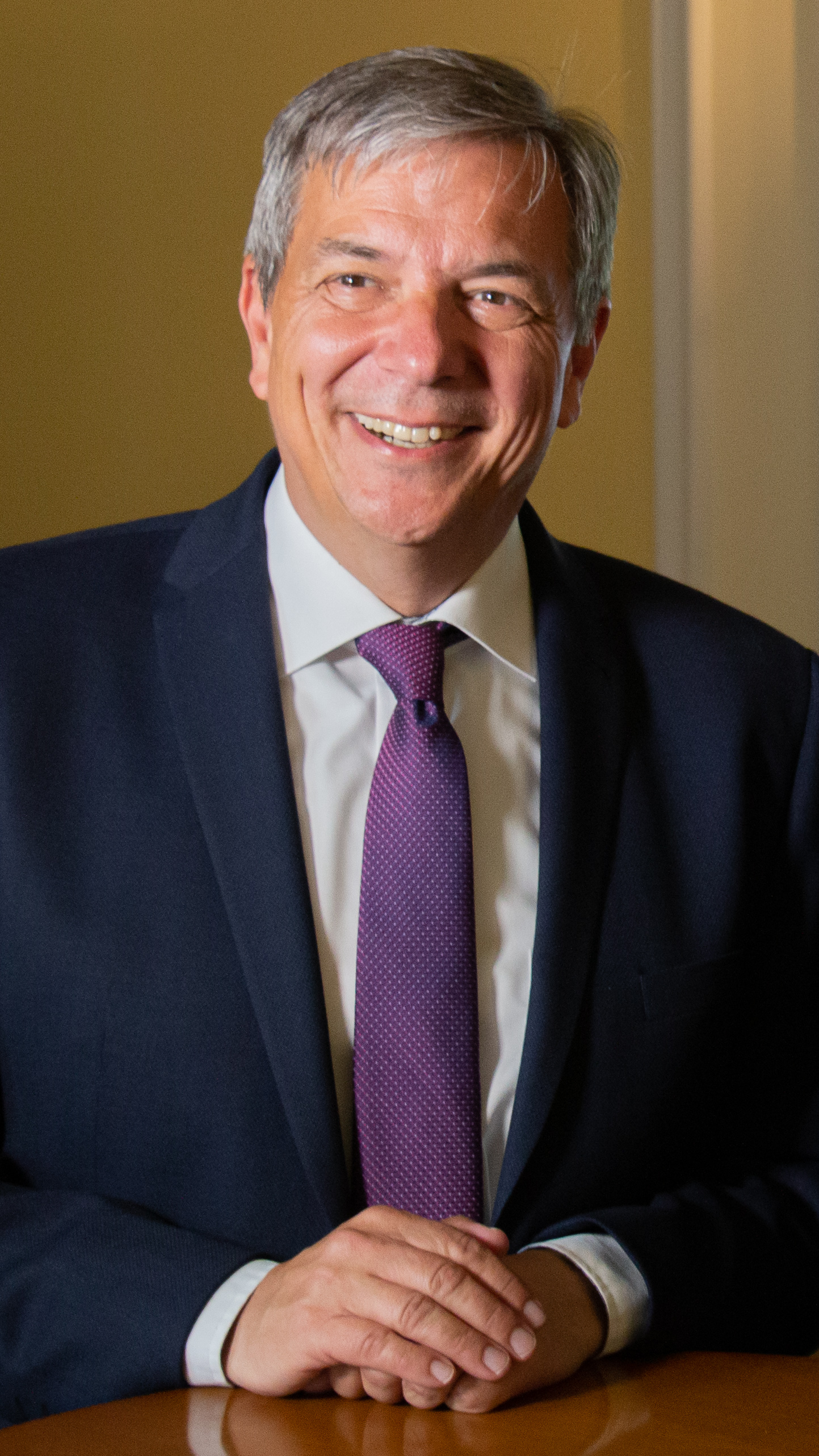
Gert-Uwe Mende (SPD), amtierender Oberbürgermeister Wiesbadens

Oberbürgermeister von Wiesbaden ist Gert-Uwe Mende (SPD). Er setzte sich am 30. März 2025 in einer Stichwahl mit 58 Prozent der Stimmen gegen Thilo von Debschitz (parteilos) durch.
Er war bereits seit 2019 Oberbürgermeister von Wiesbaden. Sein Vorgänger Sven Gerich (SPD) war nach Korruptionsvorwürfen nicht mehr zur Wiederwahl angetreten. Die Amtsübergabe fand am 29. Juni 2019 statt. Seine Amtsvorgänger sind in nachfolgender Liste aufgeführt. Die nächste Oberbürgermeisterwahl findet am 9. März 2025 statt, eine eventuell erforderliche Stichwahl am 30. März 2025.
Derzeitiger Stadtverordnetenvorsteher ist Gerhard Obermayr (CDU).
| - 1849–1868: Heinrich Fischer, Bürgermeister - 1868–1882: Wilhelm Lanz, Bürgermeister - 1882–1883: Christian Schlichter, Bürgermeister - 1883–1913: Carl Bernhard von Ibell - 1913–1919: Karl Glässing - 1919–1929: Fritz Travers (DVP, von 1919 bis 1923 amtierender Oberbürgermeister) - 1930–1933: Georg Krücke (DVP) - 1933–1937: Alfred Schulte (NSDAP) - 1937–1945: Erich Mix (NSDAP) - 1945–1946: Georg Krücke (FDP) - 1946–1953: Hans Heinrich Redlhammer (CDU) - 1954–1960: Erich Mix (FDP) | - 1960–1968: Georg Buch (SPD) - 1968–1980: Rudi Schmitt (SPD) - 1980–1982: Georg-Berndt Oschatz (CDU) - 1982–1985: Hans-Joachim Jentsch (CDU) - 1985–1997: Achim Exner (SPD) - 1997–2007: Hildebrand Diehl (CDU) - 2007–2013: Helmut Müller (CDU) - 2013–2019: Sven Gerich (SPD) - seit 2019: Gert-Uwe Mende (SPD) |

Bundesweite Beachtung erfuhr die Wiesbadener Wahl des Oberbürgermeisters im Jahr 2007 durch den Umstand, dass die SPD ihren Kandidaten Ernst-Ewald Roth wegen eines Fristversäumnisses nicht aufstellen konnte. Dies wurde in der folgenden Karnevalskampagne in vielen Vorträgen und Motivwagen aufgegriffen.

### Magistrat
Zum Magistrat der Landeshauptstadt Wiesbaden zählen folgende hauptamtliche Dezernenten und ehrenamtliche Magistratsmitglieder:
| Funktion          | Name                 | Partei | Dezernat |
| ----------------- | -------------------- | ------ | --- |
| Oberbürgermeister | Gert-Uwe Mende       | SPD    | I: Hauptamt, Personalamt, Stadtverordnetenversammlung, Sport, Revision, Feuerwehr, Stadtplanung                                |
| Bürgermeisterin   | Christiane Hinninger | Grüne  | II: Umwelt, Grünflächen, Wirtschaft und Beschäftigung, Innovation, Organisation, Digitalisierung, Stabstelle Frauenbeauftragte |
| Stadtrat          | Hendrik Schmehl      | SPD    | III: Kämmerei, Kassen- und Steueramt, Schulen, Kultur                                                                          |
| Stadträtin        | Milena Löbcke        | Linke  | IV: Recht, Zuwanderung und Integration, Veterinärwesen und Verbraucherschutz, Gesundheit                                       |
| Stadtrat          | Andreas Kowol        | Grüne  | V: Straßenverkehr und Stadtpolizei, Liegenschaften, Bauaufsicht, Hochbau, Tiefbau und Vermessung                               |
| Stadtrat          | Patricia Becher      | SPD    | VI: Soziales, Sozialleistungen und Jobcenter                                                                                   |
| Stadträtin        | Maral Koohestanian   | Volt   | VII: Stadtforschung, Statistik, Ordnung, Europa und Fördermanagement, Smart City                                               |

| Funktion   | Name                      | Partei |
| ---------- | ------------------------- | ------ |
| Stadträtin | Ursula Bai                | Grüne  |
| Stadträtin | Monika Becht              | BLW    |
| Stadträtin | Nathalie Becker           | FDP    |
| Stadträtin | Bettina Gies              | Grüne  |
| Stadtrat   | Robert Lambrou            | AfD    |
| Stadträtin | Christiene Jouaux-Frönd   | Volt   |
| Stadtrat   | Bodo Kaffenberger         | Linke  |
| Stadtrat   | Stefan Korbach            | CDU    |
| Stadträtin | Tilli-Charlotte Reinhardt | Grüne  |
| Stadtrat   | Dieter Schlempp           | CDU    |
| Stadtrat   | Rainer Schuster           | SPD    |
| Stadtrat   | Eberhard Seidensticker    | CDU    |
| Stadträtin | Helga Tomaschky-Fritz     | SPD    |
| Stadtrat   | Ulrich Winkelmann         | FDP    |
| Stadträtin | Gabriele Wolf             | SPD    |

### Finanzen
Die Landeshauptstadt Wiesbaden hatte am 31. Dezember 2012 eine Verschuldung in Höhe von 1,46 Milliarden Euro (entspricht 5374 Euro pro Einwohner). Wiesbaden war damit gemessen am Schuldenstand pro Einwohner die am wenigsten verschuldete kreisfreie Stadt in Hessen.

### Hoheitssymbole
Die Landeshauptstadt Wiesbaden führt ein Dienstsiegel, ein Wappen sowie eine Hiss- und eine Bannerflagge. Ferner verwendet die Stadt ein Logo.
Wappen
| Wappen der Landeshauptstadt Wiesbaden | Blasonierung: „In Blau drei (2:1) goldene Lilien – die Lilie mit drei Ringen gezeichnet.“ |
| Wappen der Landeshauptstadt Wiesbaden | Wappenbegründung: Die in der Heraldik Fleur-de-Lis genannten Blumen tauchen im 16. Jahrhundert erstmals in den Stadtsiegeln auf und sollen französischer Herkunft sein. Das Stadtwappen wurde 1906 verliehen. |

Flagge

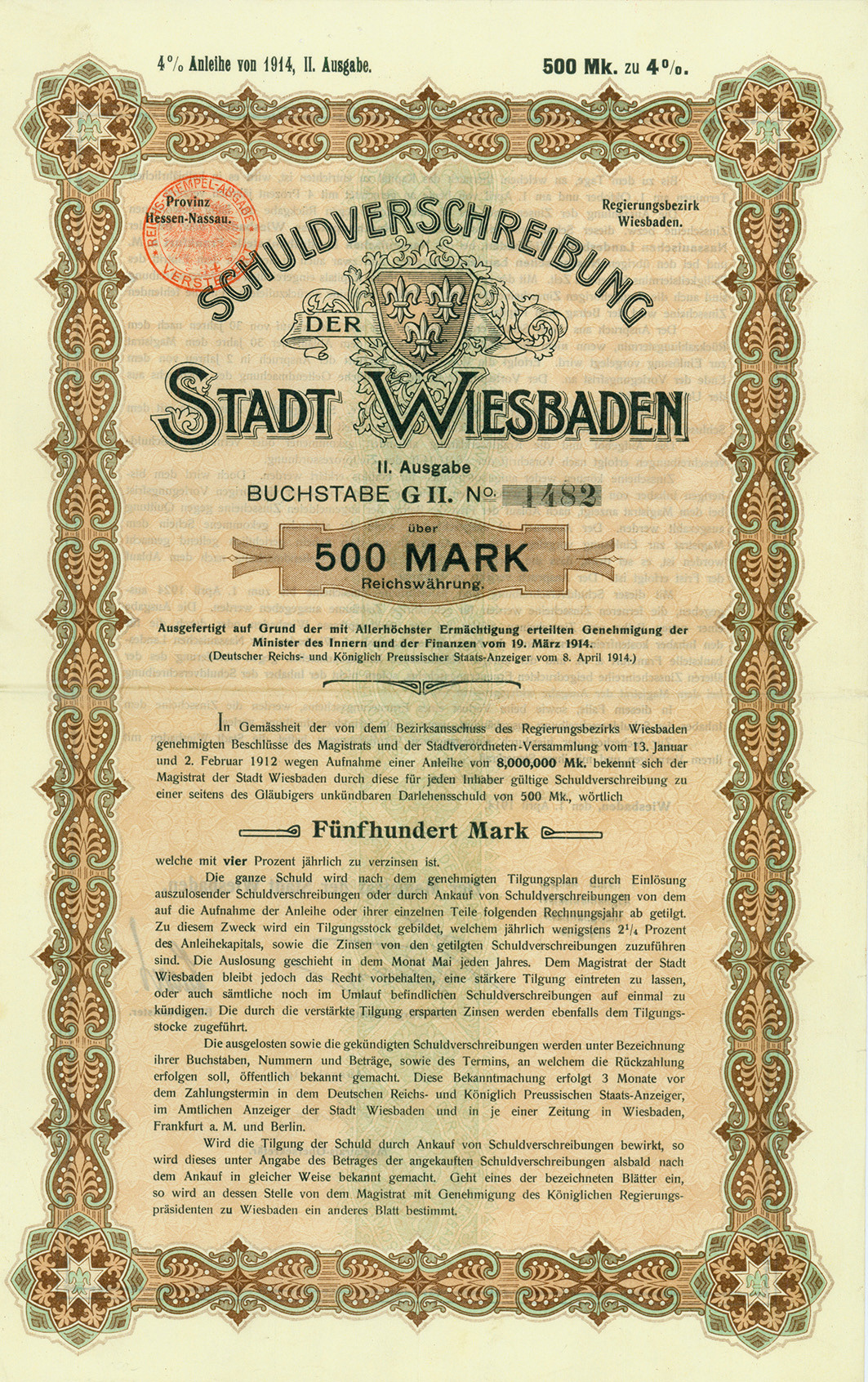
Wappen in einer Anleihe der Stadt Wiesbaden vom 1. April 1914

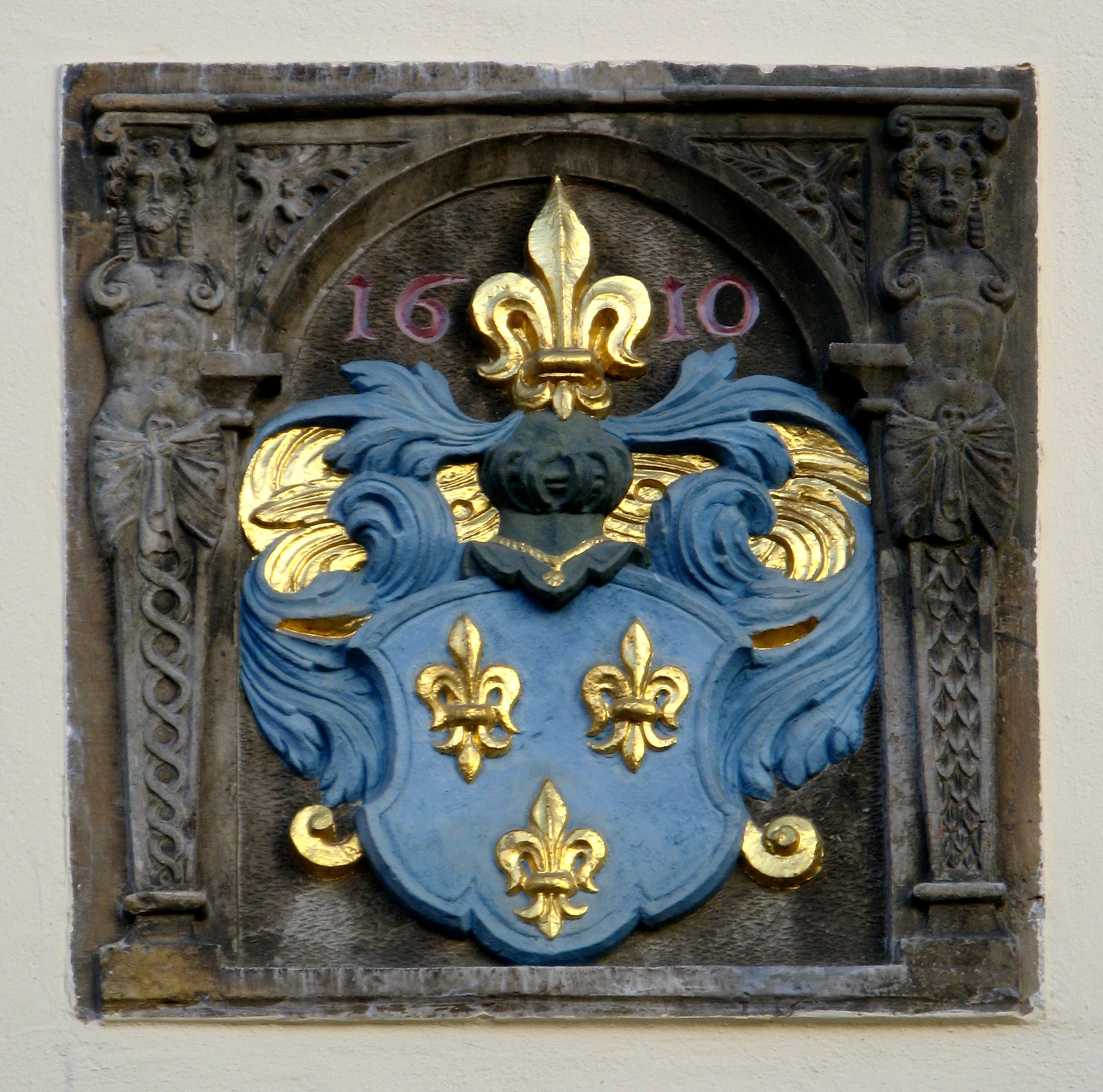
Wiesbadener Wappen am Alten Rathaus von 1610

Die Stadtflagge zeigt entsprechend drei goldene (gelbe) Lilien auf blauem Tuch und wurde 1907 verliehen.

Hissflagge
Bannerflagge
Logo (seit 2022)

### Partnerschaften
Wiesbaden unterhält mit folgenden Städten Partnerschaften:
- Klagenfurt am Wörthersee, Österreich (seit 1930; die Partnerschaft zwischen Wiesbaden und Klagenfurt ist damit eine der ältesten Städtepartnerschaften der Welt – mit jährlichem Schüleraustausch sowie Seniorenreisen und Kulturaustausch.)
- Montreux, Schweiz (seit 1953)
- Berliner Bezirk Friedrichshain-Kreuzberg, Deutschland (seit 2001; seit 1964 mit Berlin-Kreuzberg)
- Gent, Belgien (1969 bis 2021[78])
- Fondettes, Frankreich (seit 1975) (Partnerstadt des Ortsteils Naurod)
- Ljubljana (Laibach), Slowenien (seit 1977)
- Fatih (Istanbul), Türkei (seit 18. September 2012)
- Kfar Saba, Israel (seit 1981)
- Donostia-San Sebastián, Spanien (seit 1981)
- Breslau (Wrocław), Polen (seit 1987)
- Royal Tunbridge Wells, Vereinigtes Königreich (seit 1989)
- Görlitz, Deutschland (seit 1990)
- Ocotal, Nicaragua (seit 1990)
- Kamjanez-Podilskyj, Ukraine (seit 2023)[79]

Weiterhin ist Wiesbaden seit 1953 Patenstadt der heimatvertriebenen Karlsbader.

### Jugendparlament
Seit Dezember 2009 gibt es in Wiesbaden ein Jugendparlament, in welchem Wiesbadener Jugendliche die Möglichkeit haben, die Stadtpolitik mitzugestalten. Es vertritt die Interessen der Wiesbadener Jugendlichen gegenüber der Stadtverordnetenversammlung und deren Ausschüssen, dem Magistrat und den Ortsbeiräten und wird auf die Dauer von jeweils zwei Jahren direkt gewählt. Wahlberechtigt sind die Wiesbadener Jugendlichen im Alter zwischen 14 und 21 Jahren.
Das Wahlamt schickt diesem Personenkreis Briefwahlunterlagen zu. Gewählt werden können 31 Personen, die am Wahltag das 20. Lebensjahr noch nicht vollendet haben. Das Jugendparlament verfügt über kein Stimmrecht in kommunalen Ausschüssen oder in der Stadtverordnetenversammlung. Vorsitzende des Jugendparlaments ist Musa Yolver (Stand September 2024).
Das Jugendparlament Wiesbaden führt unter anderem das Projekt Hessische Union zur Stärkung von Kinder- und Jugendinteressen durch. Ziel dieser Initiative ist es, die Hessischen Kinder- und Jugendvertretungen in einem Bündnis zu vereinen und somit eine repräsentative Stimme für die Jugendlichen Hessens zu bilden.

## Wirtschaft und Infrastruktur
Insgesamt haben etwa 12.000 Unternehmen vom Handwerksbetrieb bis zu größeren Konzernen ihren Sitz in Wiesbaden. Die Industrie- und Handelskammer Wiesbaden ist für die Unternehmen im benachbarten Rheingau-Taunus-Kreis und in der Stadt Hochheim am Main zuständig. 2016 erwirtschaftete Wiesbaden, innerhalb seiner Stadtgrenzen, ein Bruttoinlandsprodukt (BIP) von 17,144 Milliarden Euro und belegte damit Rang 21 in der Rangliste der deutschen Städte nach Wirtschaftsleistung.
Das BIP pro Kopf lag im selben Jahr bei 61.913 Euro pro Kopf (Hessen: 43.496 Euro, Deutschland 38.180 Euro). Das BIP je Erwerbsperson beträgt 93.022 Euro.
Im Vergleich mit der Kaufkraft von Deutschland ausgedrückt erreichte Wiesbaden 2012 einen Index von 114 (Deutschland: 100), was einer Kaufkraft von ca. 23.400 Euro pro Einwohner entspricht. Damit ist Wiesbaden die zehntwohlhabendste Großstadt Deutschlands sowie die zweitwohlhabendste Großstadt in Hessen nach Frankfurt (24.310 Euro). Zum Vergleich: Die höchste Kaufkraft unter den deutschen Großstädten verzeichnet München mit etwa 28.247 Euro pro Einwohner. Die höchste Kaufkraft unter den Stadtteilen besitzt Sonnenberg mit ca. 32.300 Euro pro Einwohner.
Im Jahre 2015 rangierte die Landeshauptstadt Wiesbaden auf dem sechsten Platz der wohlhabendsten Städte Deutschlands über 200.000 Einwohner.
Die Stadt wies 2022 mit einer Kaufkraftkennziffer von 110 des Bundesdurchschnitts bzw. mit rund 27.963 Euro pro Erwerbstätigem einen überdurchschnittlichen Kaufkraftindex auf.
Im sogenannten „Zukunftsatlas“ 2019 belegte die kreisfreie Landeshauptstadt Wiesbaden Platz 46 von 402 Landkreisen und kreisfreien Städten in Deutschland und zählt damit zu den Orten mit „hohen Zukunftschancen“.
Ungefähr 184.300 Erwerbstätige hatten 2016 ihren Beschäftigungsort in der Stadt. Hiervon waren ca. 125.000 sozialversicherungspflichtige Arbeitnehmer. Wiesbaden ist Ziel von Berufspendlern. Der Einpendlerüberschuss betrug 2011 fast 28.000 Arbeitnehmer. Die meisten Pendler stammen aus dem Rheingau-Taunus-Kreis, der Landeshauptstadt Mainz und dem Landkreis Mainz-Bingen und somit aus dem direkten Umland von Wiesbaden.
Der überwiegende Teil der Arbeitnehmer der Landeshauptstadt sind im Dienstleistungsbereich beschäftigt, lediglich 16 Prozent sind im produzierenden Gewerbe beschäftigt. Die Land- und Forstwirtschaft ist fast bedeutungslos. Die Arbeitslosenquote lag im September 2022 bei 8,0 Prozent.

### Thermalquellen, Kurbetrieb und Gesundheitswesen

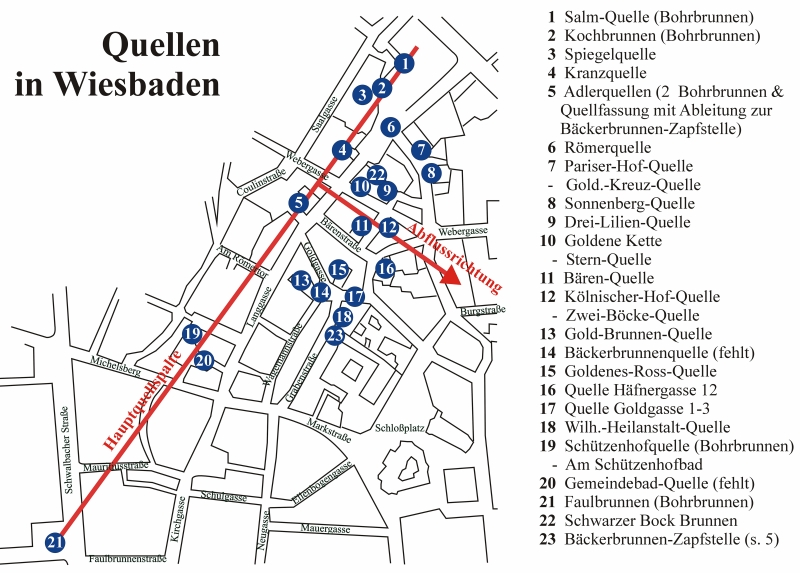
System der Quellen

Wiesbaden ist unter anderem berühmt für seine vielen kochsalzhaltigen Thermalquellen, die für vielfältige Kuren genutzt werden. In erster Linie werden sie bei rheumatischen Erkrankungen und Katarrhen der Atmungsorgane eingesetzt. Die Anwendung erfolgt in erster Linie durch Badekuren und Bewegungstherapie sowie durch Trinkkuren und Schwimmen im Thermalwasser.

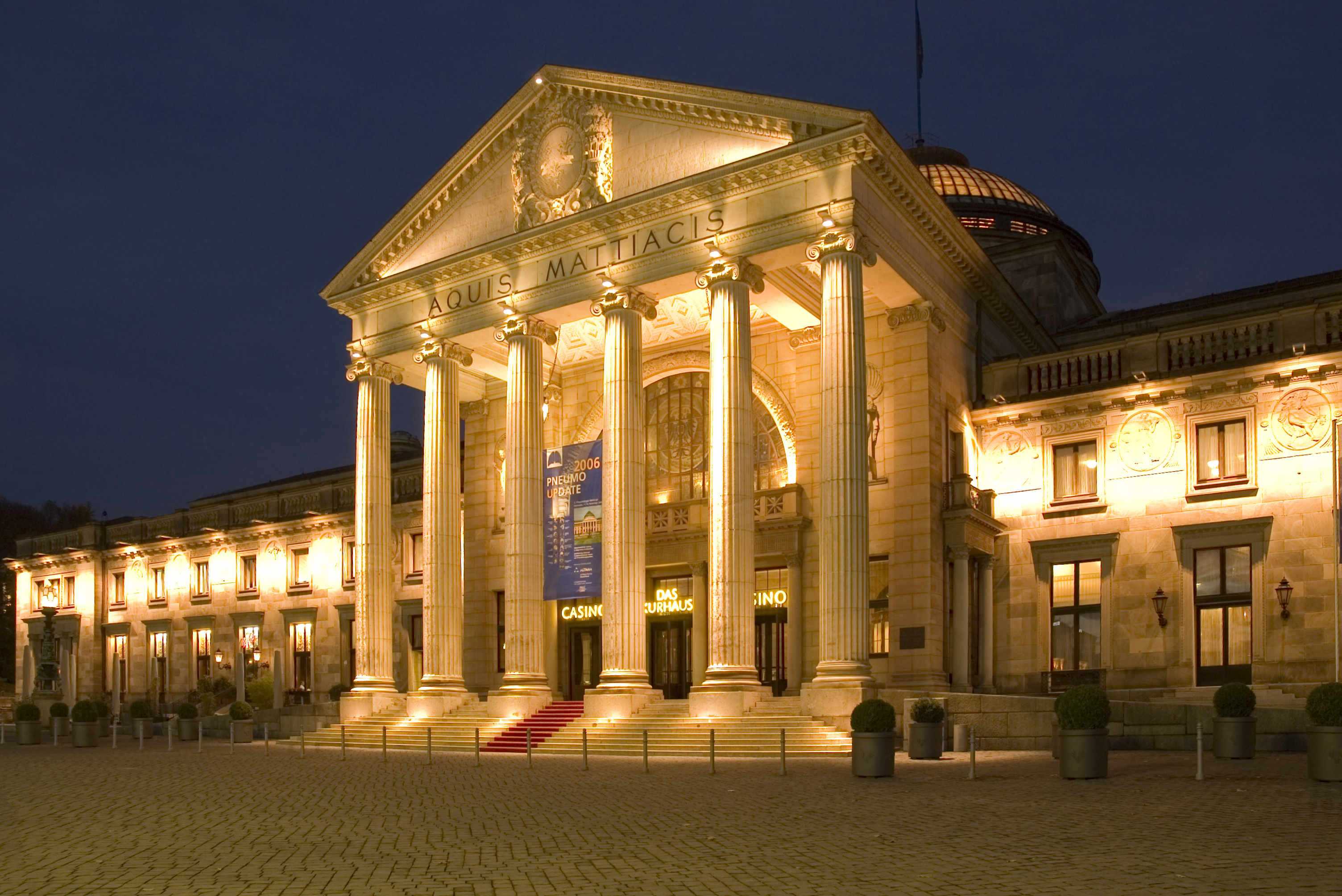
Kurhaus Wiesbaden bei Nacht

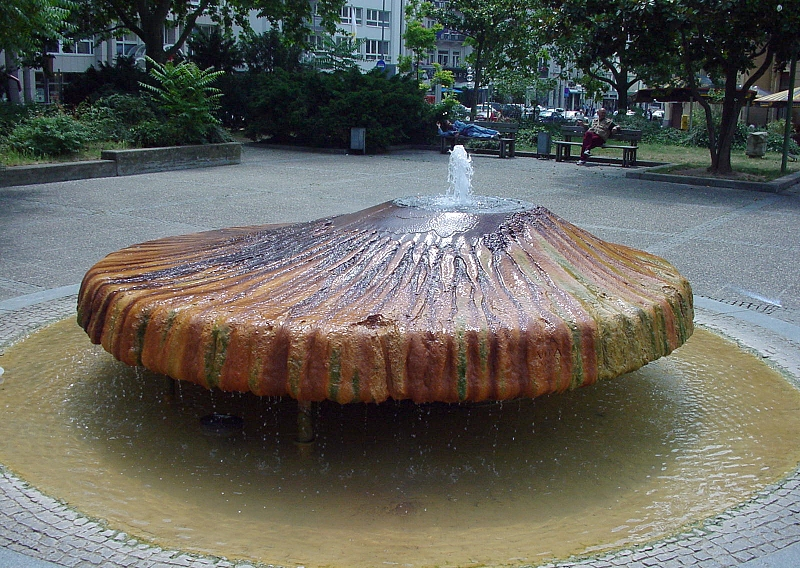
Der Kochbrunnen-Springer

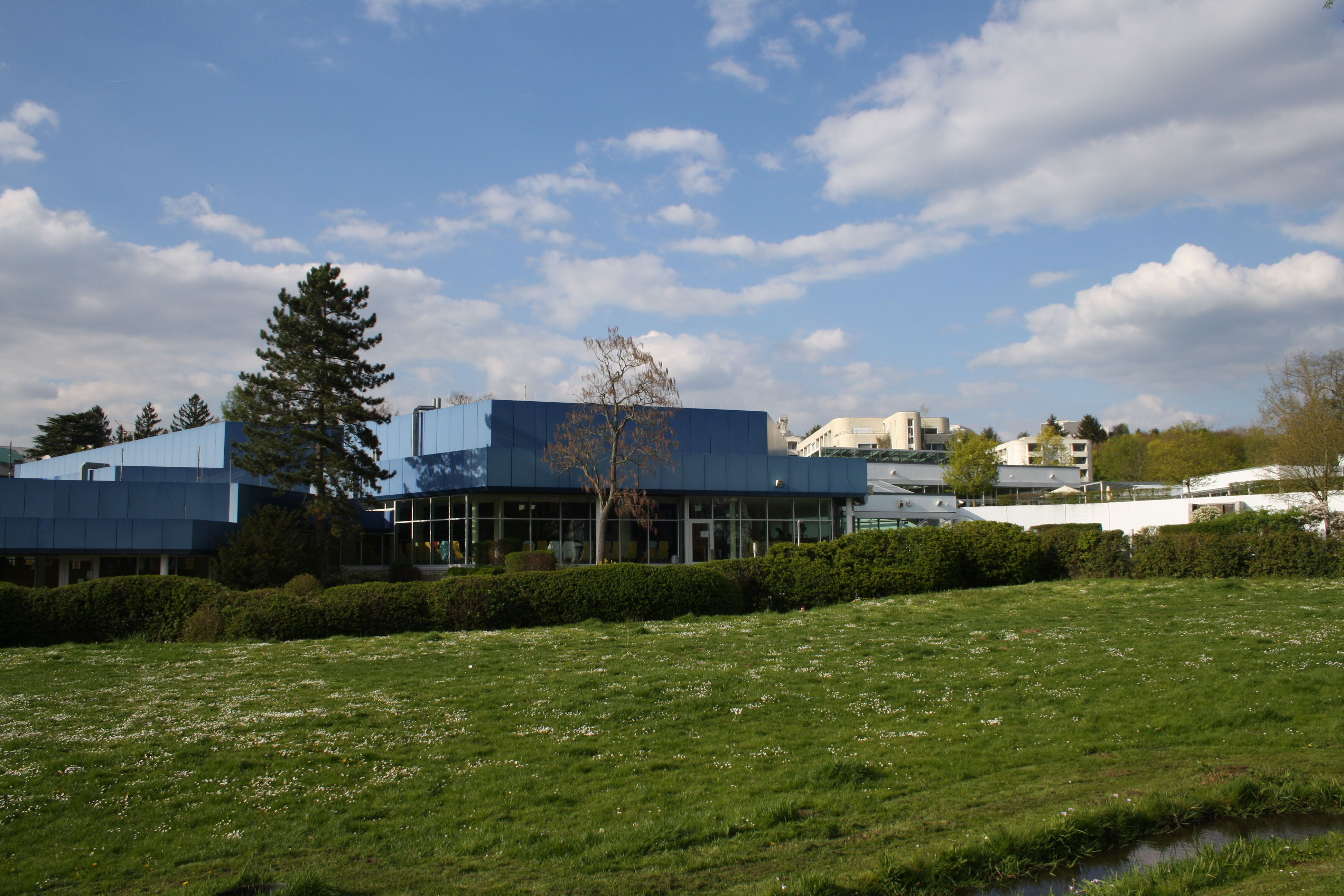
Thermalbad Aukamm

In der Innenstadt gibt es heute 14 heiße Quellen mit Temperaturen zwischen 46 und 66 Grad Celsius. Mit einer Ergiebigkeit von etwa zwei Millionen Litern täglich ist Wiesbaden das zweitergiebigste deutsche Heilbad (zum Vergleich: an erster Stelle steht Aachen mit dreieinhalb Millionen Litern täglich)
Schon seit der Zeit der Römer sind in der Stadt Bäder in Betrieb, und bis heute sind einige Quellen öffentlich zugänglich, wie zum Beispiel der Kochbrunnen (66 Grad Celsius), der mit alleine fast 500.000 Litern täglich die ergiebigste Quelle ist. Die römisch-irische Kaiser-Friedrich-Therme mit Saunalandschaft wird durch die Adlerquelle (64,4 Grad Celsius, 167 Liter pro Minute) versorgt, ebenfalls das Thermalbad Aukammtal.
Daneben gibt es private Badehäuser, heute in der Regel Hotels, die Thermalbäder betreiben (Schwarzer Bock, Nassauer Hof und Goldenes Ross, die ehemaligen Hotels Rose und Bären). Neben dem Kochbrunnen gibt es noch einige weitere öffentliche Trinkstellen wie den Bäckerbrunnen (49 Grad Celsius, 65 Liter pro Minute) und Wiesbadens 15. Quelle, den Faulbrunnen (14 bis 17 Grad Celsius, 27 Liter pro Minute), der seinen Namen Schwefelverbindungen mit ihrem typischen Geruch verdankt, aber wegen seiner geringen Temperatur nicht als Therme bezeichnet wird.
Besucher wie Johann Wolfgang von Goethe, Fjodor Dostojewski, Richard Wagner, Johannes Brahms oder Alexej von Jawlensky haben wegen der Quellen und der Spielbank in Wiesbaden Station gemacht. Emil Minlos zog gesundheitsbedingt aus Berlin hierher um.
Nach dem Ersten Weltkrieg, als Wiesbaden seinen Ruf als Weltkurstadt verlor, wurde der bis dahin vorherrschende Kurbetrieb als Amüsementbetrieb auf die klinifizierte Kur umgestellt. Im Jahre 1937 wurde eine neue Kochbrunnenwasser-Ausschankstelle in der Kurhauskolonnade am Bowling Green eingerichtet. Diese wurde nach der Zerstörung durch den Zweiten Weltkrieg 1952 wiedereröffnet, existiert aber heute nicht mehr.
Mit seinen Mineralquellen ist Wiesbaden Mitglied in der European Historic Thermal Towns Association (EHTTA), welche wiederum Träger eines internationalen Netzwerks ist, das sich Europäische Route historischer Thermalstädte nennt und seit 2010 als Kulturroute vom Europarat zertifiziert ist.
Heute gibt es zahlreiche Reha- und Spezialkliniken. Von allgemeinmedizinischen Krankenhäusern bis zu kosmetischen Privatkliniken sind es insgesamt 18 an der Zahl.
Die bekannteste ist sicher die Deutsche Klinik für Diagnostik. Am 2. April 1970 eröffnete sie in der Nähe des neuen Kurviertels. Dieses neue Kurviertel gruppiert sich um das städtische großzügige Thermalbad mit Außenbecken im Aukammtal, das über eine Fernleitung aus dem Quellenviertel mit Thermalwasser versorgt wird. Dort liegen große Rehakliniken und zahlreiche Spezial- und Privatkliniken. Allerdings ist die größte Klinik seit mehr als 10 Jahren geschlossen.
Die großen allgemeinmedizinischen Krankenhäuser sind die Helios Dr. Horst Schmidt Kliniken Wiesbaden (HSK) in der Nähe der Dotzheimer Großwohnsiedlung Schelmengraben, das St. Josefs-Hospital im Osten und die Asklepios Paulinen Klinik im Südwesten der Innenstadt. Letztere wurde 1856 als Nassauische Diakonissen-Mutterhaus Paulinenstiftung auf Anregung der Herzogin von Nassau, Pauline von Württemberg, gegründet und 1896 in das Krankenhaus Paulinenstift umgewandelt.

### Trinkwasserversorgung

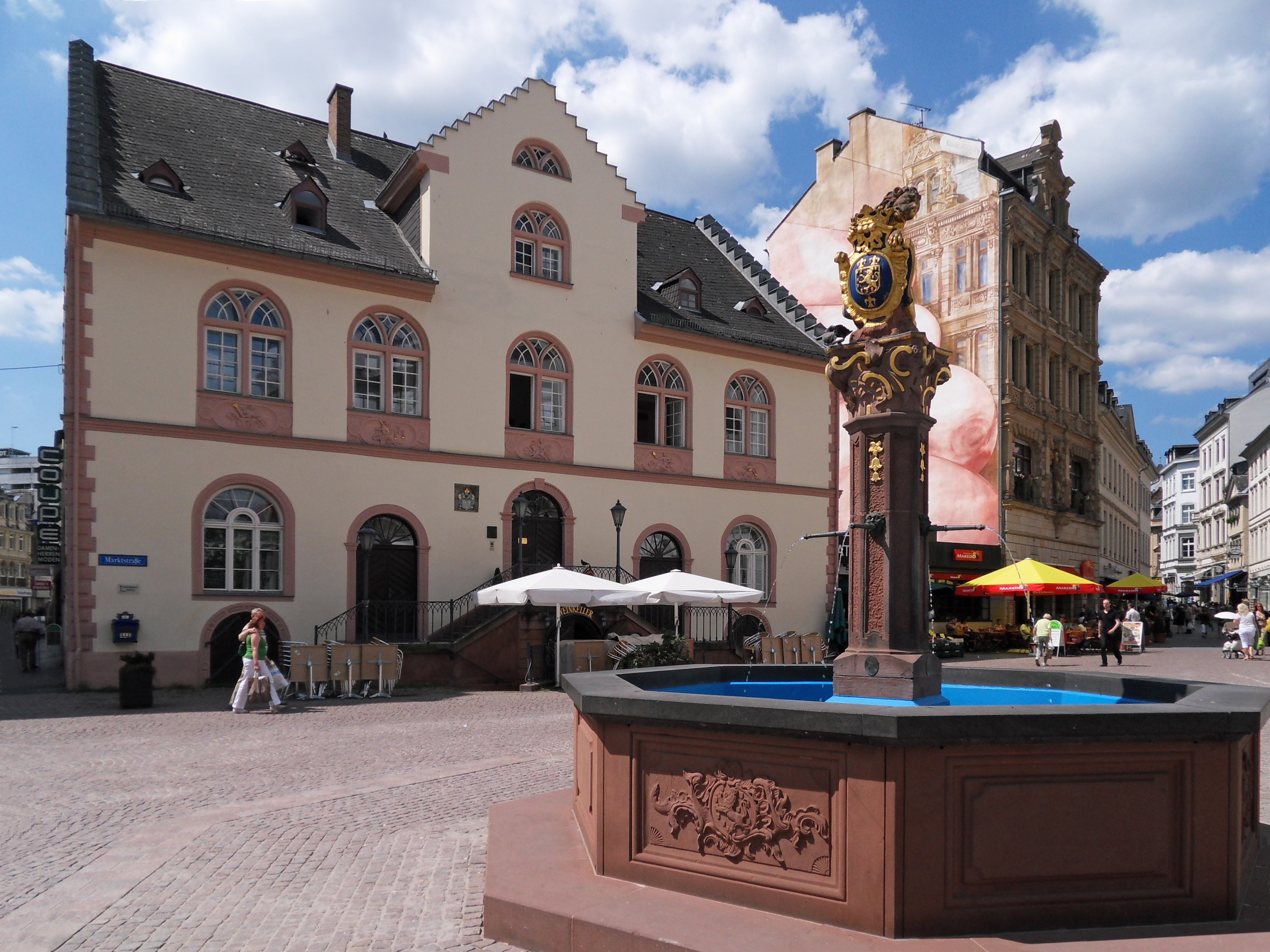
Der Marktbrunnen von 1753 vor dem Alten Rathaus

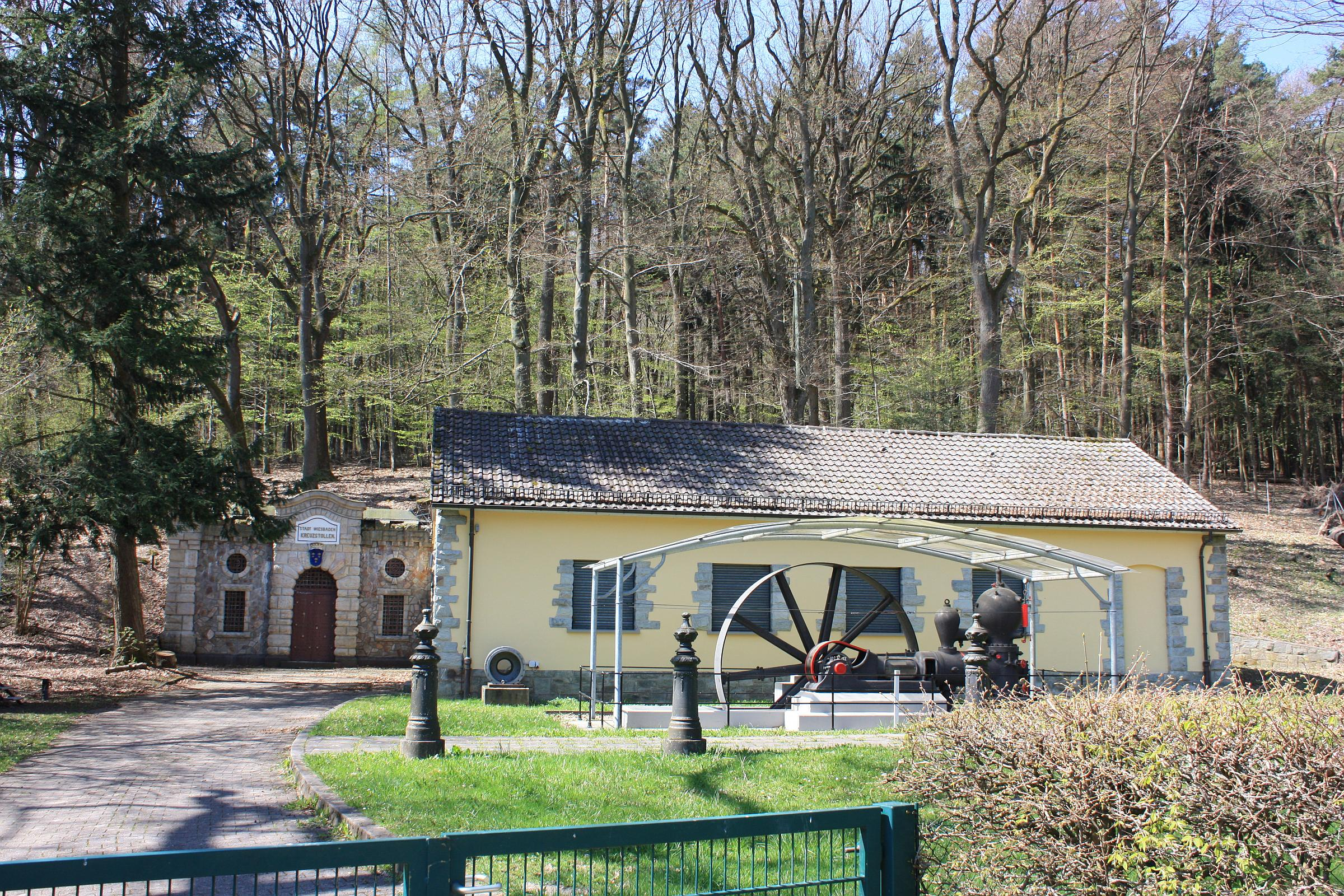
Der Zugang zum Kreuzstollen im Taunus

Der Reichtum Wiesbadens an Thermal- und Mineralquellen bedingte zugleich einen Mangel an gutem Trinkwasser innerhalb der Mauern der mittelalterlichen Stadt. Deren Quellen gaben nur warmes und salziges Wasser. Trinkwasser musste von Brunnen aus der Feldgemarkung in die Stadt geholt werden. Der Marktbrunnen auf dem Schlossplatz wurde 1564/66 errichtet, als man eine Wasserleitung aus ausgehöhlten Baumstämmen (sog. Deichel) von einem der Feldbrunnen in die Stadt gelegt hatte.
Der Erhaltungsaufwand für die fäulnisanfällige Leitung überstieg jedoch die finanziellen Möglichkeiten der Bürger, so dass die Wasserqualität dieses ersten Laufbrunnens innerhalb der Stadtmauern meistens zu wünschen übrig ließ, wenn er nicht ohnehin versiegte. Nach den Verheerungen des Dreißigjährigen Krieges dauerte es noch Jahrzehnte, bis der Marktbrunnen wieder floss. 1753 wurde der Marktbrunnen in der heute bekannten Form von den Bürgern neu errichtet, allerdings noch immer mit einer hölzernen und damit reparaturanfälligen Zuleitung von 3060 Schuh Länge (872,1 Meter).
Im Jahre 1810 endlich wurden gusseiserne Röhren der Michelbacher Hütte verlegt. An den Kosten hierfür hatte die Stadtkasse 15 Jahre lang abzuzahlen. 1821 wurde dem steigenden Wasserbedarf der wachsenden Stadt mit einer Leitung vom Kisselborn Rechnung getragen, um weitere neun Laufbrunnen zu speisen. Die Leitung führte rund sechs Kilometer weit von dem Walddistrikt Kisselborn, der in 420 Meter Höhe direkt unterhalb des wenige Jahre später errichteten Jagdschlosses Platte liegt, in die Innenstadt. Weitere Brunnen wurden gefasst und in die Stadt geleitet, jedoch konnte dies den Wasserbedarf der aufstrebenden Stadt, besonders in Trockenjahren, nicht zufriedenstellend decken.
Schließlich wurden in den Jahren 1875 bis 1910 mit vier bergmännischen Tiefstollen von 11,5 Kilometern Gesamtlänge die wasserführenden Quarzitadern des Taunuskamms erbohrt (Münzbergstollen, Schläferskopfstollen, Kreuzstollen und Kellerskopfstollen). Als Druckstollen boten sie endlich eine krisensichere Wasserversorgung bei bester Trinkwasserqualität. Sie können zusammen maximal 22.000 Kubikmeter täglich liefern.
Parallel dazu wurden schon weitere Bezugsquellen gesucht und in den Rheinauen bei Schierstein auch gefunden. In mehreren Ausbaustufen entstand hier seit 1901 das Wasserwerk Schierstein. Dort wird Grundwasser gefördert sowie zwischen 1924 und 2017 Oberflächenwasser aus dem Rhein mittels Schluckbrunnen in das Grundwasser eingespeist, um es anschließend wieder zu fördern. Seit 2016 ist es mit einer Leitung mit dem Wasserwerk auf der Petersaue verbunden.
Als drittes Standbein der Wasserversorgung besteht seit 1969 ein Anschluss an das Hessische Ried über eine Fernleitung von 55 Kilometer Länge zum Wasserwerk Jägersburger Wald bei Einhausen. Von hier werden bis zu 20.000 Kubikmeter täglich geliefert.
Die Wasserversorgung Wiesbadens obliegt heute der Hessenwasser GmbH & Co. KG.

### Verkehr

#### Straßenverkehr

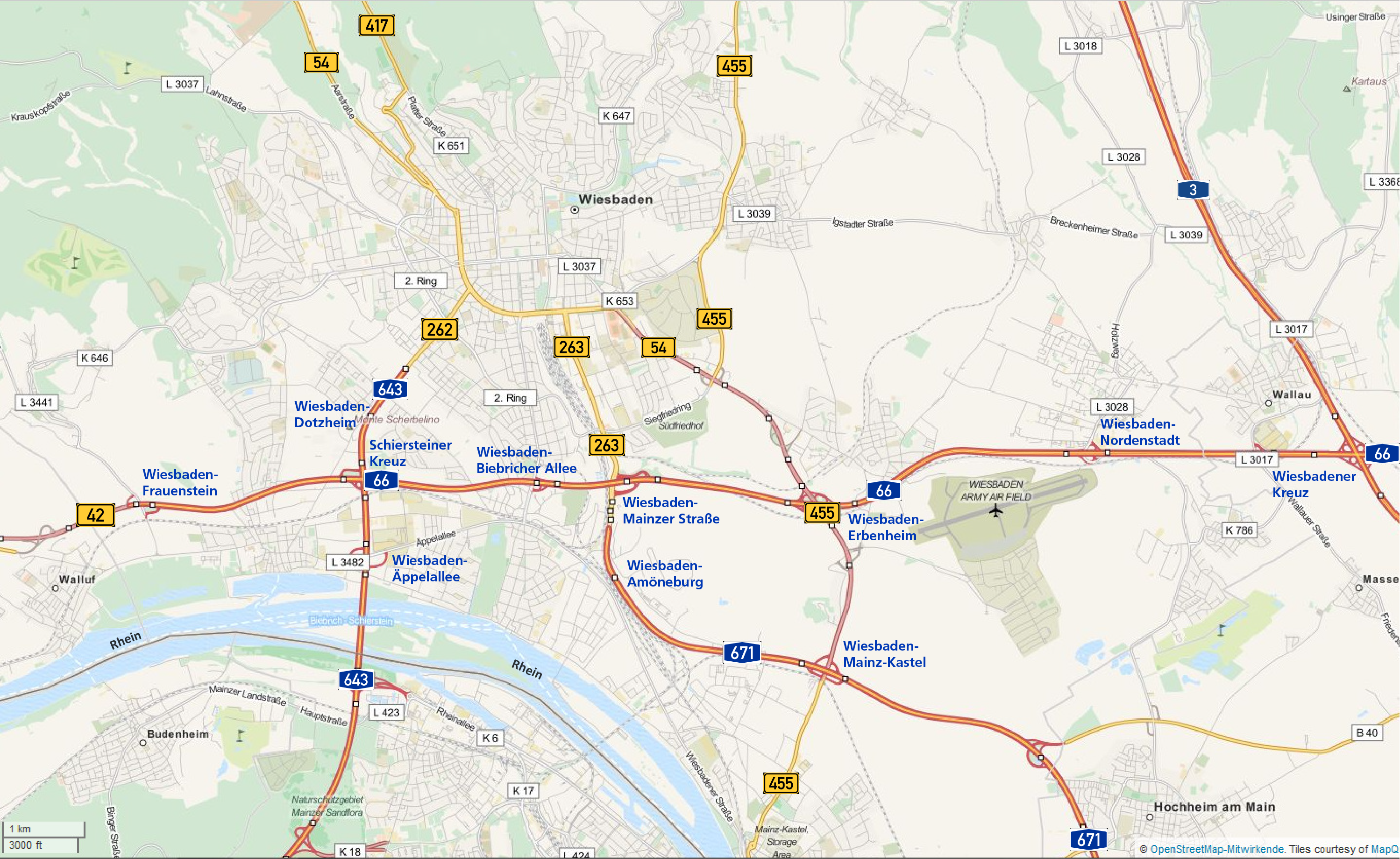
Autobahnen und Bundesstraßen rund um Wiesbaden

Das Stadtgebiet Wiesbaden/Mainz zählt zur Umweltzone (seit 1. Februar 2013 nur noch grüne Plakette).

Durch das südliche Stadtgebiet von Wiesbaden führt in West-Ost-Richtung die Bundesautobahn A 66 aus dem Rheingau in Richtung Frankfurt am Main. Von ihr zweigen am Schiersteiner Kreuz die A 643 nach Mainz und an der Anschlussstelle Mainzer Straße die A 671 nach Hochheim am Main ab.
Im Osten berührt die A 3 das Stadtgebiet. Auf dieser Autobahn sind über das Wiesbadener Kreuz Köln und der Flughafen Frankfurt Main erreichbar. Folgende Bundesstraßen führen durch das Stadtgebiet: B 40, B 43, B 54, B 262, B 263, B 417 und B 455.
Seit dem 1. Februar 2013 existiert, zusammen mit der Nachbarstadt Mainz, eine Umweltzone. Es ist damit die erste länderübergreifende Umweltzone sowie, nach Frankfurt, die zweite in Hessen.
Um einem Dieselfahrverbot zu entkommen, sollte bis Ende 2020, in Zusammenarbeit mit Siemens Mobility, eine neue digitale Lichtsignalanlage in Betrieb genommen werden. Am 3. Juli 2022 wurde erstmals ein autofreier Sonntag auf einigen Quartierstraßen durchgeführt.

#### Fahrradverkehr
Der innerstädtische Fahrradverkehr ist spärlich, Fahrradwege und Radstreifen sind selten. Im Städtevergleich der Großstädte des sogenannten „Fahrradklimatests“ 2016 und 2018 nimmt die Stadt den letzten Platz ein. Im Ranking 2020 hat Wiesbaden stark aufgeholt und ist nun auf Platz 7. Eine Bestnote gab es bei der Entwicklung im Vergleich zu 2018.
Wiesbaden ist an zahlreiche Radwanderwege angeschlossen, unter anderem an den Rheinradweg (verläuft als europäische EuroVelo-Route von der Quelle des Rheins bis zur Nordsee).

#### Schienenverkehr

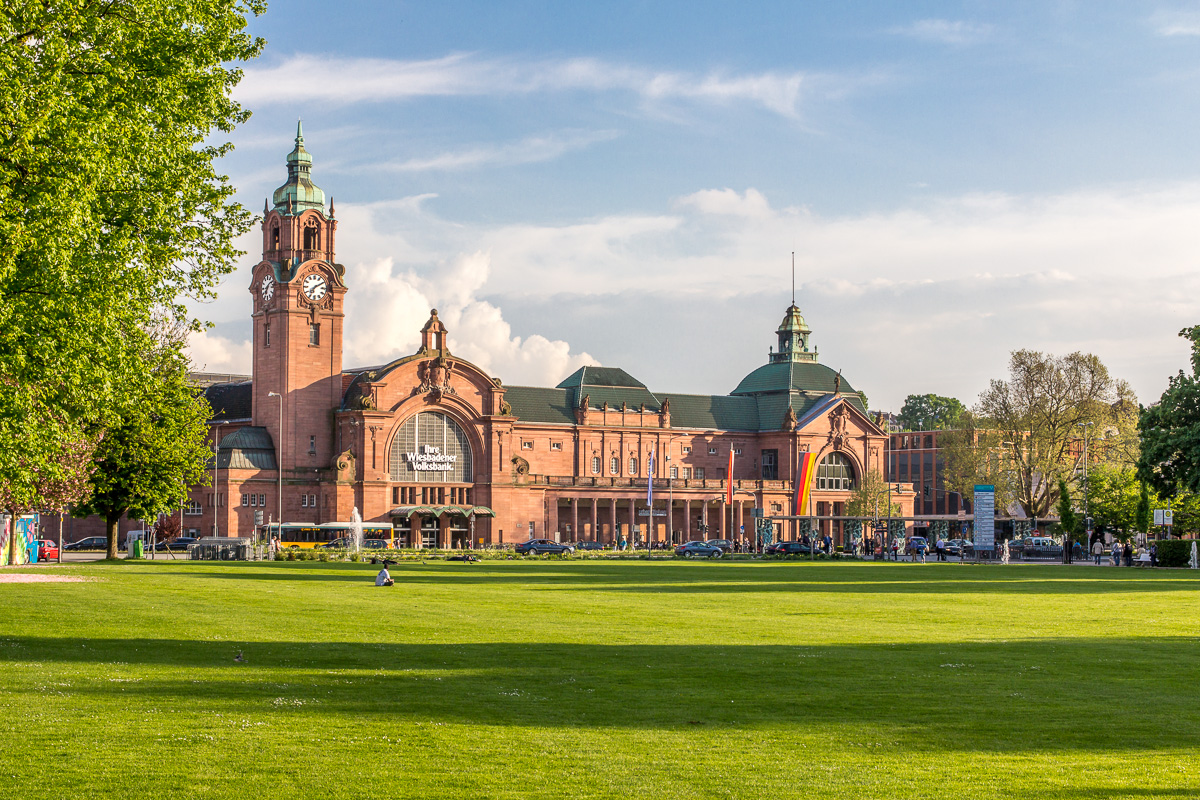
Das neobarocke Gebäude des Wiesbadener Hauptbahnhofs

Der als Kopfbahnhof ausgeführte Wiesbadener Hauptbahnhof wurde 1906 südlich des Zentrums eröffnet und ersetzte den Ludwigsbahnhof, den Rheinbahnhof und den Taunusbahnhof.
In den Stadtteilen sind weitere zehn Bahnhöfe in Betrieb. Wiesbaden ist an das S-Bahn-Netz Rhein-Main angeschlossen. Der Hauptbahnhof ist Endbahnhof der S-Bahn-Linien S1, S8 und S9 aus Richtung Frankfurt/Offenbach/Hanau. Außerdem führt von Wiesbaden aus die rechte Rheinstrecke über Rüdesheim bis nach Koblenz sowie die Ländchesbahn über die Vororte Erbenheim, Igstadt und Auringen/Medenbach nach Niedernhausen mit Anschluss nach Limburg an der Lahn. Seit 1983 eingestellt ist der Personenverkehr auf der Aartalbahn nach Diez. Ihre Wiederinbetriebnahme wird seit Jahren erwogen und gefordert, unter anderem im Zuge der Planungen zur Citybahn Wiesbaden. 
Seit Fertigstellung der Schnellfahrstrecke Köln–Rhein/Main 2002 ist Wiesbaden an das ICE-Netz angeschlossen. Abgesehen vom Hauptbahnhof bestehen noch die Personenbahnhöfe und -haltepunkte Auringen-Medenbach, Biebrich, Erbenheim, Igstadt, Kastel, Ost und Schierstein.

#### Öffentlicher Personennahverkehr

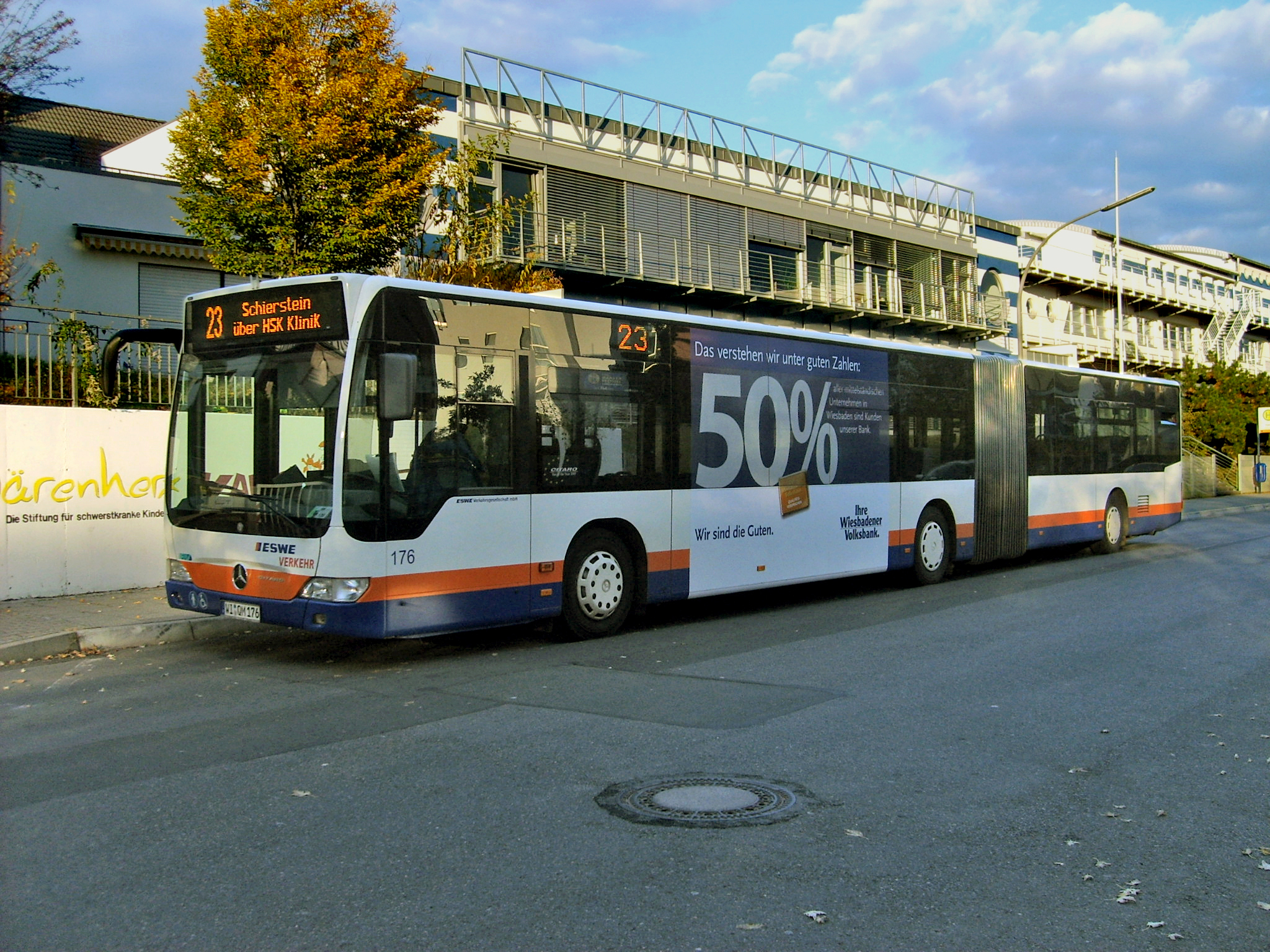
Stadtbus der ESWE

Den öffentlichen Personennahverkehr bedient die ESWE Verkehrsgesellschaft mbH, zudem über Verbundverknüpfungen teilweise auch die Mainzer Mobilität (und Subunternehmen) sowie im Regionalverkehr weitere Anbieter. Die Busspur ist eine Wiesbadener Erfindung.
Von hier aus verbreitete sie sich ab 1968 über die ganze Welt. Wiesbaden war die erste deutsche Stadt und erste Großstadt der Welt, die 1929 den innerstädtischen Verkehrsbetrieb von Straßenbahnen auf Busse umstellte. 1955 wurde der Straßenbahnbetrieb endgültig eingestellt (siehe Straßenbahn Wiesbaden). Wiesbaden ist damit heute die zweitgrößte deutsche Stadt (nach Münster), die weder eine Straßenbahn noch eine U-Bahn hat. Neben Kiel (Einstellung der Straßenbahn Kiel 1985) ist Wiesbaden die einzige deutsche Landeshauptstadt ohne Straßen-, Stadt- oder U-Bahn.
1998 wurde eine Wiesbadener Stadtbahn als Ergänzung zum Busliniennetz und Verbindung nach Bad Schwalbach als Idee eingebracht und fand sowohl Befürworter als auch Gegner. Das Projekt wurde 2001 eingefroren und stand von 2011 bis 2013 wieder in der Diskussion, da das Bussystem mit 50 Millionen Fahrgästen jährlich seine Höchstgrenzen erreicht habe und wegen des Bewohnerzuwachses auch die Pendlerströme sich in Zukunft noch stark erhöhen würden. Der Plan wurde allerdings von der schwarz-gelben Landesregierung nicht unterstützt.
Ab 2016 gab es intensive Planungen für eine länderübergreifende, meterspurige Straßenbahnstrecke von Mainz über Wiesbaden nach Bad Schwalbach („Citybahn Wiesbaden“), die eine breite politische Unterstützung hatte und für die eine eigene Planungsgesellschaft gegründet worden war.
Am 1. November 2020 wurde das Vorhaben jedoch durch einen Bürgerentscheid mit einer Mehrheit von 62,1 % abgelehnt.
Seit Dezember 2019 verkehren die ersten von 56 bestellten Batteriebussen des Herstellers EvoBus (Daimler-Benz). Die Lieferung von vier Brennstoffzellenbussen, die mit Wasserstoff betrieben werden, wurde im Januar 2020 annulliert, weil der polnische Hersteller Autosan nicht liefern konnte.
In Wiesbaden befindet sich außerdem die Nerobergbahn, eine mit Wasserballast betriebene Standseilbahn.
Wiesbaden, Mainz und die Gemeinden Walluf, Hochheim, Ginsheim-Gustavsburg und Zornheim bilden innerhalb des Rhein-Main-Verkehrsverbunds (RMV) ein Tarifgebiet. Für Verbindungen aus dem und in das Gebiet des Rhein-Nahe-Nahverkehrsverbunds (RNN) können auch diese Tarife bis Wiesbaden angewendet werden.

#### Flugverkehr
Wiesbaden liegt etwa 25 Kilometer vom Luftverkehrsdrehkreuz Flughafen Frankfurt Main entfernt. Im Stadtteil Erbenheim befindet sich der Flugplatz Erbenheim, ein Militärflugplatz der US Army. In der Nähe der Stadt gelegen ist das Funkfeuer WBD einer internationalen Luftstraße.

#### Binnenschifffahrt

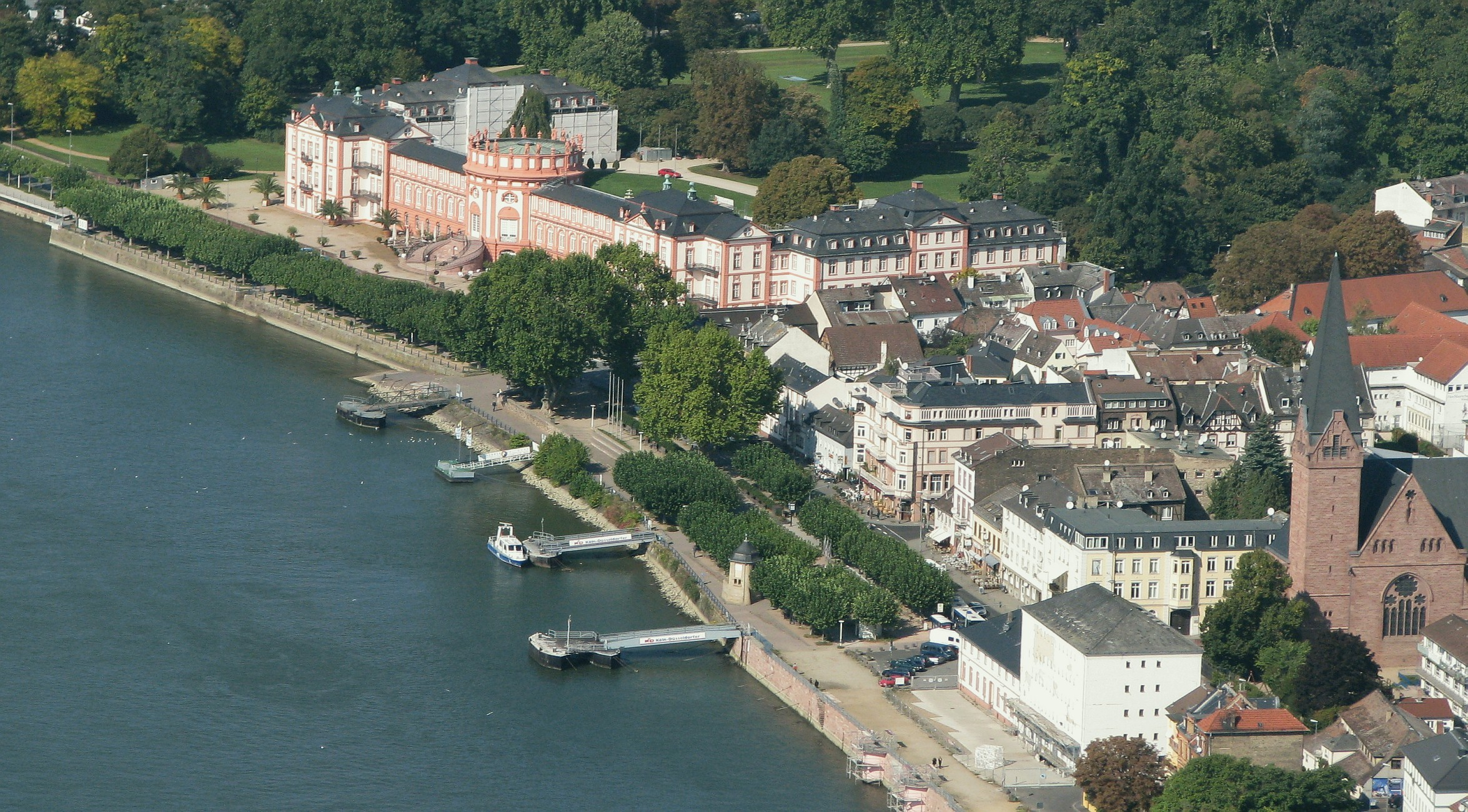
Luftbild vom Rheinufer in Wiesbaden-Biebrich mit dem Biebricher Schloss

Wiesbaden liegt an den Bundeswasserstraßen Rhein und Main. Im Ortsbezirk Schierstein befindet sich der Schiersteiner Hafen, während in Biebrich nur an der Kaimauer angelegt werden kann.
Im Sommerhalbjahr verkehren Schiffe verschiedener Personenschifffahrtsgesellschaften. Gegenüber von Gustavsburg liegt im Main die Kostheimer Schleuse, die Schleuse mit dem höchsten Fahrzeugaufkommen in Europa. Der ehemalige Floßhafen in einem Nebenarm der Mainmündung, der die Maaraue vom Festland trennt, wurde noch bis in die 1960er für die Flößerei genutzt und leidet stark unter Verschlammung. Heute liegen hier eine schwimmende Halle für die Patrouillenboote der Wasserschutzpolizeistation auf der Maaraue sowie diverse kleinere private Boote.

### Tourismus

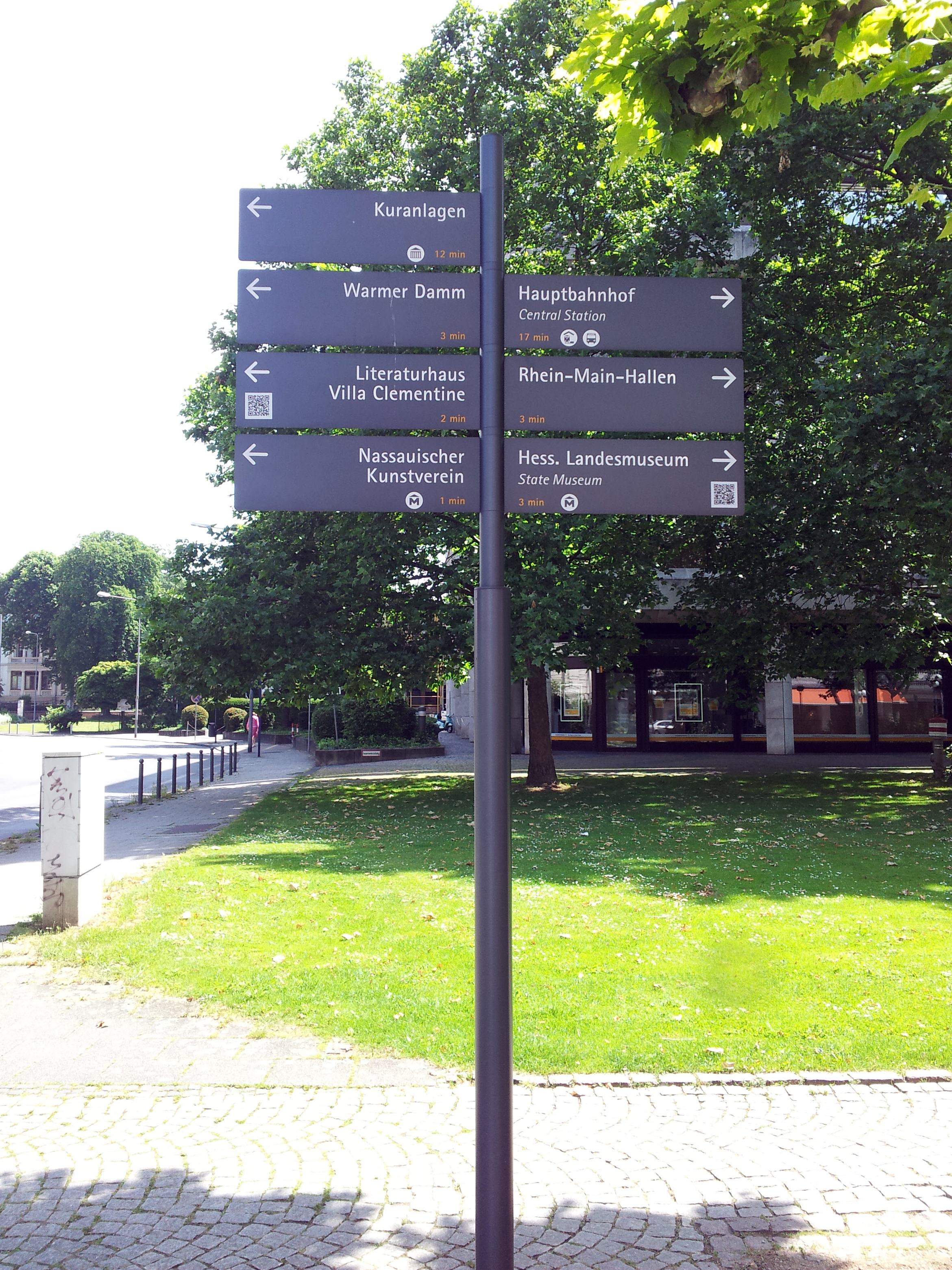
Das visuelle Leitsystem innerhalb der Stadt ist auf die vornehmliche Nutzung durch Fußgänger ausgelegt.

Der Tourismus, verbunden mit der Funktion als Kur-, Kongress- und Landeshauptstadt, bietet einen nicht unerheblichen Wirtschaftsfaktor, auch wenn er kein bestimmendes Element darstellt. Die Übernachtungszahl lag 2016 bei 1,25 Millionen.
Die Zahl der Tagestouristen liegt bei etwa 11,5 Millionen.
Zum Vergleich: Berlin: ca. 20 Millionen; Frankfurt am Main: 6 Millionen; Bremen: 1,8 Millionen; Heidelberg: 1,02 Millionen. Die durchschnittliche Aufenthaltsdauer der Gäste in Wiesbaden betrug zweieinhalb Tage.
Es stehen in 77 Hotels und Pensionen etwa 7133 Betten zur Verfügung. Die Jugendherberge am Elsässer Platz ist eine der größten in Deutschland und hat 220 Betten. Hinzu kommen drei Campingplätze mit 6400 Gästen beziehungsweise 11.800 Übernachtungen jährlich.

### Touristikrouten
Die Rheingauer Riesling-Route führt von Flörsheim-Wicker über Hochheim kommend durch das südliche Stadtgebiet in den Rheingau bis Lorchhausen. Der 2005 eröffnete Rheinsteig von Wiesbaden-Biebrich nach Bonn berührt alle Burgen auf der rechten Seite des Mittelrheins. In Wiesbaden beginnt die Bäderstraße. Sie führt über Bad Schwalbach und Schlangenbad nach Bad Ems an der Lahn.
Radfernwege: Die Uferwege von Rhein und Main sind durch den Hessischen Radfernweg R3 (Rüdesheim am Rhein–Tann (Rhön)), den Main-Radweg und den rechtsrheinischen Rheinradweg erschlossen. Der Rheinradweg macht noch einen Abstecher von Wiesbaden-Biebrich zur Innenstadt, ist aber unvollständig ausgeschildert. Der Hessische Radfernweg R6 (Bad Arolsen (Diemelstadt)–Rosengarten (Lampertheim)) tangiert die östlichen Stadtteile und überquert in Mainz-Kostheim den Main.
Über das Sommerhalbjahr, immer an Sonn- und Feiertagen, erschloss die Nassauische Touristik-Bahn auf der 1983 stillgelegten Aartalbahn nach Bad Schwalbach und Hohenstein mit musealen Fahrzeugen den Taunus für Ausflügler und Wanderer. Erreichbar waren vom Bahnhof Wiesbaden-Dotzheim aus die Stationen Chausseehaus, Eiserne Hand, Hahn-Wehen, Bleidenstadt, Bad Schwalbach, Breithardt und Hohenstein. Wegen defekter Anlagen war der Zugverkehr seit 2009 bis auf Weiteres ausgesetzt. Die Wiedereröffnung ist für Anfang November 2024 vorgesehen.
Die Route der Industriekultur Rhein-Main umfasst die Talsohle (Industriegeschichte zwischen Neroberg und Salzbachtal) und die Flussroute (Industriegeschichte zwischen Schierstein und Mainz-Kostheim).
Die Deutsche Fachwerkstraße verläuft durch das westliche Stadtgebiet: von Hochheim über Eltville nach Idstein und Limburg an der Lahn.

### Film und Medien
Das Buch Hollywood am Kochbrunnen (1995) befasst sich mit Wiesbadens Film- und Fernsehgeschichte. Demnach gilt der in Wiesbaden-Biebrich entstandene Stummfilm Das Schloss des Schreckens (1919) vom deutschen Filmpionier Georg Dengel als Ursprung von Wiesbadens Geschichte als Filmstadt.

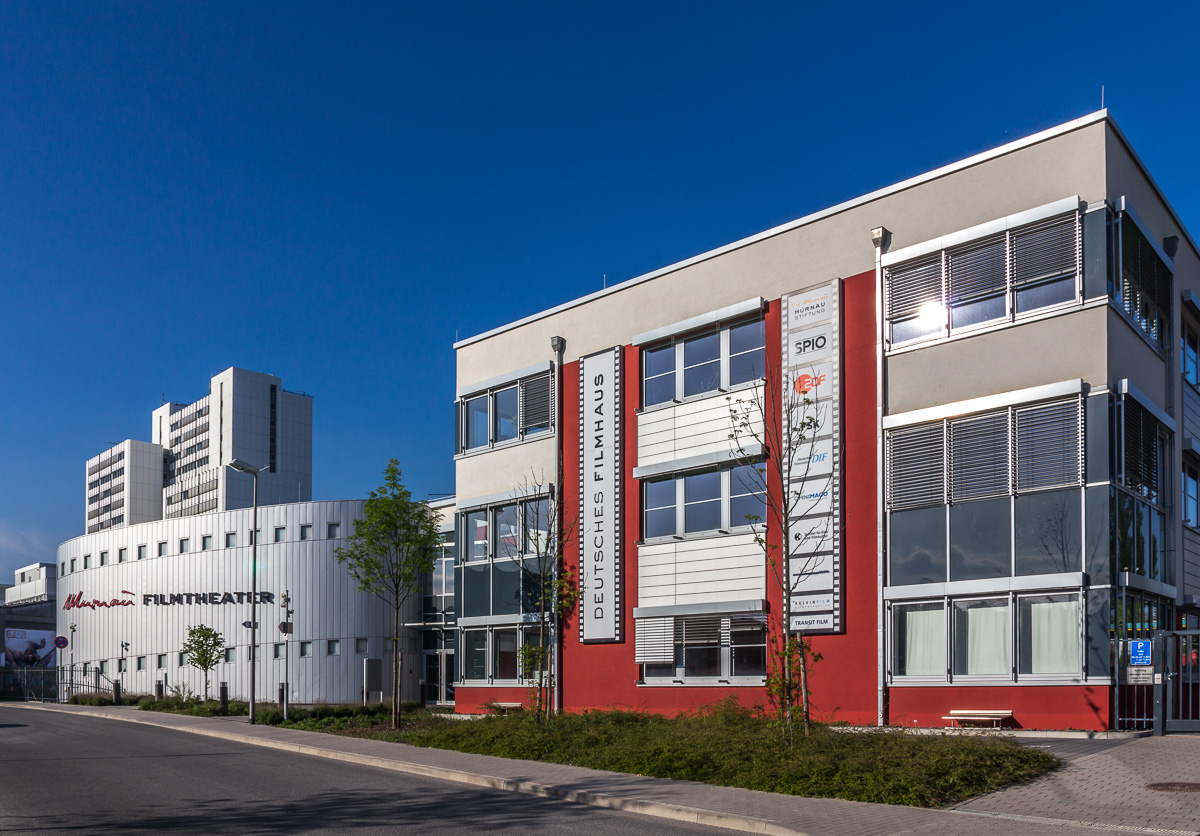
Deutsches Filmhaus der Friedrich-Wilhelm-Murnau-Stiftung in der Murnaustraße 6

Zahlreiche Medienunternehmen haben oder hatten in Wiesbaden ihren Sitz. Beispielhaft sei hier der Standort Unter den Eichen genannt: Nach dem Zweiten Weltkrieg war dort die Produktionsstätte der AFIFA (einer Tochtergesellschaft der UFA). In den Filmstudios wurde eine Vielzahl von deutschen Nachkriegsfilmen produziert. 1964 nahm das Zweite Deutsche Fernsehen dort seinen Sendebetrieb auf und blieb bis 1984.
Die Taunusfilm GmbH betrieb das Gelände bis 2010, führte dort zahlreiche Fernsehproduktionen durch und ist dort immer noch in Form der ABC & TaunusFilm Kopierwerk GmbH vertreten. Heute beherbergt das Gelände neben diversen Medienfirmen auch den „Mediencampus“ der Hochschule RheinMain mit dem Fachbereich Design Informatik Medien und den Studiengängen Kommunikationsdesign, Innenarchitektur, Medienwirtschaft und Medieninformatik, sowie seit 2002 auch den nichtkommerziellen Lokalsender Radio Rheinwelle.
Wiesbaden ist aber als Sitz von Filmverbänden und -institutionen von überregionaler Bedeutung.
So befindet sich die Spitzenorganisation der Filmwirtschaft (SPIO) ebenso in der hessischen Landeshauptstadt wie die Freiwillige Selbstkontrolle der Filmwirtschaft (FSK) oder die Filmbewertungsstelle (FBW). Ebenso die Friedrich-Wilhelm-Murnau-Stiftung, die einen Großteil des deutschen Filmerbes verwaltet, pflegt und erhält sowie das Archiv des Deutschen Filminstitutes.
In der Stadt findet jährlich das goEast Festival des mittel- und osteuropäischen Films statt. Hauptorte der Vorführungen sind das Festivalkino Caligari und die Villa Clementine. Dieses wurde 2001 vom Deutschen Filminstitut gegründet und gehört zu den FIAPF-akkreditierten Filmfestivals.
Im Hessischen Landtag unterhält der Hessische Rundfunk ein Fernseh- und Hörfunkstudio. In der Nähe ist die Redaktion des Fernsehmagazins defacto untergebracht. Unweit des Landtages betreibt der private Radiosender Hit Radio FFH ein Regionalstudio. In der Region sendet der Lokalsender Antenne Wiesbaden.
Seit dem 20. Februar 2007 sendet der Stadtsender TV-Wiesbaden ein Regionalprogramm in Wiesbaden.
Zudem sind zahlreiche Verlage in der Stadt ansässig (unter anderem Deutscher Genossenschafts-Verlag, Verlag Dr. Th. Gabler, VS Verlag für Sozialwissenschaften, Breitkopf & Härtel und Springer Vieweg), ebenso das Verlagshaus Römerweg.
In Wiesbaden erscheinen die Tageszeitungen Wiesbadener Kurier und Wiesbadener Tagblatt.

### Bildung

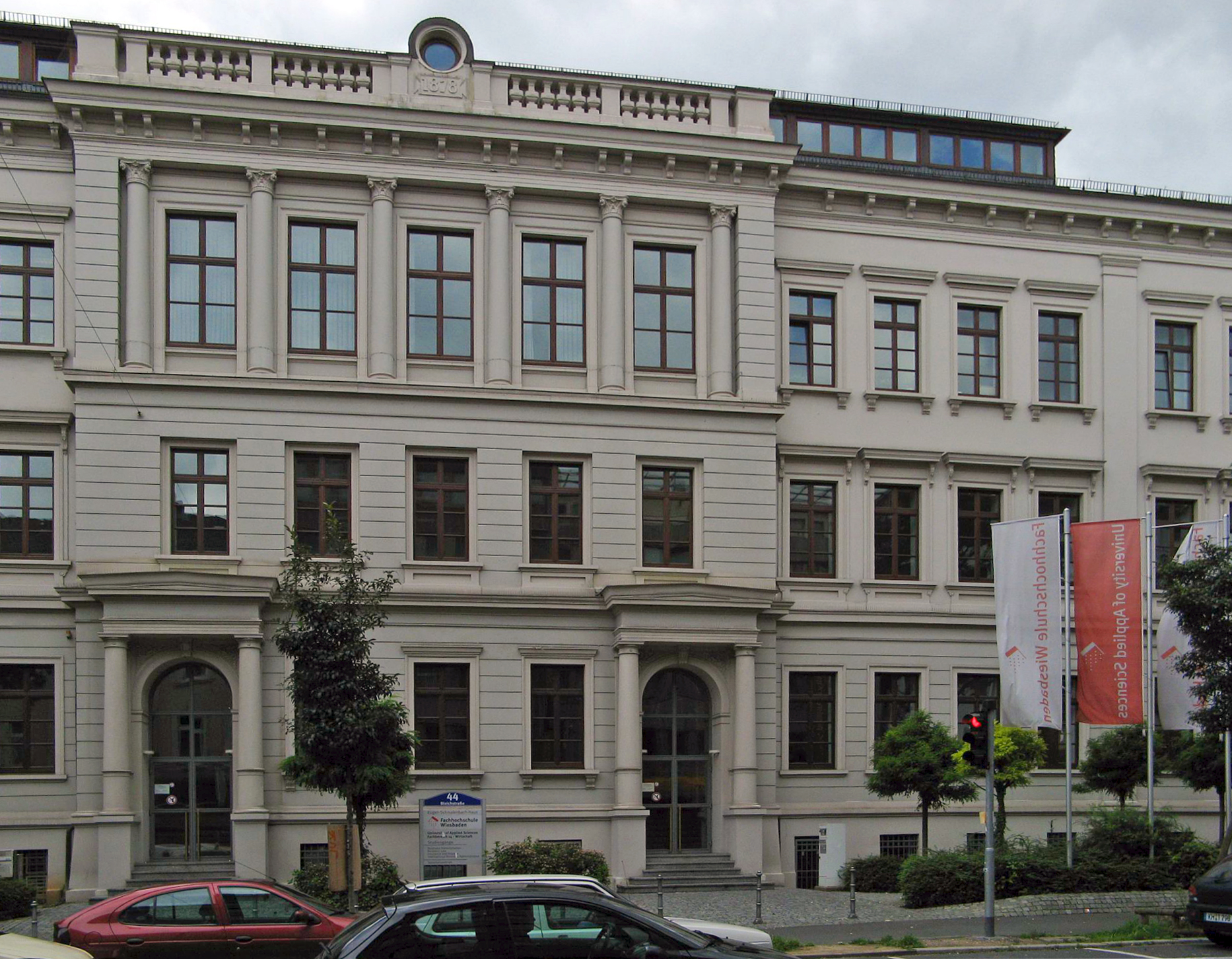
Hochschule RheinMain, Gebäude Bleichstraße

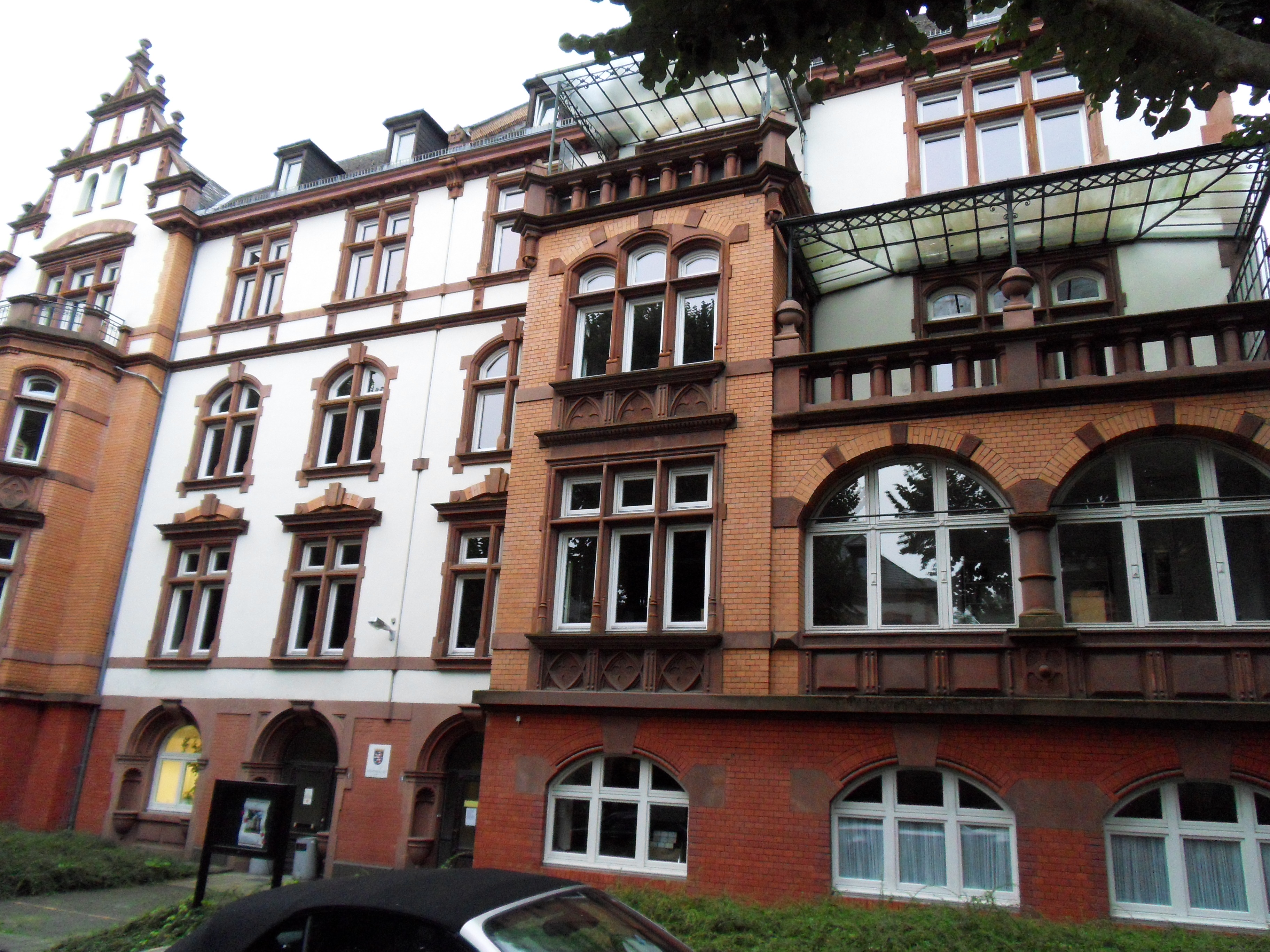
Hessenkolleg in der Alexandrastraße

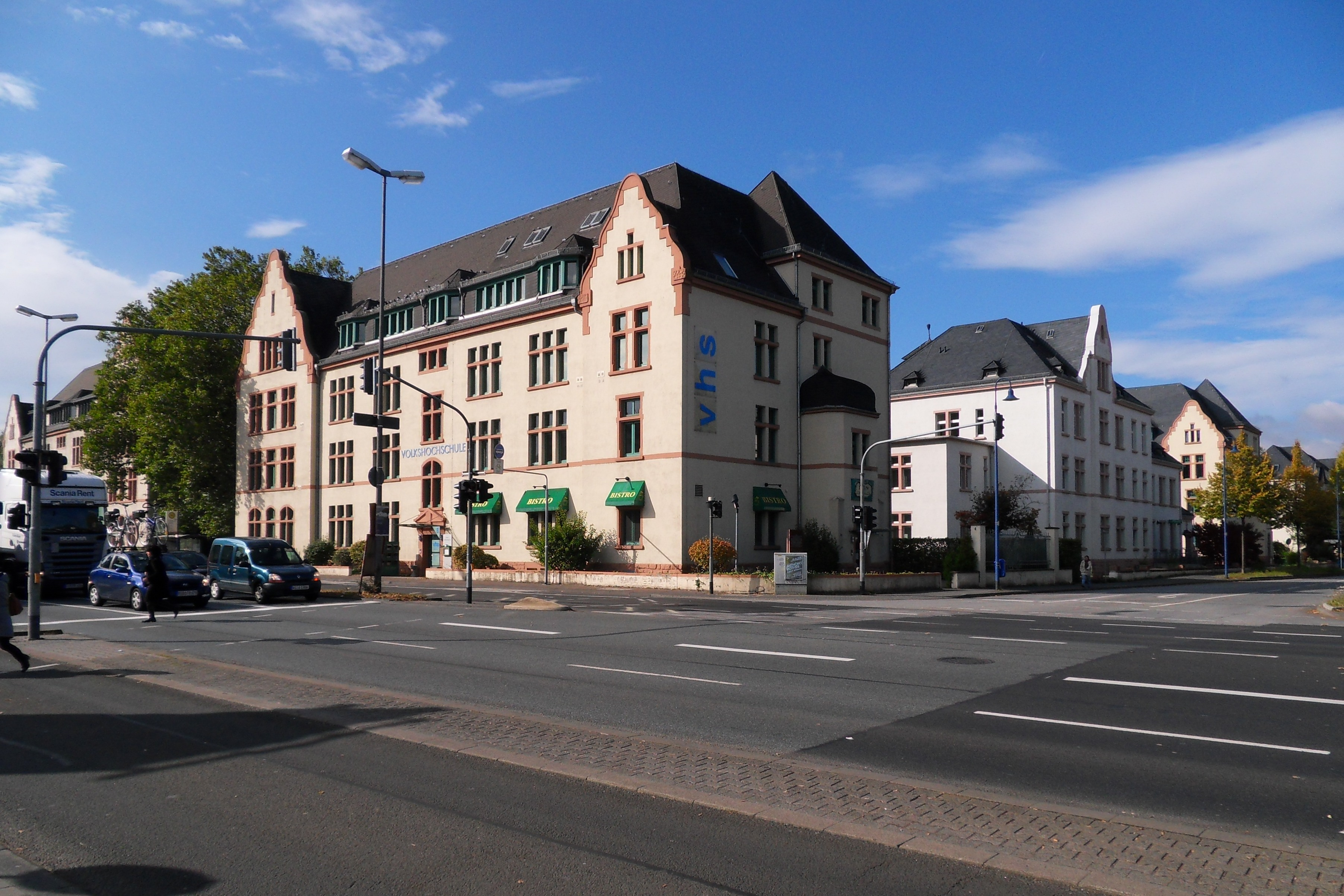
Volkshochschule im Europaviertel an der Schiersteiner Straße

In Wiesbaden ist eine Hochschule für Angewandte Wissenschaften, die Hochschule RheinMain, beheimatet. Sie wurde 1971 durch Zusammenschluss von Ingenieurschulen in Geisenheim, Idstein und Rüsselsheim am Main sowie der Werkkunstschule Wiesbaden gegründet und ist eine staatliche Hochschule des Landes Hessen. Von den insgesamt etwa 12.900 Studenten der Hochschule fallen etwa 9.950 dem Standort Wiesbaden zu.
Die ehemals am Hauptcampus der Hochschule angesiedelte Verwaltungsfachhochschule heißt seit 1. Januar 2011 Hessische Hochschule für Polizei und Verwaltung (HfPV) und hat ihren Hauptsitz in der Schönbergstraße 100 in Wiesbaden.
Als die European Business School (EBS), beheimatet in Oestrich-Winkel und Wiesbaden, im Juni 2010 eine zweite Fakultät (die EBS Law School) eröffnete, benannte sie sich in EBS Universität für Wirtschaft und Recht um. An der EBS sind ungefähr 1800 Studenten eingeschrieben. Mit Aufnahme des Lehrbetriebs der Law School im September 2011 wurde der EBS Universität für Wirtschaft und Recht die staatliche Anerkennung als Universität durch das Hessische Ministerium für Wissenschaft und Kunst verliehen.
Die Landeshauptstadt Wiesbaden wurde somit Universitätsstadt. Die EBS Universität für Wirtschaft und Recht hat die Institutionelle Akkreditierung durch den Wissenschaftsrat erhalten. Dieses akademische Qualitätssiegel wird nicht-staatlichen Hochschulen verliehen, deren Leistungen in Lehre und Forschung anerkannten wissenschaftlichen Maßstäben entsprechen.
Die Geschäftsräume der privaten Hochschule befanden sich bis 2010 im Stadtteil Schierstein. Die juristische Fakultät (Law School) und die Hochschulleitung sollen künftig einen Neubau in der Gerichtsstraße 2 im Stadtbezirk Wiesbaden-Mitte beziehen. Es ist nicht bekannt, bis wann und in welcher Form das Bauvorhaben realisiert wird.
Bis dahin sind sie nahe dem Wiesbadener Hauptbahnhof im sogenannten Atriumhaus untergebracht, das mehr als zehn Jahre leer stand und eigens dafür von der Landeshauptstadt Wiesbaden für 8,5 Millionen Euro erworben und saniert wurde. Die wirtschaftliche Fakultät (Business School) bleibt weiterhin in Oestrich-Winkel.
Neben Schwerin ist Wiesbaden die einzige deutsche Landeshauptstadt, die über keine staatliche Volluniversität verfügt. Wiesbadener Studienbewerber müssen deshalb oft auf die benachbarten Universitäten Johannes-Gutenberg-Universität Mainz, Goethe-Universität Frankfurt oder Technische Universität Darmstadt ausweichen, die im Pendelverkehr erreichbar sind.
Die Hochschule Fresenius zog 1995 von Wiesbaden nach Idstein um. Im März 2019 kehrte sie mit einem neuen Campus in der Moritzstraße wieder nach Wiesbaden zurück. Die Helios Dr. Horst Schmidt Kliniken Wiesbaden sind als städtisches Krankenhaus ein Akademisches Lehrkrankenhaus der Johannes Gutenberg-Universität Mainz.
Die Größe des Bildungsangebotes zeigt sich in den über hundert staatlichen und privaten Schulen. Neben 40 Grundschulen gibt es 23 berufsbildende Schulen, zwölf Gymnasien, sieben Realschulen, sieben Hauptschulen, neun Sonderschulen und sieben Gesamtschulen.
Eine Besonderheit ist das Hessenkolleg Wiesbaden, das in der Erwachsenenbildung die allgemeine Hochschulreife (Abitur) eröffnet.

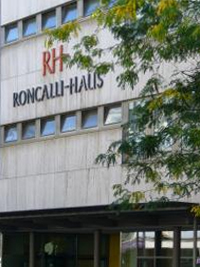
Roncalli-Haus, Friedrichstraße

Der Erwachsenenbildung dienen ferner die Kursangebote der Volkshochschule Wiesbaden und der Katholischen Erwachsenenbildung mit den Bildungswerken Wiesbaden, Rheingau und Untertaunus mit Sitz im Roncalli-Haus. Wiesbaden ist außerdem „Korporativ Förderndes Mitglied“ der Max-Planck-Gesellschaft.

### Dienstleistungsunternehmen
Wiesbaden als Teil des Rhein-Main-Gebietes ist in erster Linie eine Dienstleistungsstadt, auch aufgrund des hohen Verwaltungsanteils als Landeshauptstadt. Daneben finden sich hier Unternehmen wie die IT-Dienstleister CSC Deutschland oder SVA, Ferrari Deutschland (Schierstein), der Logistiker Frankenbach oder Norwegian Cruise Line (Erbenheim).

#### Finanzdienstleistungen
Zu den traditionell wichtigen Branchen gehören in Wiesbaden die Finanzdienstleistungen, insbesondere das Versicherungswesen. Etwa 10 Prozent aller Beschäftigten arbeiten in diesem Bereich. Neben privaten Finanzinstituten haben auch mehrere Spitzenorganisationen der Sparkassen und Genossenschaftsbanken ihren Sitz in Wiesbaden.
Die Stadt ist Hauptsitz des Immobilienfinanzierers Aareal Bank, eines im MDAX notierten Kreditinstituts, sowie der Bürgschaftsbank Hessen. Weiterhin ist hier der deutsche Hauptsitz der Ikano Bank. In der Stadt unterhält die Förderbank WIBank einen Standort. Die mittlerweile zur Axa-Gruppe gehörenden DBV-Winterthur Versicherungen haben wie die zur Vienna Insurance Group gehörenden InterRisk Versicherungen ihren Sitz in der Stadt. Darüber hinaus befinden sich mehrere gewerbliche Zusatzversorgungskassen vor Ort.
Mit der Nassauischen Sparkasse (Naspa) hat seit 1840 eine der größten und traditionsreichsten deutschen Sparkassen mit über 2000 Mitarbeitern ihren Stammsitz in Wiesbaden. Die aus der Nassauischen Brandversicherungsanstalt von 1767 und den Hessen-Nassauischen Versicherungsanstalten hervorgegangene Zweigniederlassung Wiesbaden der SV SparkassenVersicherung ist mit 800 Mitarbeitern der zweitgrößte Standort des neuen Unternehmens neben der Zentrale in Stuttgart. Weiterhin ist der Online-Broker der Sparkassen-Finanzgruppe S Broker hier ansässig.
Die Wiesbadener Volksbank mit über 500 Mitarbeitern ist in der Stadt ansässig. Größter privater Arbeitgeber der Stadt ist mit rund 3900 Mitarbeitern die R+V Versicherung, die neben anderen Adressen für ihre Konzernzentrale in Wiesbaden am Kureck ein Hochhaus gebaut hatte. 2008 legte das Unternehmen den Grundstein für ein neues Bürogebäude mit 1300 Arbeitsplätzen in der John-F.-Kennedy-Straße (2011 umbenannt in Raiffeisenplatz). Nach dessen Fertigstellung sind die Mitarbeiter vom Kureck 2010 hierher umgezogen. Weiterhin befindet sich der Deutsche Genossenschafts-Verlag in der Stadt.

#### Karitative und gemeinnützige Strukturen

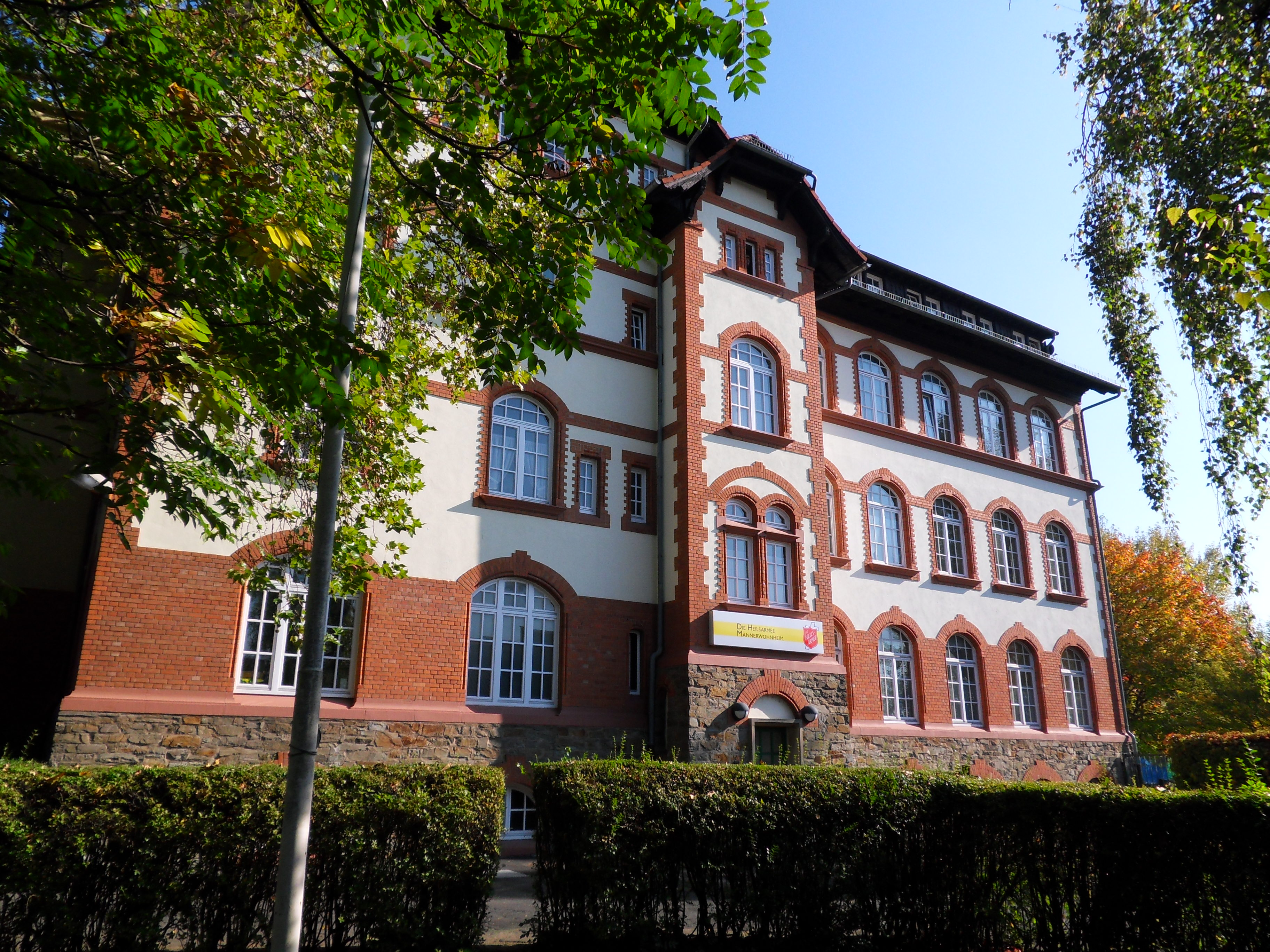
Männerwohnheim der Heilsarmee in der Schwarzenbergstraße

In Wiesbaden betreiben der Evangelische Verein für Innere Mission in Nassau (EVIM) ebenso wie die Caritas mehrere Einrichtungen zur stationären Betreuung und Pflege älterer Menschen. Das Johannesstift betreibt ein Jugendhilfezentrum. Neben dem Deutschen Roten Kreuz, das ein Krankenhaus betreibt, ist namentlich der Arbeiter-Samariter-Bund mit einer Rettungswache aktiv. Die Deutsche Lebens-Rettungs-Gesellschaft betreibt Stationen am Rheinufer.
Es wurde eine Wiesbadener Tafel eingerichtet. Die Heilsarmee betreibt ein Männerwohnheim für Obdachlose in der Stadt. Der Nassauische Feuerwehrverband hat seit seiner Gründung am 27. Juli 1872 seinen Sitz in Wiesbaden.

#### Organisationen
Des Weiteren ist Wiesbaden Sitz zahlreicher anderer Organisationen, wie der Gesellschaft für deutsche Sprache oder der Schufa. Von den im Landtag vertretenen Parteien haben die CDU, die SPD, die FDP und Grüne ihre Landesgeschäftsstellen in Wiesbaden eingerichtet.

### Verarbeitendes Gewerbe

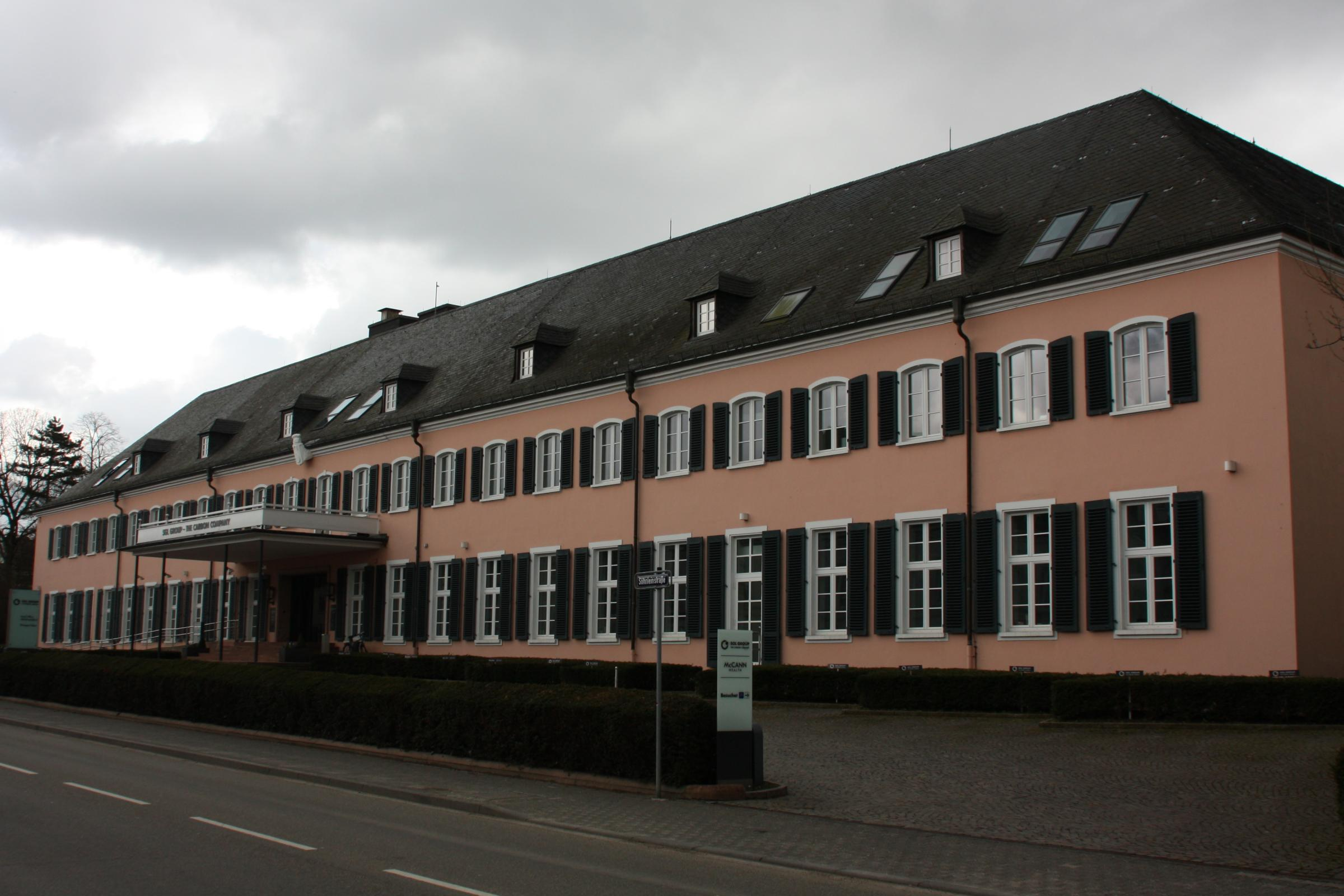
Hauptsitz der SGL-Carbon-Gruppe in der ehemaligen Sektkellerei Söhnlein

Der Anteil der verarbeitenden Industrie ist in den letzten Jahrzehnten kontinuierlich zurückgegangen, er macht mittlerweile etwas weniger als ein Drittel der Wiesbadener Wirtschaftsleistung aus.
Zu erwähnen sind Abbott und AbbVie (Delkenheim), Kion Group (Mainz-Kostheim), die Henkell & Co. Sektkellerei oder Federal Mogul (Schierstein). Der schwedische SCA-Konzern produziert an dem 1885 von Hubert Anton Disch als Holz-Cellulose-Fabrik gegründeten und später von der Zellstoff Waldhof (Markenname Zewa) übernommenen Standort in Mainz-Kostheim weiterhin Hygiene-Papiere. Erbenheim und Nordenstadt sind Standorte der Smiths Heimann GmbH, einem international führenden Unternehmen für Röntgenprüfsysteme, die auf Flughäfen eingesetzt werden. Ein Tochterunternehmen des Bilfinger-Konzerns, die Bilfinger Construction GmbH, hatte ihre Hauptverwaltung in Wiesbaden, ebenso der Entwicklungspartner der Automobil- und Luftfahrtindustrie EDAG. Wiesbaden war auch Standort eines der Vorläuferunternehmen des Konzerns, der Julius Berger Tiefbau AG, sowie Sitz der chemisch-pharmazeutischen Fabrik Lyssia-Werke, die unter anderem die Wund- und Heilsalbe Lyssia-Salbe produzierte. Auch die MOVA-Gesellschaft mbH war eine Fabrik chemisch-pharmazeutischer Präparate in Wiesbaden.
Am Rhein liegen traditionsreiche Industriestandorte wie das Dyckerhoff-Betriebsgelände mit dem Kalksteinbruch Dyckerhoffbruch, der nach und nach als Mülldeponie verfüllt wird (Mainz-Amöneburg). Des Weiteren der etwa einen Quadratkilometer große von der InfraServ Wiesbaden betriebene Industriepark Kalle-Albert (Biebrich und Mainz-Amöneburg), in dem sich neben dem Stammwerk der Kalle-Gruppe die SE Tylose Deutschland und etwa 80 weitere Unternehmen niedergelassen haben. Unweit dieses Industrieparks ist die Hauptverwaltung der SGL Carbon angesiedelt, einem der führenden Graphit-Hersteller.

### Landwirtschaft, Wein und Sekt

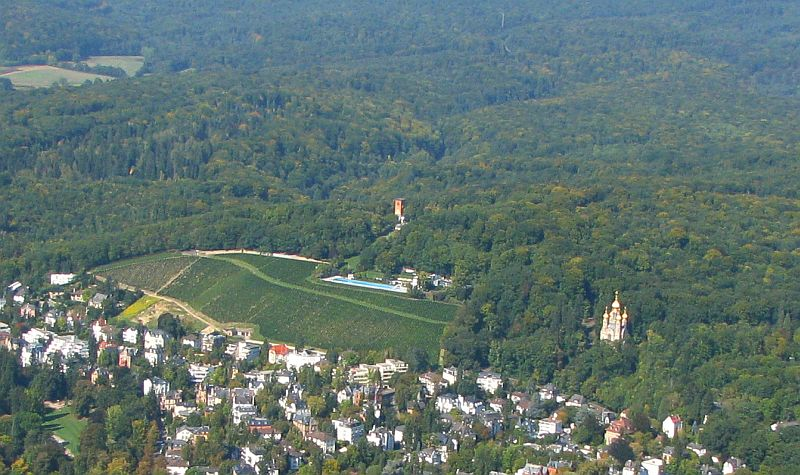
Neroberg mit Weinberg, Monopteros, Opelbad und russisch-orthodoxer Kirche

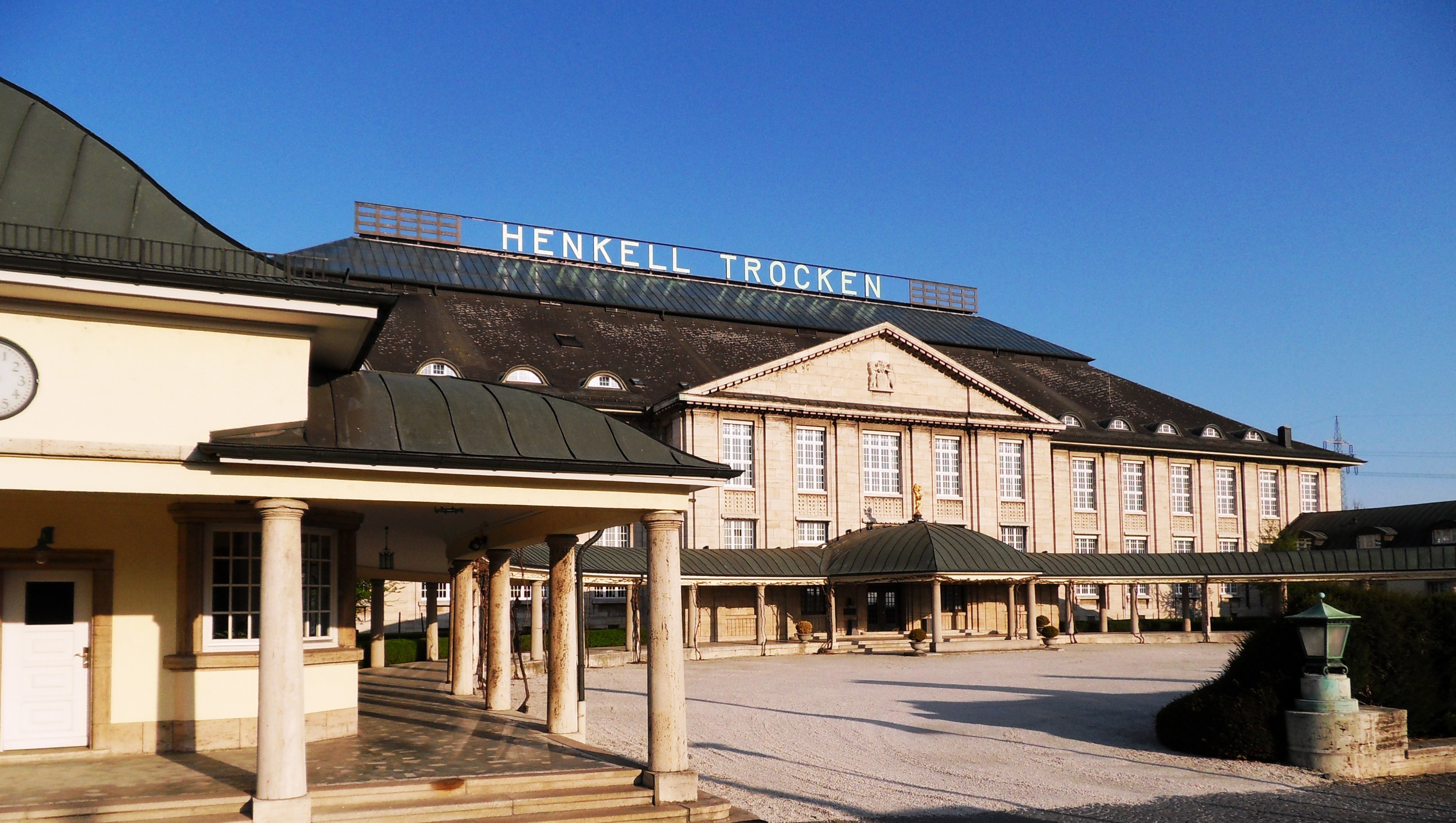
Henkell-Schlösschen in Biebrich

Der größte landwirtschaftliche Betrieb ist die Domäne Mechtildshausen bei Erbenheim.
Weinrechtlich ist das Stadtgebiet Teil des Rheingaus, des größten hessischen Weinanbaugebietes, dessen Kerngebiet als Landschaft Rheingau westlich der Stadt liegt, aber auch östlich von Wiesbaden wächst noch Rheingauer Wein. Wein wird auf etwa 222 Hektar Rebfläche angebaut in den Stadtteilen Frauenstein (75 Hektar), Dotzheim (10 Hektar), Schierstein (60 Hektar) und Kostheim (73 Hektar) sowie auf der zur Innenstadt gehörenden Einzellage Neroberg (4 Hektar).
Frauenstein grenzt mit der Weinlage Herrnberg direkt an den Rheingau. Der Dotzheimer Wein wächst in der Lage Judenkirch (mitunter findet sich auf den Flaschenetiketten die Schreibweise Judenkirsch). In Schierstein liegt die Lage Hölle.
In Kostheim heißen die Lagen St. Kiliansberg, Steig und Weiß Erd. Die Rebflächen werden von vielen mittelständischen Winzern bewirtschaftet. Der Neroberg, der vom Weingut der Landeshauptstadt Wiesbaden bewirtschaftet wurde, ist seit 2005 an die Hessische Staatsweingüter Kloster Eberbach verpachtet.
Während der Rheingauer Weinwoche wird der Schlossplatz am alten Rathaus und das Dern’sche Gelände für zehn Tage nach Selbstdarstellung des Veranstalters zur „größten Weintheke der Welt“, wenn Weingüter aus allen Weinbaugemeinden des Rheingaus ihre Weine und Sekte dem Publikum ausschenken.
Mit der Henkell & Co. Sektkellerei KG hat ein namhafter Erzeuger von deutschem Sekt seinen Hauptsitz und Produktionsstandort in Wiesbaden.
Das kulturelle und vor allem das gastronomische Leben in Wiesbaden wird von Wein und Sekt stärker geprägt als in anderen deutschen Großstädten.

### Öffentliche Einrichtungen

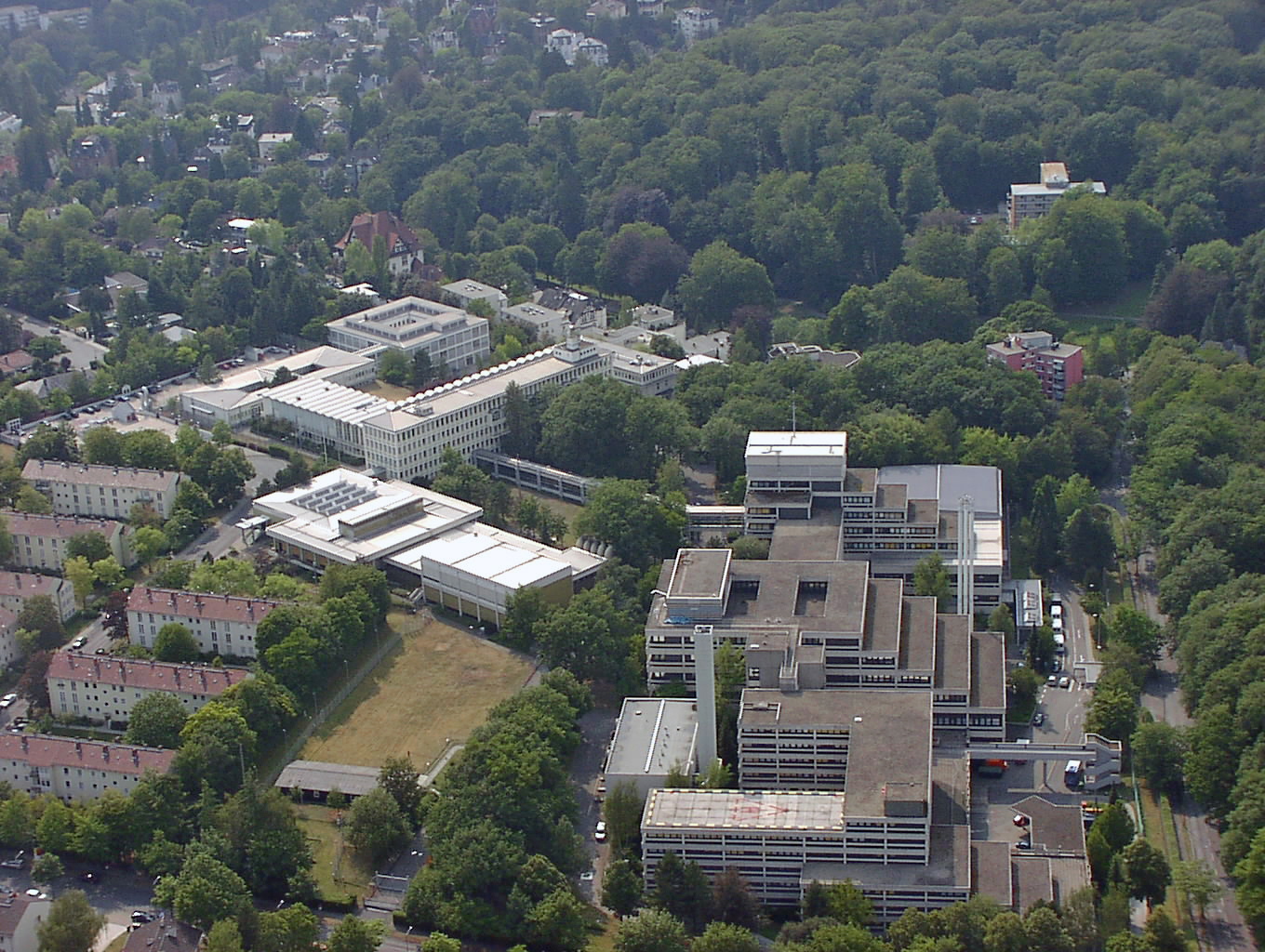
Hauptgebäude des Bundeskriminalamtes am Geisberg

Seit 1945 ist Wiesbaden Landeshauptstadt von Hessen; hier sind alle Verfassungsorgane des Landes Hessen mit Ausnahme des Hessischen Rechnungshofes angesiedelt. Dazu gehören der Hessische Landtag und die Hessische Landesregierung mit der Hessischen Staatskanzlei als Sitz des Hessischen Ministerpräsidenten und die acht Landesministerien. Nicht zuletzt haben hier der Staatsgerichtshof des Landes Hessen als Verfassungsgericht und der Hessische Datenschutzbeauftragte ihren Sitz.
Wiesbaden ist der Standort mehrerer Bundesbehörden: 1951 zog das Bundeskriminalamt (BKA) als erste Bundesbehörde nach Wiesbaden. 1956 wurde das Hochhausgebäude für das Statistische Bundesamt (Destatis) in der Nähe des Wiesbadener Hauptbahnhofes fertiggestellt. 1973 wurde das Bundesinstitut für Bevölkerungsforschung gegründet. 2003 entbrannte ein Streit zwischen Politikern und Bürgerinitiativen um den damals geplanten Umzug des Bundeskriminalamtes nach Berlin, der jedoch nicht verwirklicht wurde. Nach dem Aufbau der Bundeswehr wurde Wiesbaden zudem Standort einer Wehrbereichsverwaltung sowie eines Kreiswehrersatzamtes, die im Rahmen der Bundeswehrreform jedoch aufgelöst wurden. Heute hat neben dem Landeskommando Hessen eine Außenstelle des Bundesamtes für Infrastruktur, Umweltschutz und Dienstleistungen der Bundeswehr seinen Sitz in der Stadt.
Ferner haben auch das Landespolizeipräsidium, das Hessische Landeskriminalamt, das Polizeipräsidium Westhessen, die Hessische Hochschule für öffentliches Management und Sicherheit, das Hessische Polizeipräsidium für Technik, das Hessische Bereitschaftspolizeipräsidium, die Wasserschutzpolizei in Mainz-Kastel ihren Sitz in der Stadt.
Da sich neben diesen Dienststellen der Landespolizei in der Stadt auch das Bundeskriminalamt, ein Revier der Bundespolizei, die Stadtpolizei, das Zollamt Wiesbaden und eine Dienststelle der amerikanischen Militärpolizei in der Clay-Kaserne befinden, dürfte Wiesbaden die einzige Stadt in Deutschland sein, in der sechs verschiedene Polizeien ständig vertreten sind.
Auch das Landesamt für Verfassungsschutz Hessen, das Hessische Amt für Versorgung und Soziales, das Hessische Statistische Landesamt, das Hessische Landesamt für Bodenmanagement und Geoinformation, der Hauptsitz von Hessen Mobil, das Hessische Landesarchiv das Hessische Hauptstaatsarchiv, das Landesamt für Denkmalpflege Hessen, das Hessische Landesamt für Naturschutz, Umwelt und Geologie und einige Außenstellen des Regierungspräsidiums Darmstadt ihren Sitz in der Stadt.
Eine Zusammenstellung von Landes- und Bundesbehörden findet sich auf der Website von Wiesbaden.
In Wiesbaden nutzen Amtsgericht, Landgericht, eine Staatsanwaltschaft, Verwaltungsgericht, Arbeitsgericht sowie Sozialgericht gemeinsam das Justizzentrum. In der Holzstraße ist eine Justizvollzugsanstalt für den Jugendstrafvollzug.
Zwei Kommunale Spitzenverbände haben ihren Sitz in Wiesbaden: der Hessische Städtetag und der Hessische Landkreistag.
An Selbstverwaltungskörperschaften der Berufsstände finden sich hier die Ingenieurkammer Hessen, die Architekten- und Stadtplanerkammer Hessen, die Handwerkskammer Wiesbaden, deren Bezirk vom Main-Kinzig-Kreis im Osten bis zum Rheingau-Taunus-Kreis im Westen reicht und die Industrie- und Handelskammer Wiesbaden für den Bereich Wiesbaden, Hochheim und Rheingau-Taunus-Kreis. Als eine der gesetzlichen Unfallversicherungen hat die Berufsgenossenschaft Druck und Papierverarbeitung ihre Hauptverwaltung in Wiesbaden.
Die Feuerwehr der Stadt Wiesbaden ist eine Berufsfeuerwehr und als solche für die nichtpolizeiliche Gefahrenabwehr in der Stadt zuständig. Sie beschäftigt 302 Beamte, die sich in 49 Mann starke Schichten auf drei Feuerwachen im Stadtgebiet verteilen, hinzu kommen 600 ehrenamtliche Kräfte in den 20 Freiwilligen Feuerwehren und über 360 Nachwuchskräfte in den Jugendfeuerwehren. Daneben existieren sechs Werkfeuerwehren mit insgesamt 107 Beschäftigten, die jedoch nicht zur Feuerwehr Wiesbaden gehören.

### US-Militäreinrichtungen

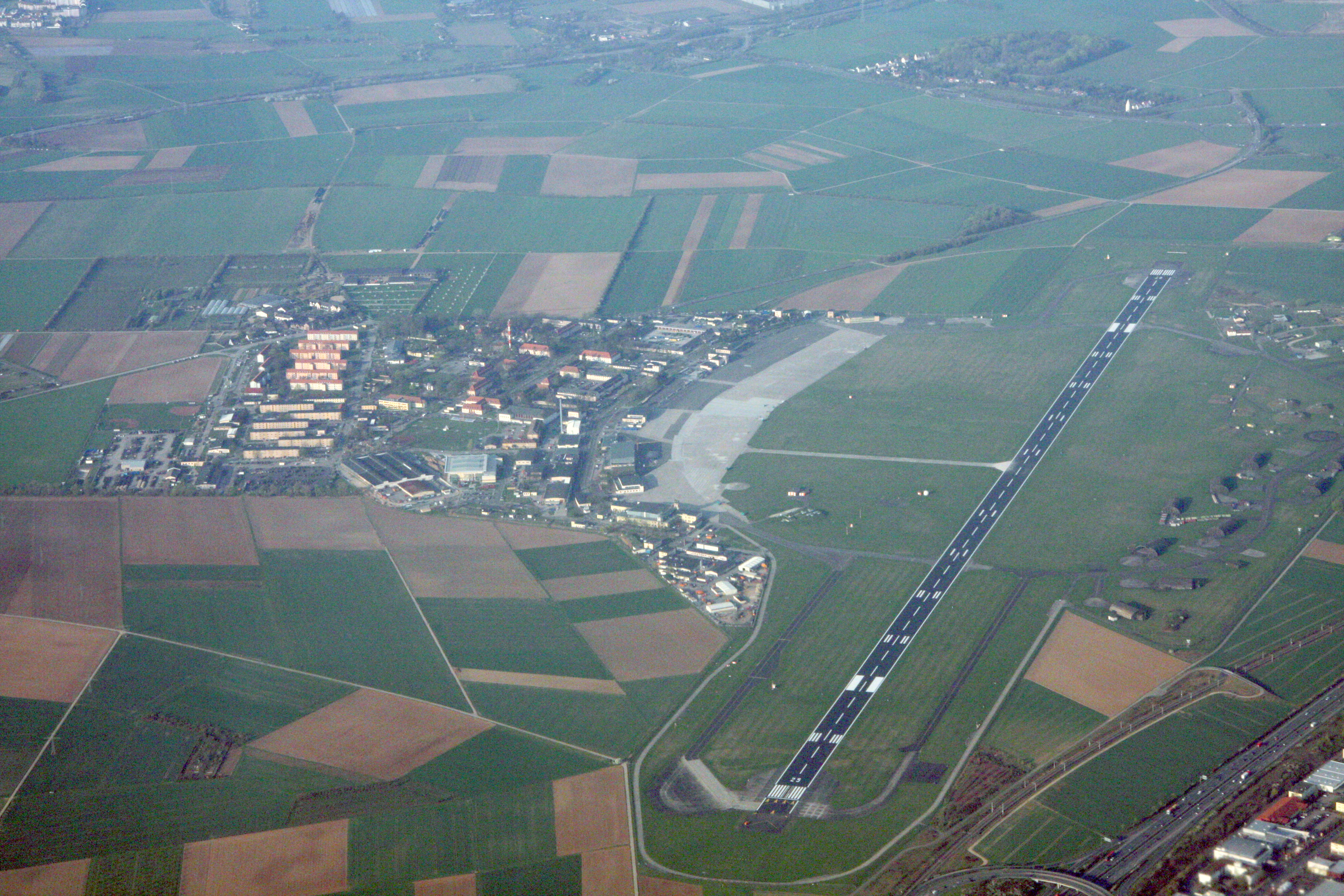
Luftbild des Militärflugplatzes Erbenheim der US Air Force bei Wiesbaden-Erbenheim

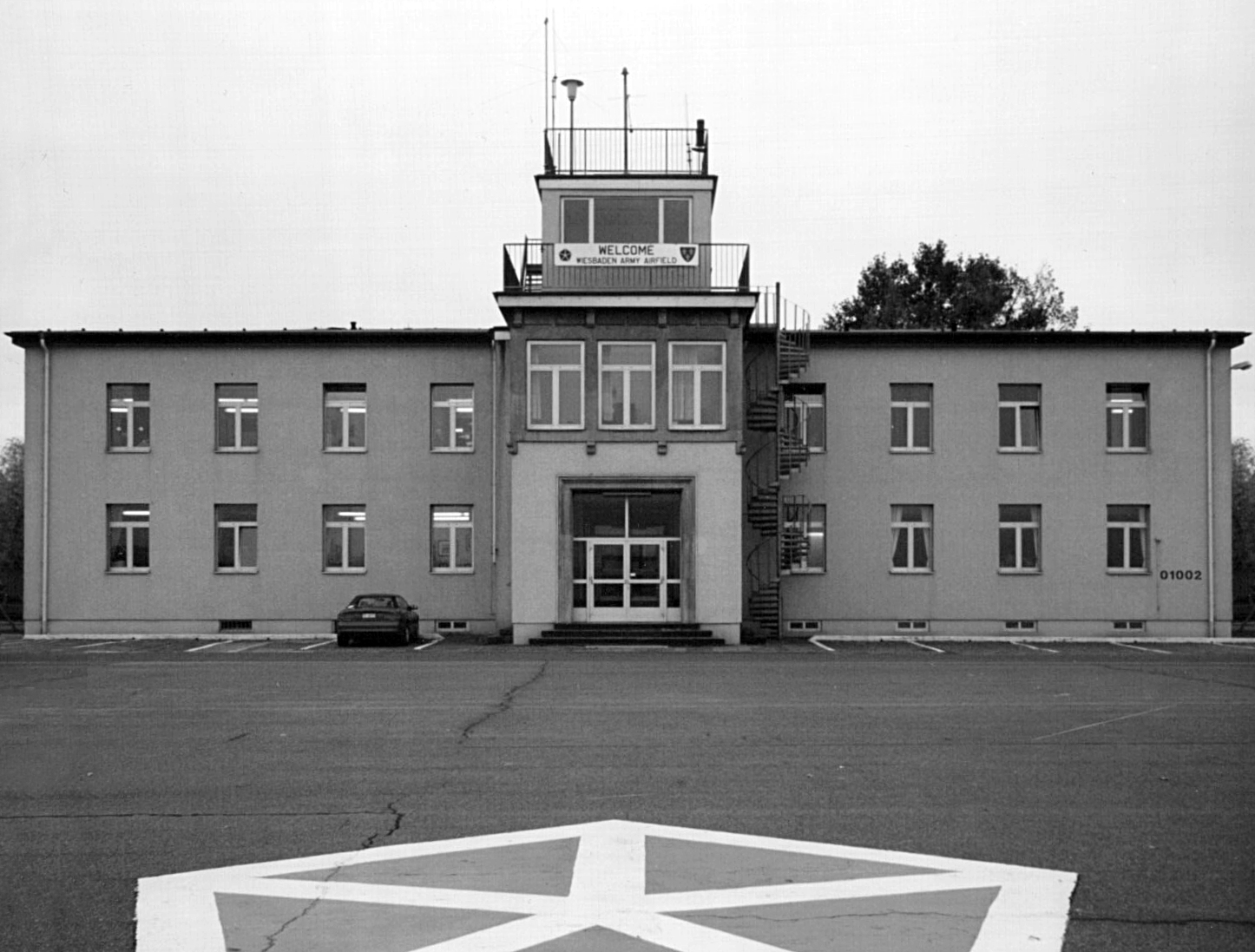
Eingang des Militärflugplatzes Erbenheim

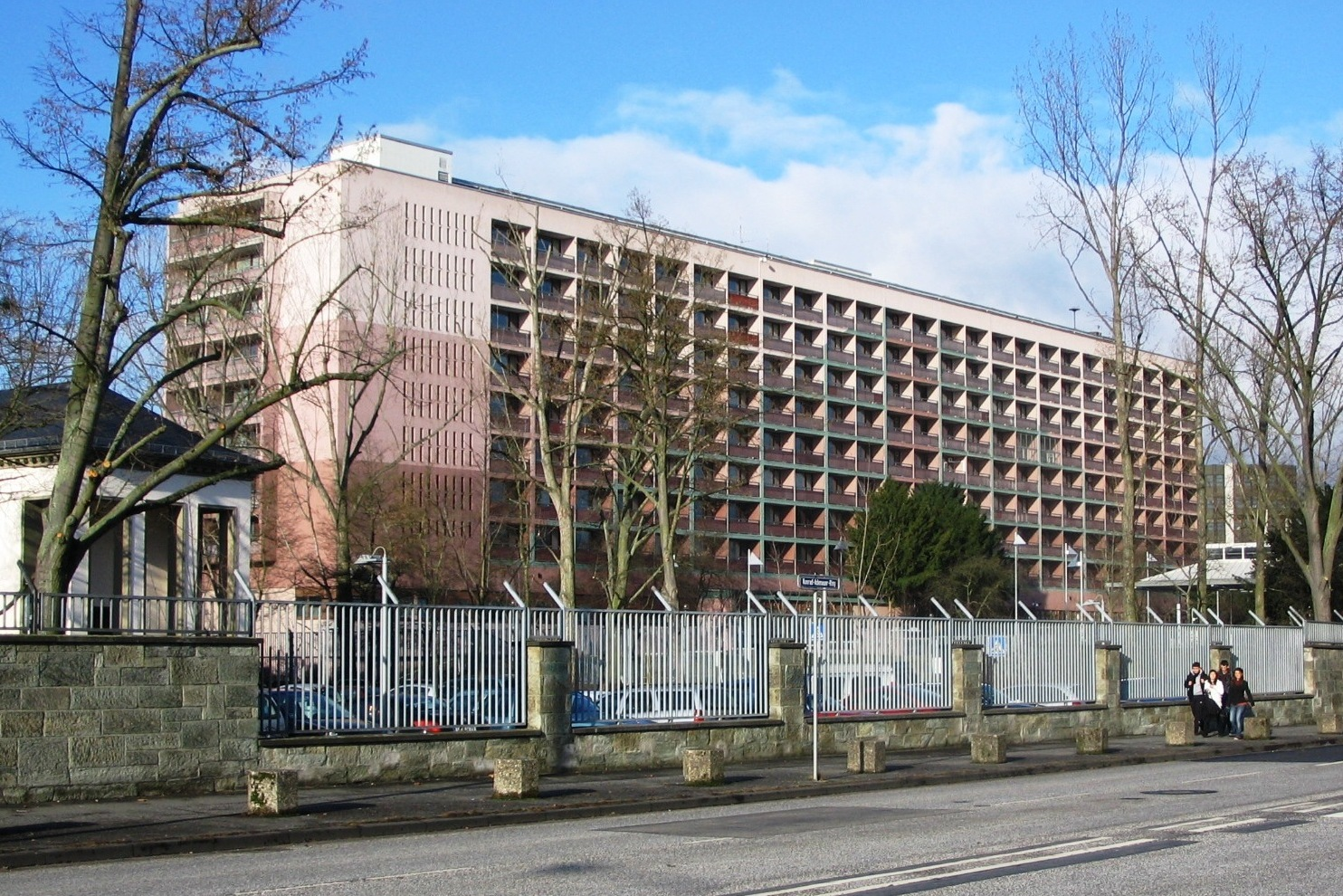
Amelia Earhart Complex am Konrad-Adenauer-Ring

Mehrere Gebiete der innenstadtnahen Außenbezirke werden oder wurden als US-Militärstützpunkt genutzt. Auf dem Gelände des Militärflugplatzes Erbenheim befindet sich das 58. Heeresfliegerregiment und die 66. Brigade des militärischen Geheimdienstes. Außer auf dem Airfield gibt es derzeit in Wiesbaden noch Militärdienststellen im Amelia Earhart Complex. Dort residiert das U.S. Army Corps of Engineers – Europe. Ferner gibt es im Stadtgebiet noch die Mainz-Kastel Storage Station und den American Arms Office Tower.
Nachdem die Zentrale des American Forces Network im Mai 2004 aus Frankfurt am Main nach Mannheim in die Coleman Barracks umgezogen ist, hat man auf dem Airfield ein regionales Studio eingerichtet (AFN-Hessen), um die in Wiesbaden und Umgebung stationierten Soldaten mit Rundfunk und Nachrichten zu versorgen.
Als Wohngebiete für die amerikanischen Streitkräfte des Militärflugplatzes Erbenheim dienen auch heute noch die nordöstlich gelegenen US-amerikanischen Housings Aukamm, Crestview und Hainerberg Village.
Im Wiesbadener Camp Lindsey war bis 1973 das Europa-Hauptquartier der US Air Force beheimatet. Aus dem Camp Lindsey, dem Camp Pieri in Dotzheim, und dem US-Militärhospital in der südwestlichen Innenstadt sind die US-Amerikaner 1993 abgezogen.
Die Stadtplanung unterzog diese ehemaligen Kasernen einer Konversion mit dem Ziel einer künftigen zivilen Nutzung. Nach dem Abzug der Amerikaner aus Camp Lindsey, dem heutigen Europaviertel, finden sich dort heute einer der drei Wiesbadener Hauptstandorte des Bundeskriminalamts, die Volkshochschule sowie mehrere städtische Behörden, sowie Gewerbeflächen und eine Vielzahl neu gebauter moderner Eigentumswohnungen. In den Gebäuden des Camp Pieri befindet sich heute eines der Studierendenwohnheime der Fachhochschule. Das US-Hospital wurde zu einem Behördenzentrum für Behörden mit bestimmten Anforderungen an die äußere Sicherheit wie Polizei, Staatsanwaltschaft und Verfassungsschutz.
Die Regierung der Vereinigten Staaten gab 2004/05 bekannt, dass ihre Streitkräfte im Zuge des Transformationsprozesses in Europa neu aufgestellt werden sollen. Im Laufe der Jahre und der Planungen wurde bekanntgegeben, dass das Hauptquartier der US Army Europe von Heidelberg nach Wiesbaden verlegt werden soll. Es wurde beschlossen, die Fläche am Airfield um 41 Hektar zu erweitern. Die Landeshauptstadt Wiesbaden hat sich bereit erklärt, diese Flächen den US-Streitkräften zur Verfügung zu stellen. Aufgrund dieser Entscheidung wurde ab 2009 damit begonnen, die Infrastruktur der militärischen Einrichtungen zu modernisieren. Ende 2009 wurde mit dem Bau einer neuen Housing Area im südlichen Bereich des Airfields begonnen. Im Frühjahr 2010 wurde mit dem Baubeginn des neuen Kommando- und Führungszentrums auf dem Paradeplatz des Airfields begonnen. Durch diese Umstrukturierung hat die Zahl der in Wiesbaden stationierten Soldaten zugenommen.
Am 6. September 2013 wurde der Umzug der USAREUR aus Heidelberg in das neue Hauptquartier in Wiesbaden-Erbenheim abgeschlossen.
In Wiesbaden wird zurzeit ein neues Consolidated Intelligence Center der US-Armee errichtet, das auch die NSA benutzen soll.
Das Kommando Nato Security Assistance and Training for Ukraine (NSATU) nahm im Dezember 2024 seine Arbeit in der Clay-Kaserne auf.

## Sehenswürdigkeiten

### Schlossplatz

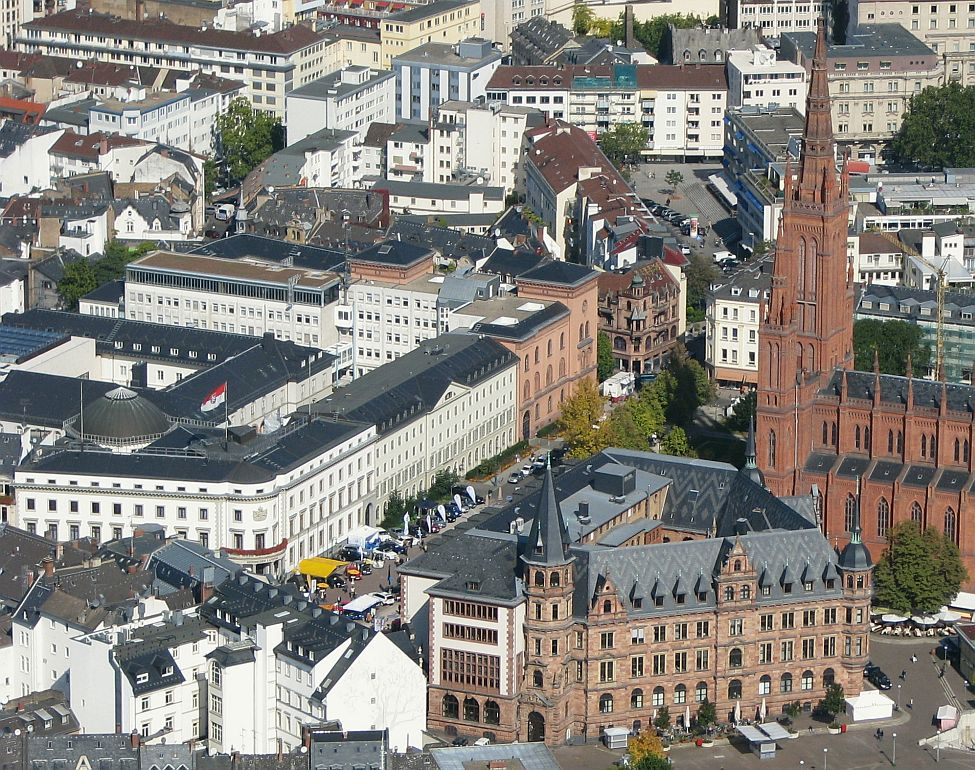
Luftbild der Innenstadt mit Stadtschloss, Schlossplatz, Rathaus und Marktkirche (v. l.)

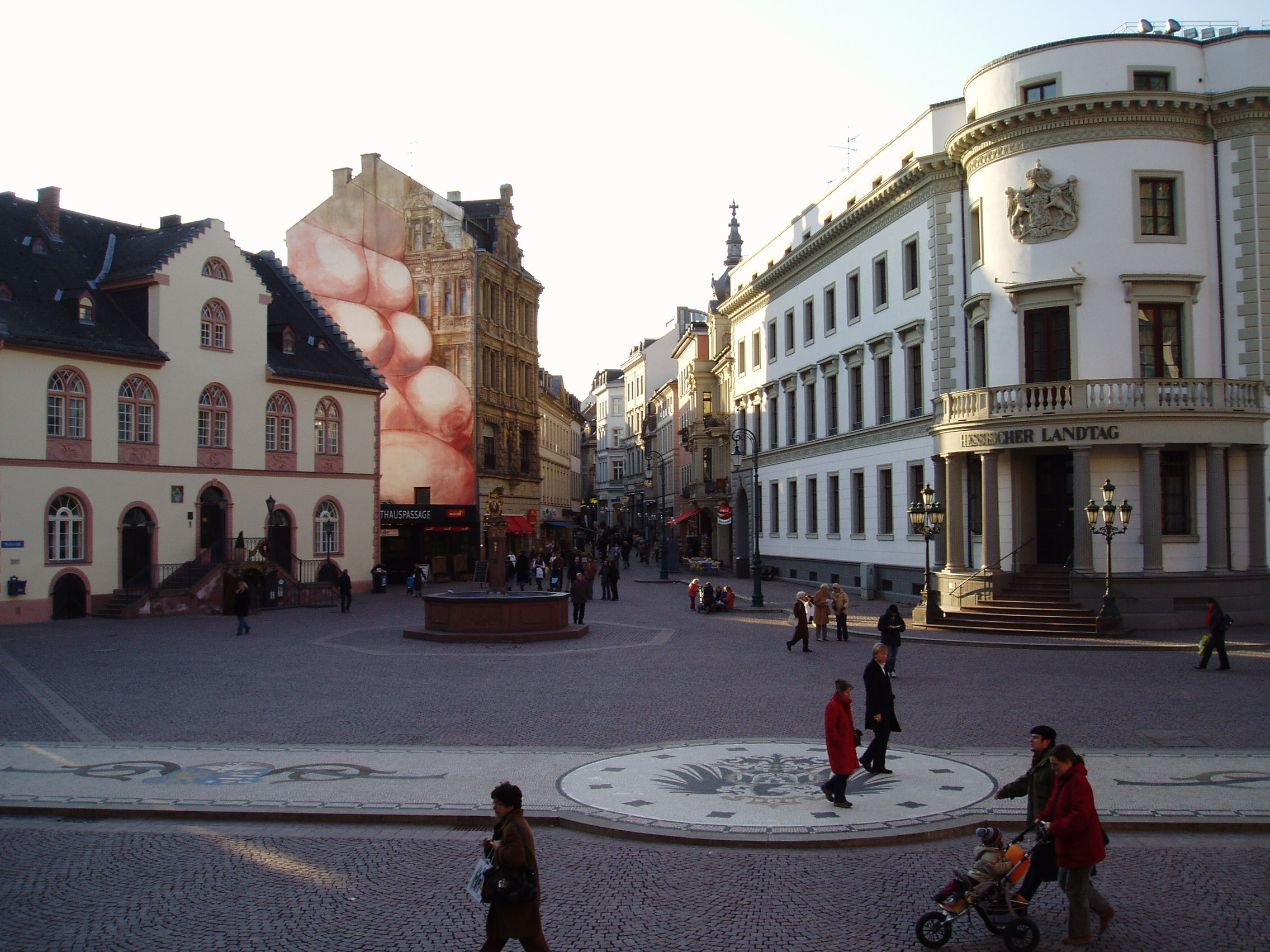
Der Wiesbadener Schlossplatz: links das Alte Rathaus, rechts das ehemalige Stadtschloss der nassauischen Herzöge, heute Sitz des Hessischen Landtags

Als Mittelpunkt der historischen Altstadt innerhalb des Historischen Fünfecks bildet der Schlossplatz die Keimzelle des mittelalterlichen Wiesbadens und ein Ensemble von historischen Gebäuden. Hier stehen das älteste erhaltene Gebäude der Innenstadt, das Alte Rathaus, erbaut 1608 bis 1610, das heute als Standesamt dient, sowie das von Georg von Hauberrisser 1884 bis 1887 errichtete Neue Rathaus.
Die Nordseite des Platzes dominiert das ehemalige Stadtschloss der Nassauischen Herzöge aus den Jahren 1837 bis 1842, dessen erhaltene historischen Innenräume im Kontrast zu seinem schlichten Äußeren stehen. Während Wiesbadens Zeit als Weltkurstadt nutzte Kaiser Wilhelm II. das Stadtschloss bei seinen zahlreichen Aufenthalten als Wohnsitz. Heute ist hier der Hessische Landtag untergebracht. Der zugehörige Plenarsaal befindet sich im Innenhof.
Die 1853 bis 1862 von Carl Boos erbaute evangelische Marktkirche mit ihren fünf Türmen, von denen der 98 m hohe Hauptturm bis heute das höchste Gebäude der Stadt ist, wurde als „Nassauer Landesdom“ nach dem Vorbild von Schinkels Friedrichswerderscher Kirche in Berlin als größter Backsteinbau Nassaus erbaut.
Den östlichen rechtwinkligen Abschluss des Schlossplatzes bildete die 1898 bis 1901 von Felix Genzmer erbaute Höhere Töchterschule. Sie wurde im Zweiten Weltkrieg zerstört, ebenso wie das Dach und die frontseitigen Ecken des Neuen Rathauses. Auf der Rückseite des Neuen Rathaus und der Marktkirche befindet sich der historische Marktkeller, der von der Marktsäule gekrönt wird. Im Marktkeller befindet sich seit September 2016 das Stadtmuseum. Davor liegt das neu gestaltete Dern’sche Gelände, auf dem mittwochs und samstags der Wiesbadener Wochenmarkt stattfindet. Außerdem wird das Dern’sche Gelände häufig für Freiluft- und Zirkusveranstaltungen genutzt.

### Wilhelmstraße und Kureck

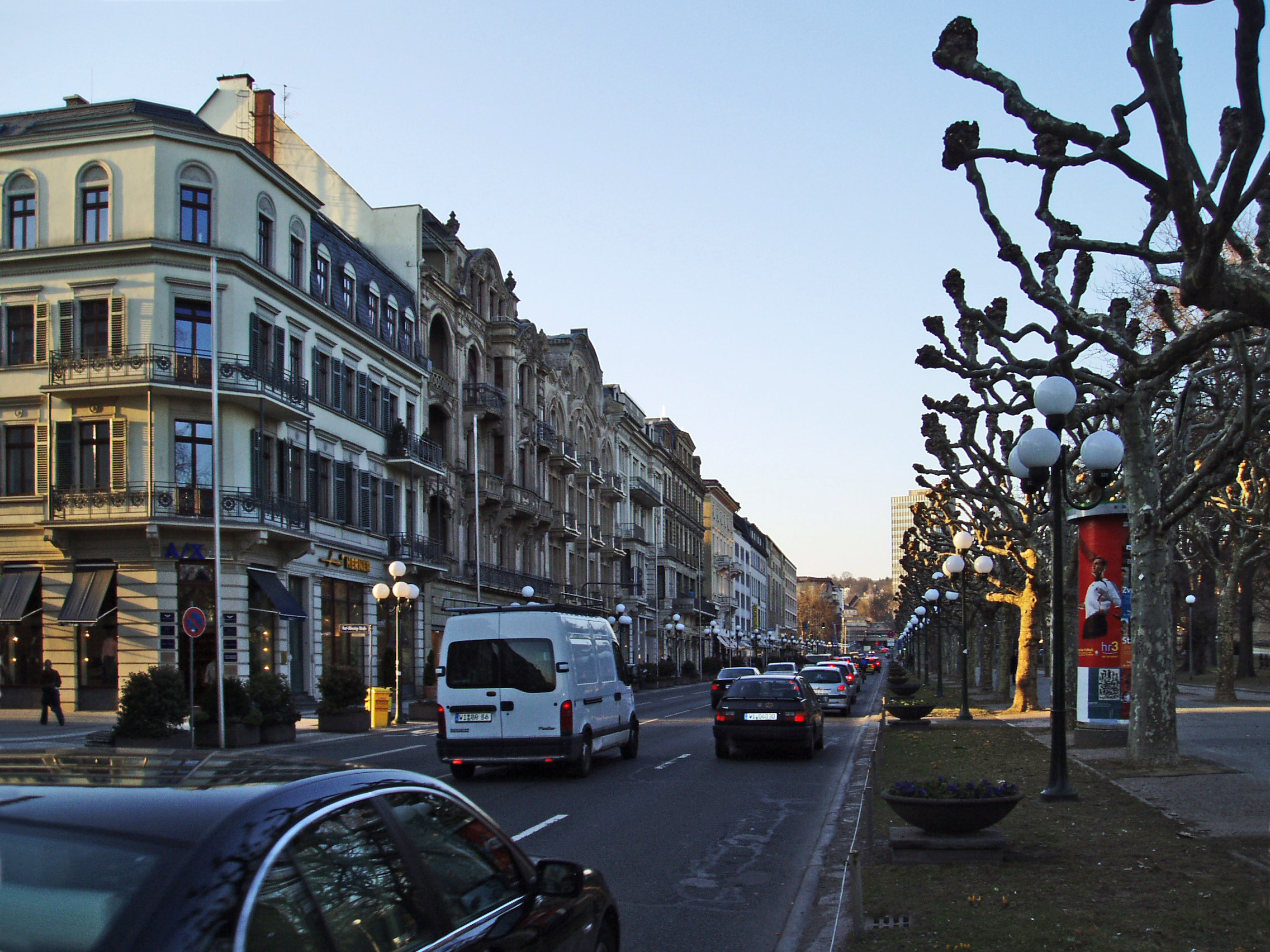
Der elegante Prachtboulevard der Kurstadt: die Wilhelmstraße

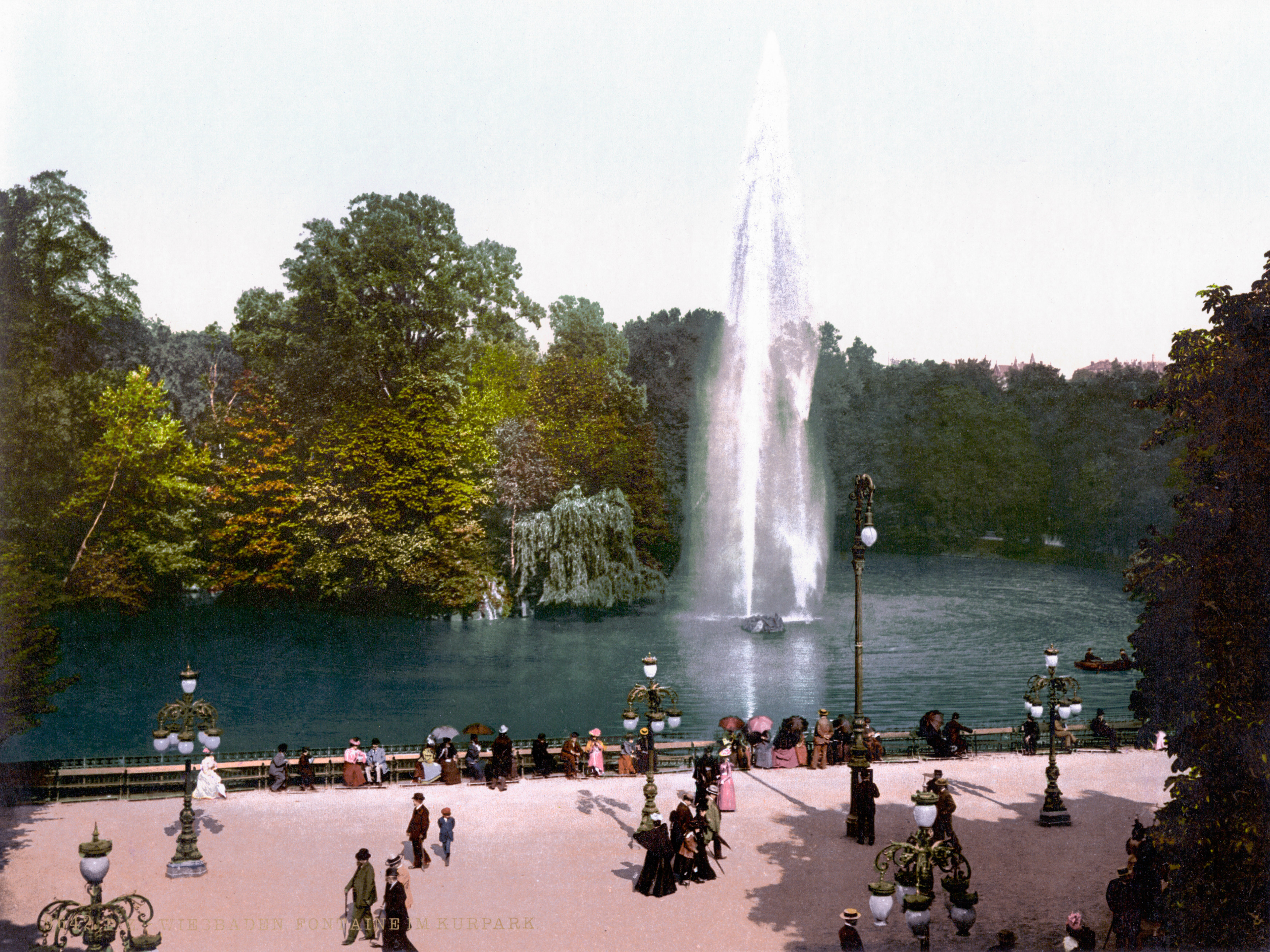
Der Kurpark um das Jahr 1900

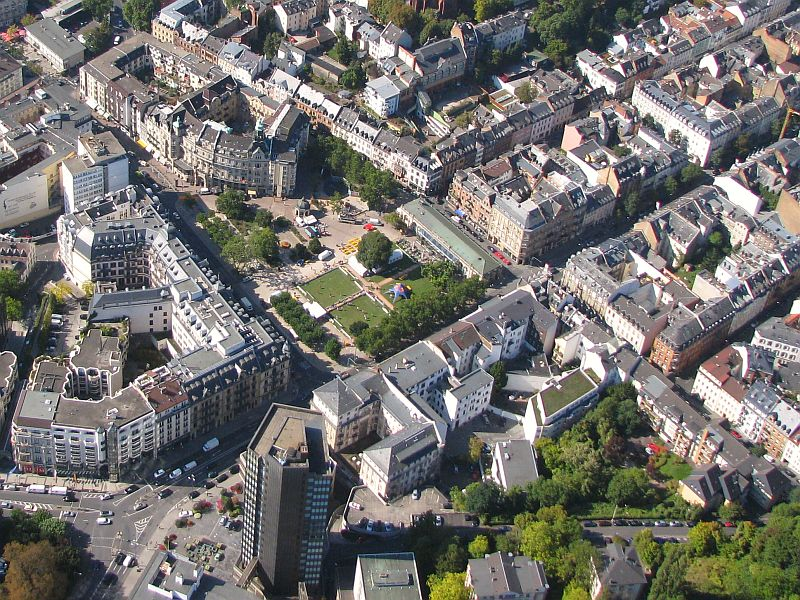
Das Kureck, Taunusstraße, Kranzplatz und Kochbrunnenplatz

Am östlichen Rand des Historischen Fünfecks verläuft die elegante Wilhelmstraße. Neben noblen Geschäften und Cafés stehen hier das Landesmuseum, der Nassauische Kunstverein, der sich auf junge zeitgenössische Kunst spezialisiert, das 1813 bis 1817 erbaute Erbprinzenpalais (heute Industrie- und Handelskammer) und die Villa Clementine, die 1888 Schauplatz des Wiesbadener Prinzenraubs wurde und später Kulisse für die TV-Verfilmung von Thomas Manns „Buddenbrooks“ war. Das jährlich Anfang Juni ausgerichtete Wilhelmstraßenfest (offiziell: „Theatrium“) gilt als größtes Straßenfest Deutschlands.
An der Ostseite der Wilhelmstraße wurde 1860 der Landschaftspark Warmer Damm angelegt. An der östlich von ihm verlaufenden Paulinenstraße steht die Söhnlein-Villa, die wegen ihres Washingtoner Vorbilds auch „Weißes Haus“ genannt wird.
Am nördlichen Ende der Wilhelmstraße befindet sich das so genannte Kureck. Mittelpunkt ist das Bowling Green, eine rechteckige Grünfläche mit zwei imposanten Kaskadenbrunnen, die von einem hufeisenförmigen Gebäudeensemble umschlossen wird: Den Blickfang im Osten bildet das 1905 bis 1907 von Friedrich von Thiersch erbaute Kurhaus, in dem unter anderem die Spielbank untergebracht ist. Hinter dem Kurhaus erstreckt sich der etwa 6,5 Hektar große, nach Vorbild englischer Gärten angelegte Kurpark.
Im Norden des Bowling Greens stehen die Kurhauskolonnaden, mit 129 m Länge die längste Säulenhalle Europas. Ihr gegenüber die Theaterkolonnaden mit dem 1894 eröffneten Hessischen Staatstheater. Auf der anderen Seite der Wilhelmstraße, gegenüber dem Bowling Green, befindet sich ein Denkmal für Kaiser Friedrich III. sowie das Nobelhotel Nassauer Hof.
Ganz in der Nähe des Bowling Greens liegt der Kranzplatz direkt neben dem Kochbrunnenplatz mit dem Kochbrunnentempel. Der Kochbrunnen ist mit einer Förderleistung von etwa 500.000 Liter pro Tag und einer Temperatur von 67 °C die ergiebigste Wiesbadener Thermalquelle. In der ehemaligen Trinkhalle am Westrand des Platzes befindet sich heute ein Restaurant. Um den Platz gruppierten sich einige der Wiesbadener Grandhotels: so das älteste Hotel Deutschlands, der bereits 1486 gegründete „Schwarze Bock“, das ehemalige „Palasthotel“ – es war das erste überhaupt mit Zimmertelefon – sowie das „Hotel Rose“, in dem seit September 2004 die Hessische Staatskanzlei residiert.

### Sonstige Innenstadt

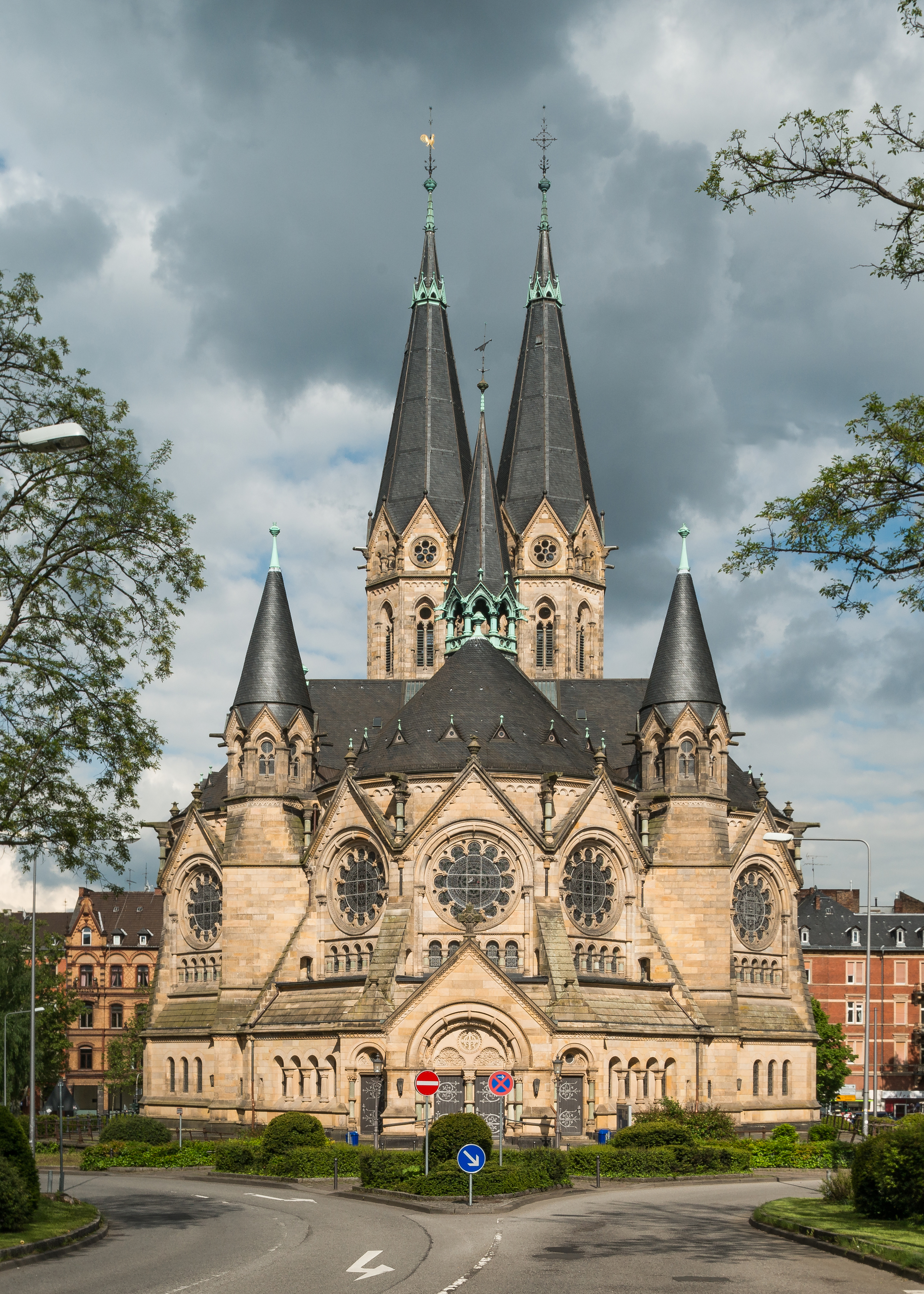
Die Ringkirche: Prototyp des Wiesbadener Programms

Unweit des Kranzplatzes steht das historische Kaiser-Friedrich-Bad von 1913, ein römisch-irisches Bad, das von den Thermalquellen mit Wasser beliefert wird, sowie das Römertor, an dem Reste der römischen Heidenmauer erhalten sind.
Die Adolfsallee sowie deren Verlängerung, die Adolfstraße, führt von Süden auf den klassizistischen Luisenplatz mit dem Waterloo-Obelisk als Denkmal für die nassauischen Gefallenen der Schlacht bei Waterloo im Jahre 1815. In der Sichtachse des Platzes steht an seinem Kopfende die katholische Kirche St. Bonifatius in neogotischem Stil mit ihren beiden 68 m hohen Türmen. Sie wurde von 1844 bis 1849 erbaut. Am Luisenplatz, unter dem 1984 eine Tiefgarage gebaut und der dann nach historischem Vorbild wieder angelegt wurde, ist auch der Sitz des Hessischen Kultusministeriums.
Am Südrand des Luisenplatzes verläuft die Rheinstraße nach Westen auf die 1892 bis 1894 von Johannes Otzen erbaute Ringkirche mit ihrem 65 m hohen Zwillingsturm zu. In diesem Bau wurde erstmals das revolutionäre „Wiesbadener Programm“ umgesetzt, das für den evangelischen Kirchenbau in Deutschland bis zum Ersten Weltkrieg richtungsweisend war. An der Rheinstraße stehen auch die Hessische Landesbibliothek mit 600.000 Bänden und historischem Lesesaal, das Hessische Ministerium für Wissenschaft und Kunst sowie die Hauptverwaltung der Nassauischen Sparkasse.
Die Bahnhofstraße verbindet das Neue Rathaus und die Marktkirche am Schlossplatz mit dem Hauptbahnhof. Der Kopfbahnhof mit zehn Gleisen und seinem 40 m hohen Uhrturm in rotem Sandstein entstand 1904 bis 1906 im Stil des Neobarock. Am Bahnhof beginnt auch die um 1900 angelegte, baumbestandene und mit prächtigen Fassaden versehene Ringstraße. An deren Ecke zur Moritzstraße steht das Landeshaus, das heute das Hessische Ministerium für Wirtschaft, Verkehr und Landesentwicklung beherbergt. Am Gutenbergplatz, im Rücken des Landeshauses befindet sich die Lutherkirche, die in den Formen des Jugendstils und ebenfalls nach den Grundsätzen des Wiesbadener Programms errichtet wurde.

### Außerhalb der Innenstadt
(Reihenfolge im Uhrzeigersinn)

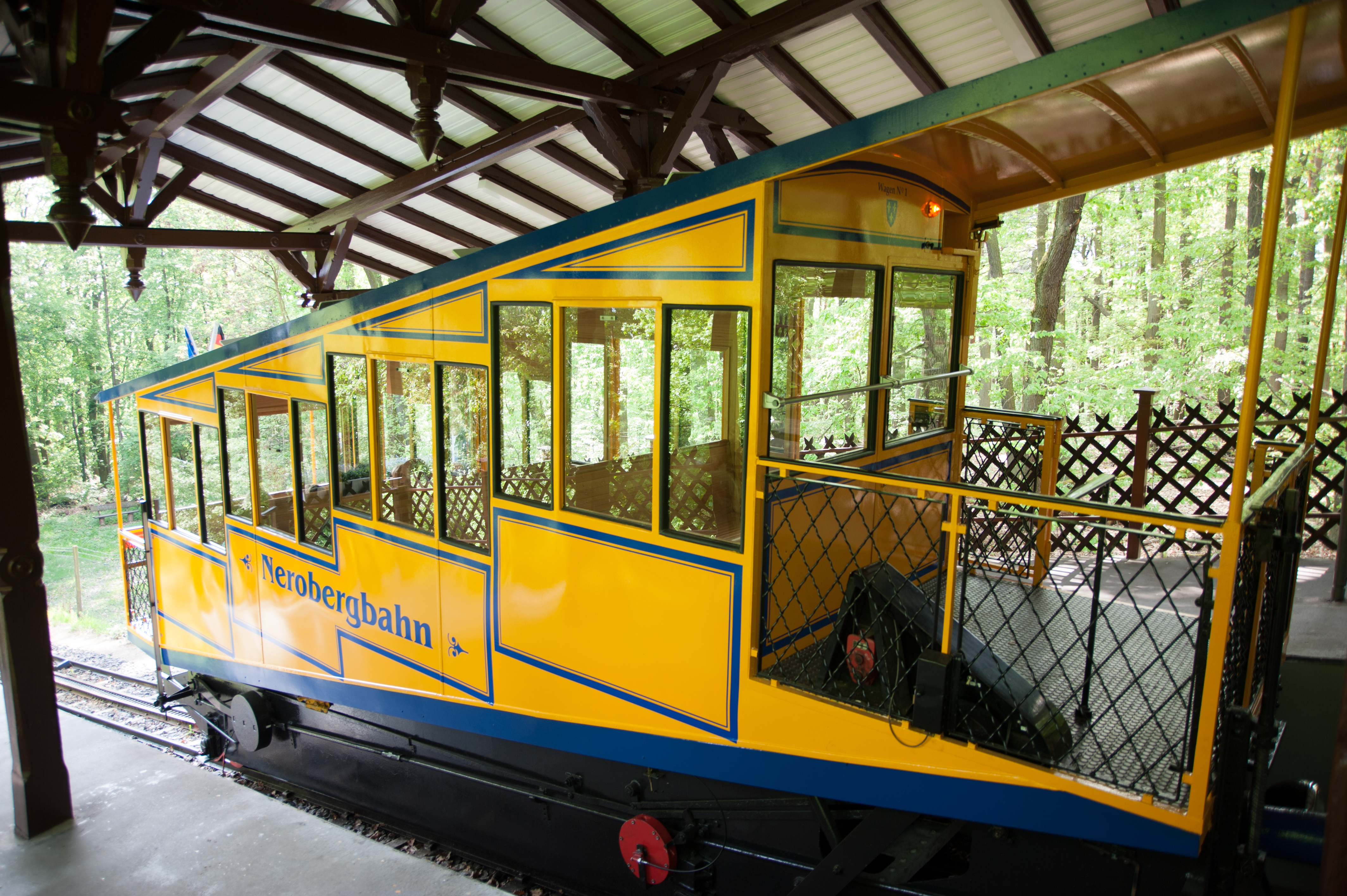
Die 1888 eröffnete Nerobergbahn

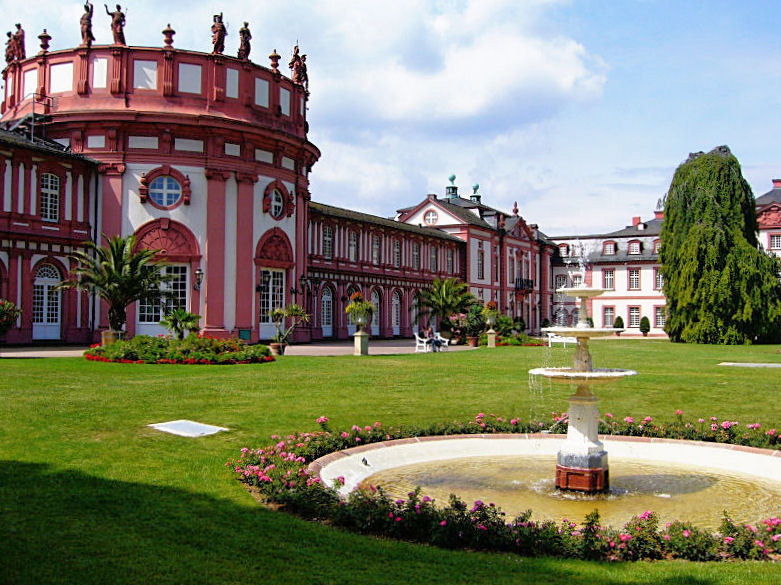
Das barocke Schloss Biebrich mit seinem Park: ehemalige Residenz der Herzöge von Nassau

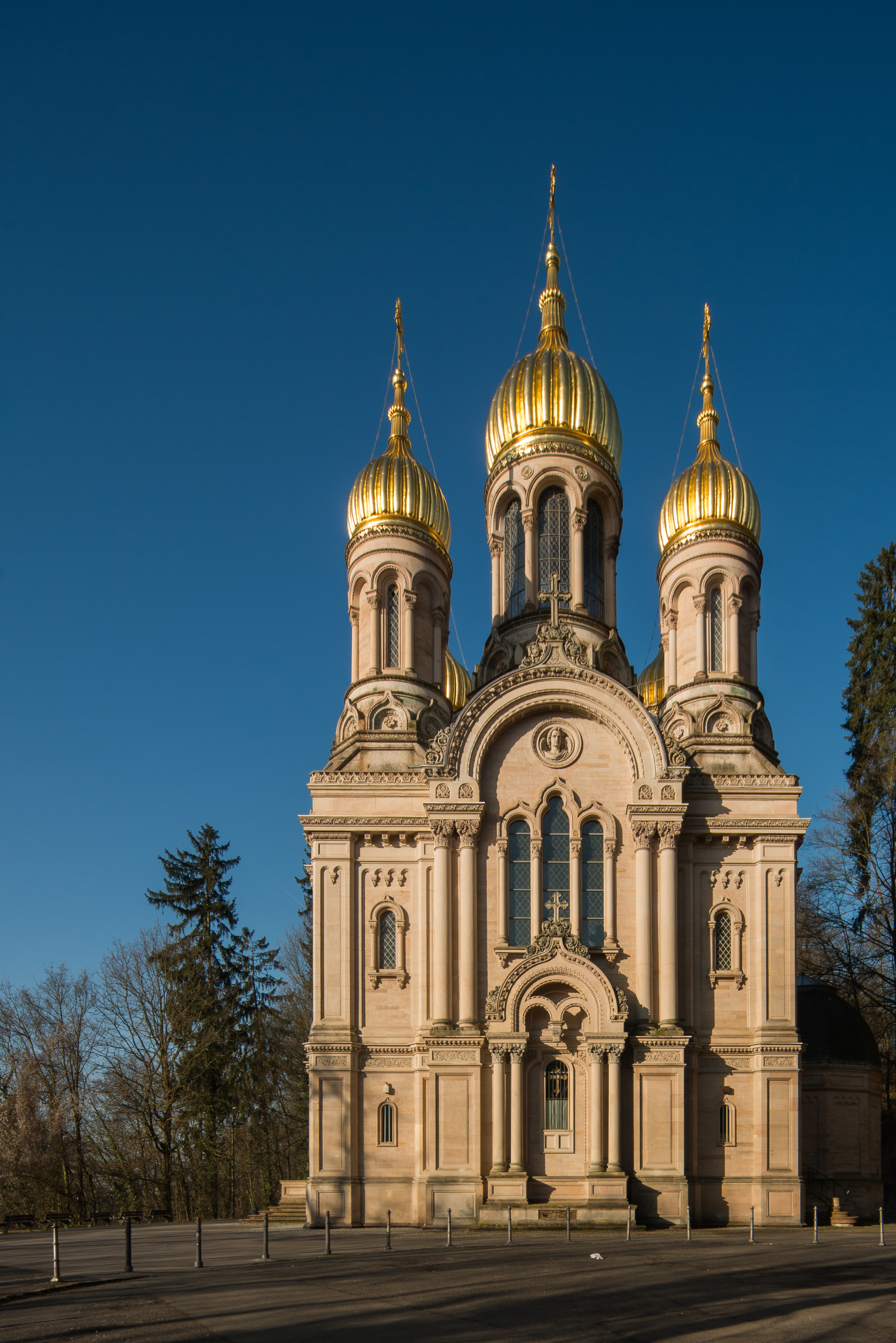
Die Russische Kirche auf dem Neroberg

Vom nördlich der Innenstadt gelegenen Nerotal aus erreicht man mit der 1888 erbauten Nerobergbahn – einer durch Wasserballast betriebenen Standseilbahn – den 245 m hohen Hausberg der Landeshauptstadt Wiesbaden, den Neroberg. Hier erhebt sich neben dem Städtischen Weingut die Russische Kirche (im Volksmund auch „Griechische Kapelle“ genannt) mit ihren vergoldeten Kuppeln. Daneben befindet sich der Russische Friedhof mit den Gräbern des Malers Alexej von Jawlensky und des Pädagogen und Schriftstellers August Theodor von Grimm. Vom Neroberg mit seinem Monopteros und dem Opelbad bietet sich eine schöne Aussicht auf die Innenstadt bis hin zum Rhein.
Auf der Taunus-Anhöhe Platte liegt das ehemalige klassizistische Jagdschloss Platte, das Herzog Wilhelm I. Anfang des 19. Jahrhunderts errichten ließ. 1945 wurde es bei einem Luftangriff zerstört. Als gesicherte Ruine und mit einem gläsernen Wetterschutzdach versehen, wird es heute als Veranstaltungsort für Feste genutzt.
Die Burg Sonnenberg im Stadtteil Sonnenberg stammt aus dem 13. Jahrhundert und erhebt sich auf einem Felsen inmitten eines engen Tals. Von ihrem Turm aus kann man gut die größtenteils noch erhaltene Stadtmauer von Sonnenberg erkennen.
Aus dem frühen 18. Jahrhundert stammt die als achteckiger Zentralbau ausgeführte barocke Dorfkirche von Naurod am nordöstlichen Rand des Wiesbadener Stadtgebietes.
Die Nikolauskirche im Stadtteil Bierstadt, eine romanische Saalkirche mit Turm aus dem 12. Jahrhundert, ist die älteste Kirche Wiesbadens.
Im Stadtteil Mainz-Kastel ist im Museum Römischer Ehrenbogen das Fundament des „Germanicus-Bogens“ zu sehen. Dieser Ehrenbogen war im Jahr 19 n. Chr. zum Gedenken an den Feldherrn Germanicus Julius Caesar, Sohn des Drusus, erbaut worden und war über 20 m hoch und mehr als 12 m breit. Am Kasteler Rheinufer steht die 1832 bis 1833 als Festung des Deutschen Bundes erbaute Reduit.
Sie beherbergt das Museum Castellum mit Exponaten aus mehreren Epochen der Lokalgeschichte, unter anderem aus der Römerzeit (Castellum Mattiacorum). Im Norden Kastels liegt der 1497 als Teil der Kasteler Landwehr errichtete Rundturm der Erbenheimer Warte und das Fort Biehler.
Die Mosbacher Sande, nach dem ehemaligen Dorf Mosbach zwischen Wiesbaden und Biebrich benannt, sind Fundstätte etwa 600.000 Jahre alter Eiszeittiere. Ein Teil der Fundstätte liegt im gesperrten Gelände des Dyckerhoffbruchs im Wiesbadener Stadtteil Mainz-Amöneburg. Der Mosbacher Löwe (Panthera leo fossilis) gilt als größter Löwe Europas.
Das barocke Biebricher Schloss entstand 1700 bis 1750 direkt am Rheinufer in Biebrich. Das Residenzschloss der Nassauischen Herzöge liegt am Südende des 50 ha großen Schlossparks, der im Stil englischer Landschaftsgärten mit einem Teich und der Mosburg als künstlicher Ruine angelegt wurde. Hier findet jedes Jahr zu Pfingsten das traditionelle Internationale Pfingstturnier (Dressur- und Springreiten sowie Voltigieren) statt.
Der Schiersteiner Hafen in Wiesbaden-Schierstein mit seiner Regattastrecke bietet eine schöne Hafenpromenade mit mediterranem Flair. Beim alljährlich im Juli stattfindenden Hafenfest mit abschließendem Feuerwerk wird auch ein Drachenboot-Rennen ausgerichtet. Unweit des Hafens steht in den engen Gassen des alten Ortskerns die barocke Christophoruskirche.
Die Nassauische Touristik-Bahn unterhielt bis 2009 auf einem Teilabschnitt der zwischen dem Bahnhof Wiesbaden Ost und Diez stillgelegten Strecke der Aartalbahn einen Museumsbahnbetrieb ausgehend vom Heimatbahnhof Dotzheim, an dem sich ein Eisenbahnmuseum befindet. Die Strecke ist in Hessen als Kulturdenkmal eingestuft und steht unter Denkmalschutz. Sie gilt vom Bahnhof Wiesbaden Ost bis zur Landesgrenze bei Aarbergen-Rückershausen mit 40 Bahn-Kilometern als längstes (technisches) Baudenkmal Hessens.
In Frauenstein steht die gleichnamige Burgruine seit 800 Jahren auf einem Felsen in der Ortsmitte mit einem erhaltenen Bergfried. Rund um das Dorf liegen die ehemaligen nassauischen Wehrhöfe Sommerberg, Armada, Nürnberg und der Grorother Hof.
Am nordwestlichen Stadtrand von Wiesbaden, schon im Waldgebiet des Taunus, ist der Tier- und Pflanzenpark Fasanerie ein beliebtes Ausflugsziel. Von hier aus sind auch Wanderungen zum Chausseehaus und auf den Schläferskopf mit seinem Aussichtsturm möglich.

### Denkmäler in Wiesbaden

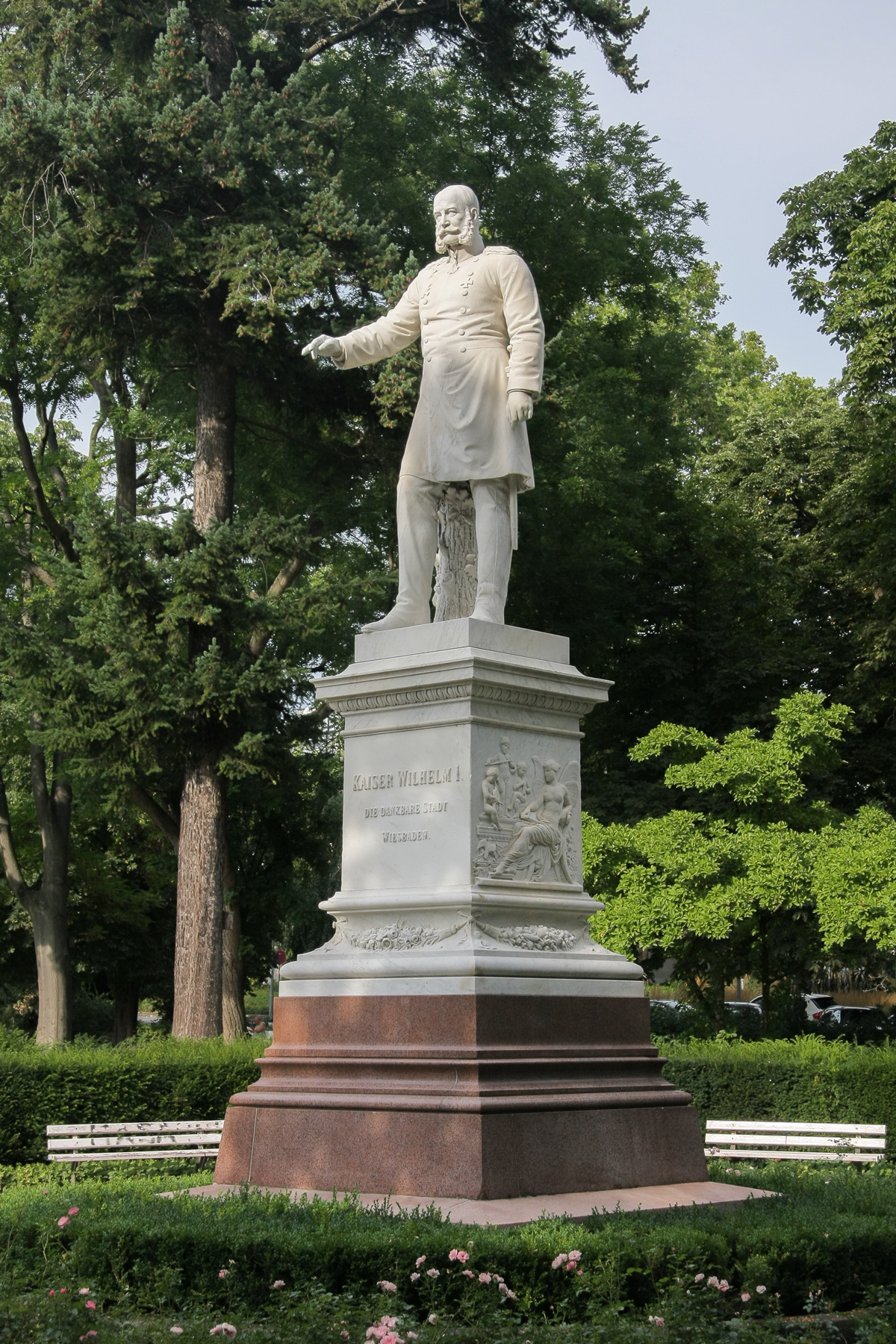
Denkmal Kaiser Wilhelm I. (Park am warmen Damm)
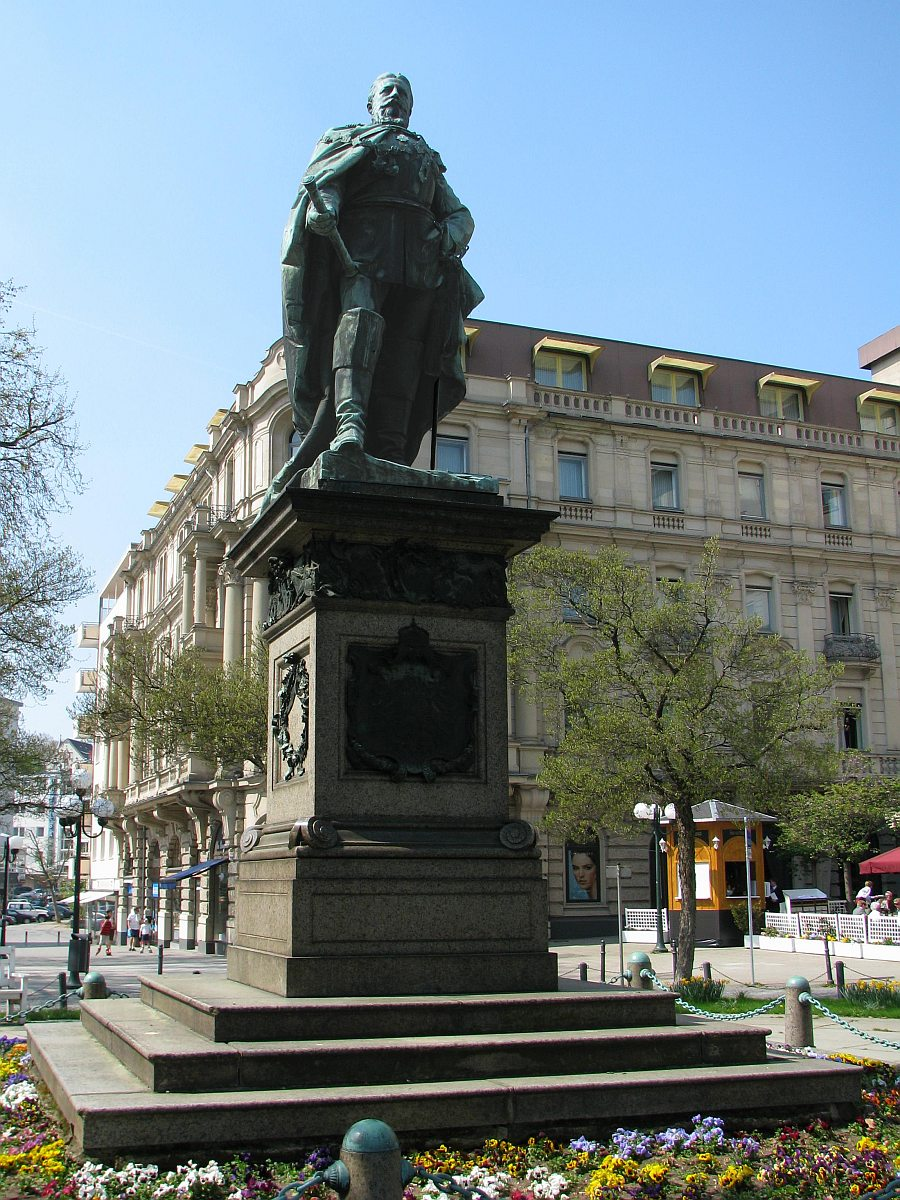
Kaiser-Friedrich-III.-Denkmal (Nassauer Hof)
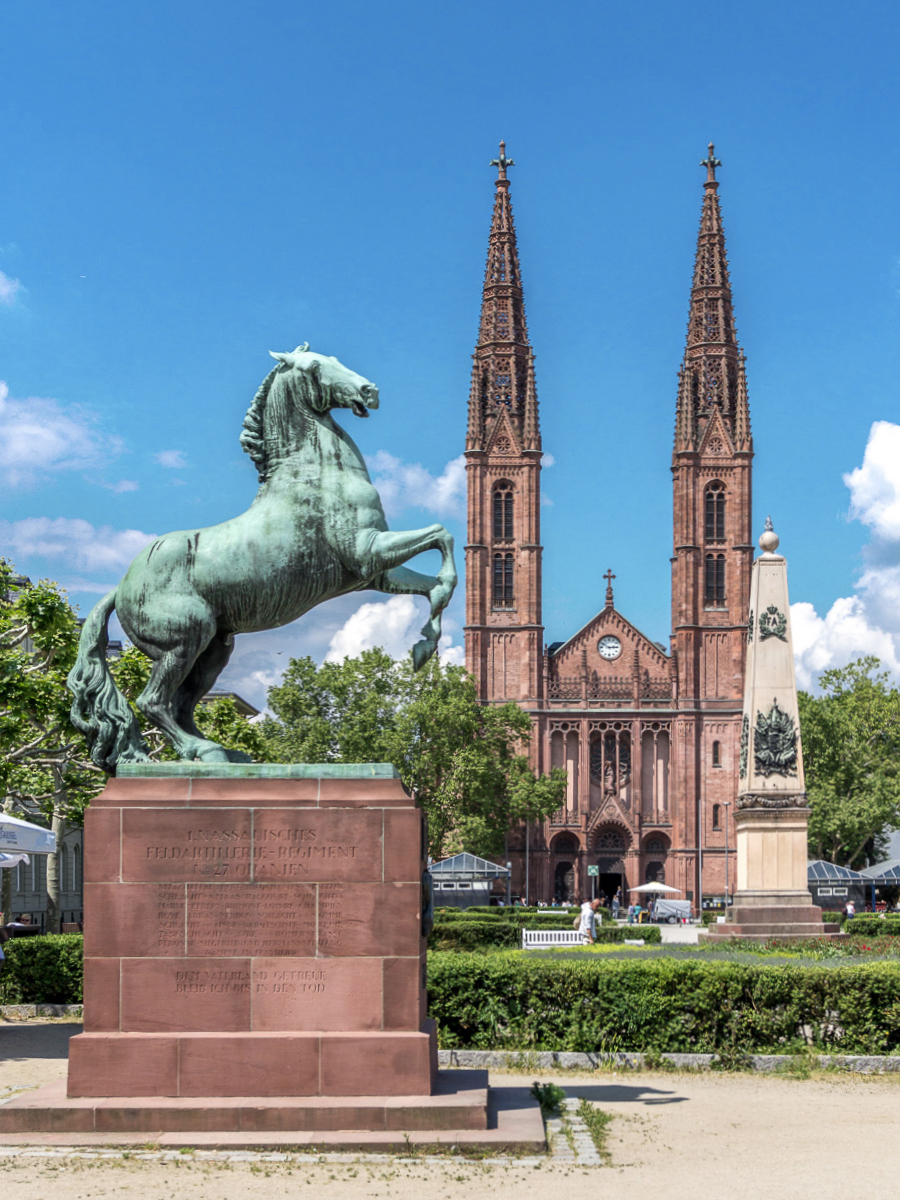
Denkmale auf dem Luisenplatz
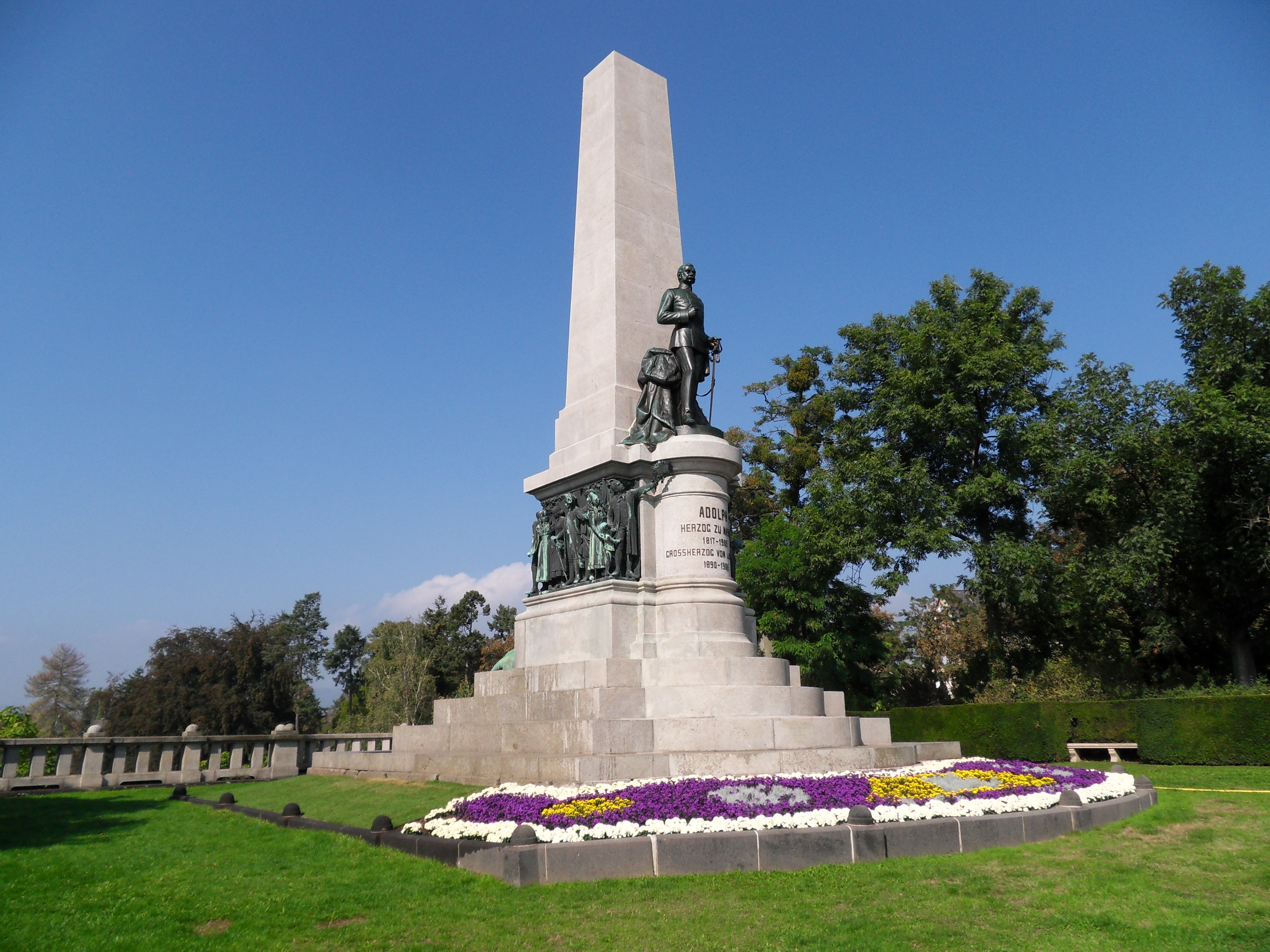
Landesdenkmal an der Biebricher Allee
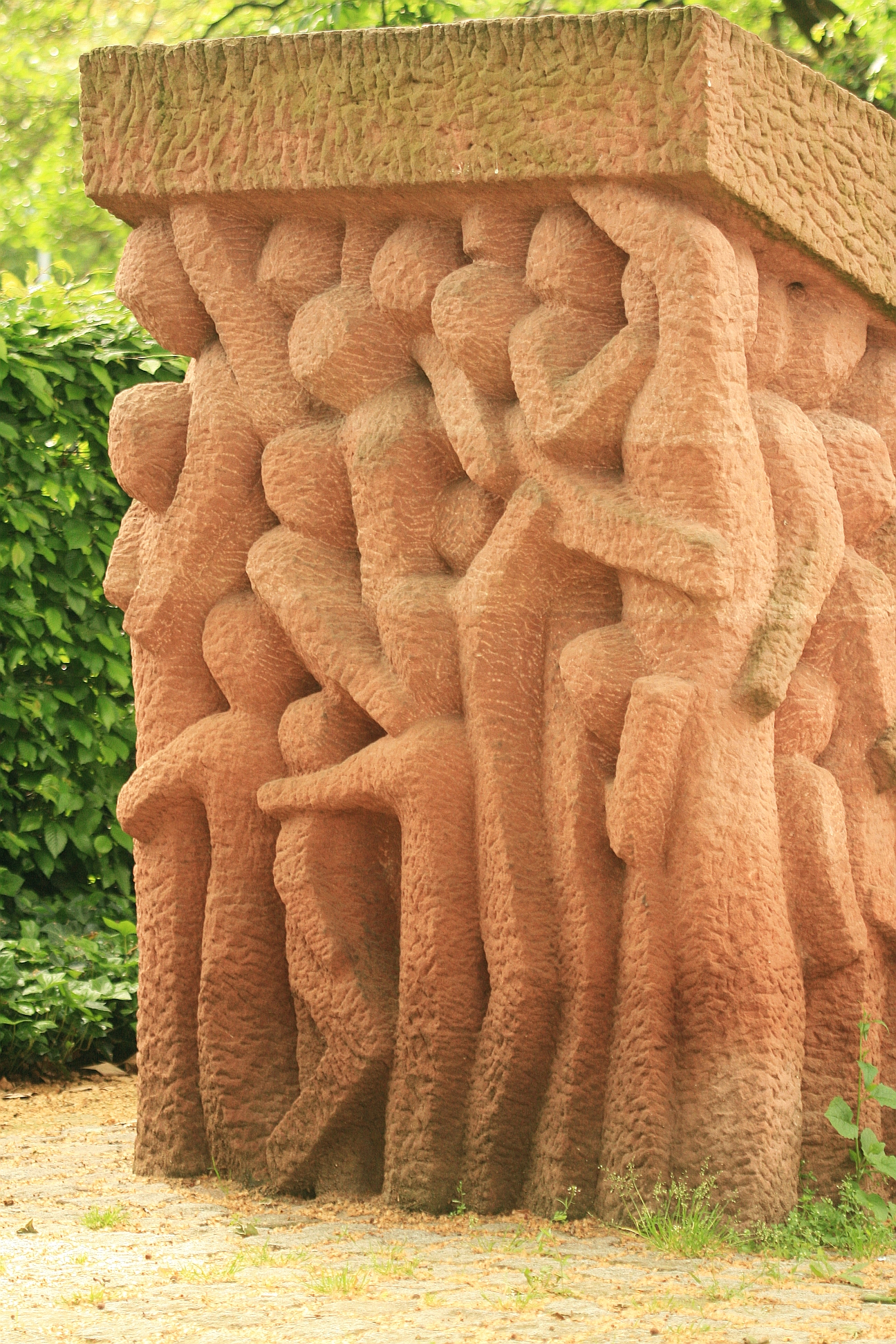
Mahnmal für die deportierten und ermordeten Wiesbadener Sinti und Roma
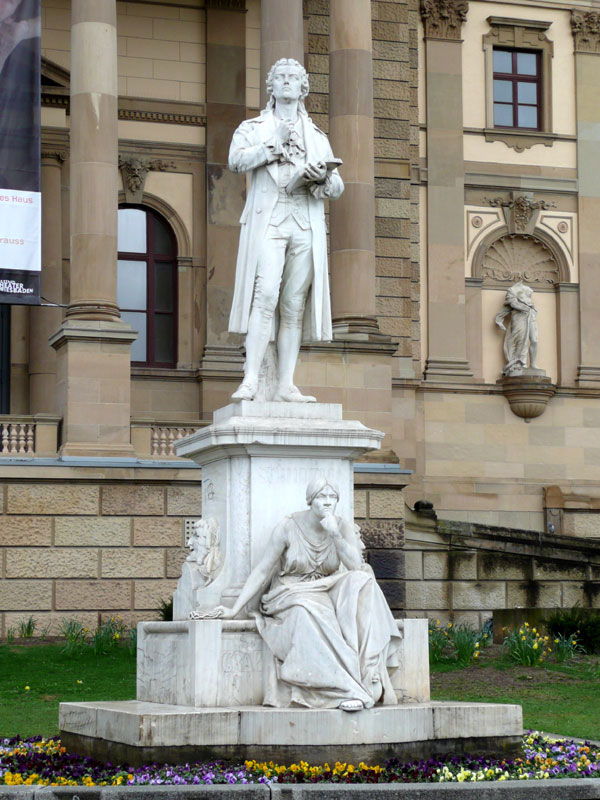
Friedrich-Schiller-Denkmal
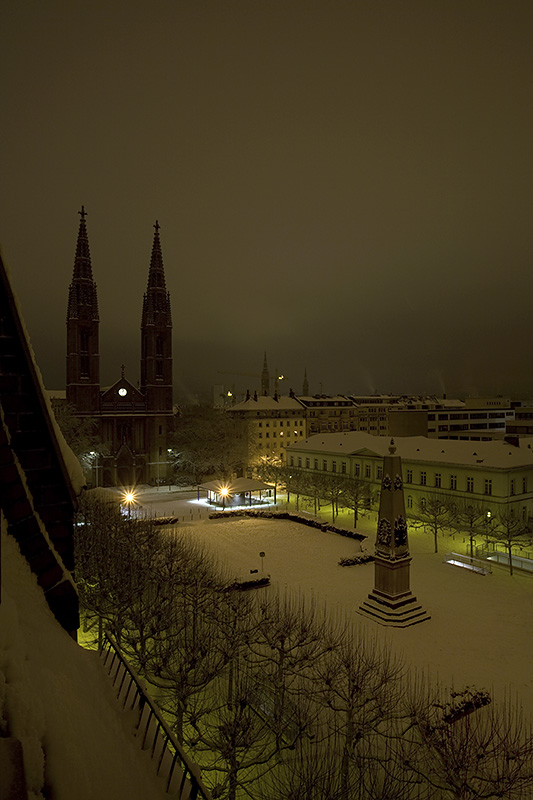
Luisenplatz in Wiesbaden mit Waterloo-Denkmal und Kirche St. Bonifatius
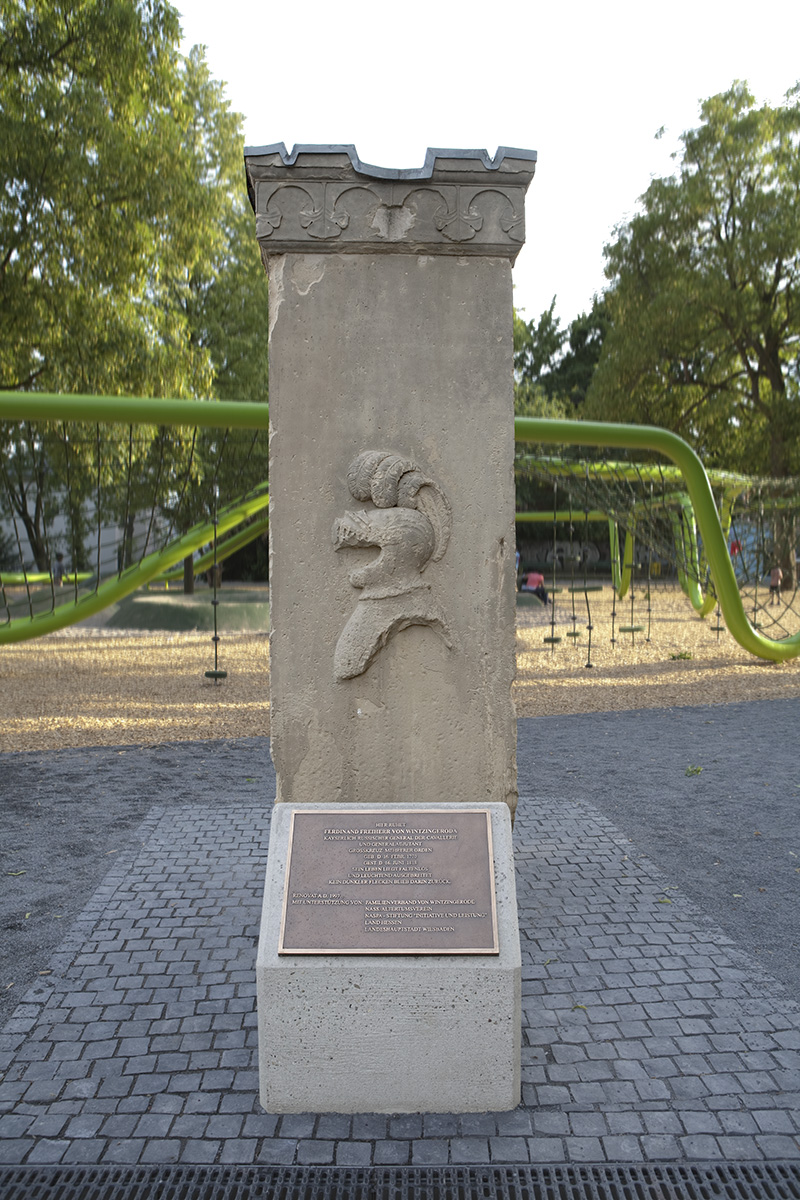
Von Zar Alexander I. gestiftetes Grabmal des Generals Ferdinand Freiherr von Wintzingerode.
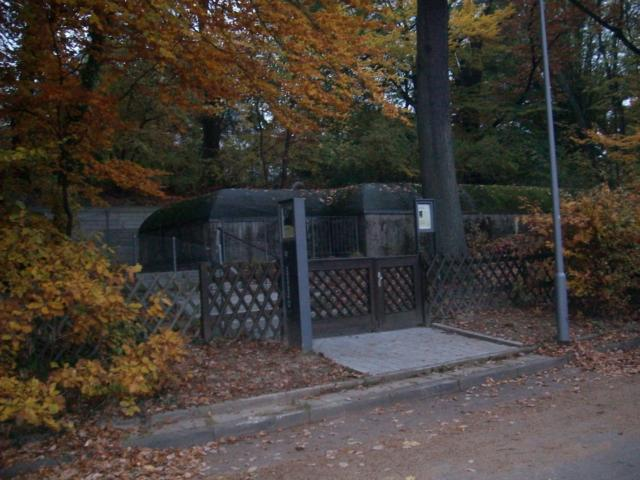
Gedenkstätte an das KZ „Unter den Eichen“
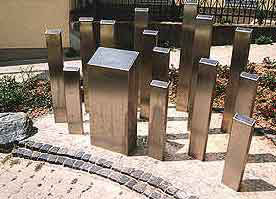
Gedenkstätte Nordenstadt
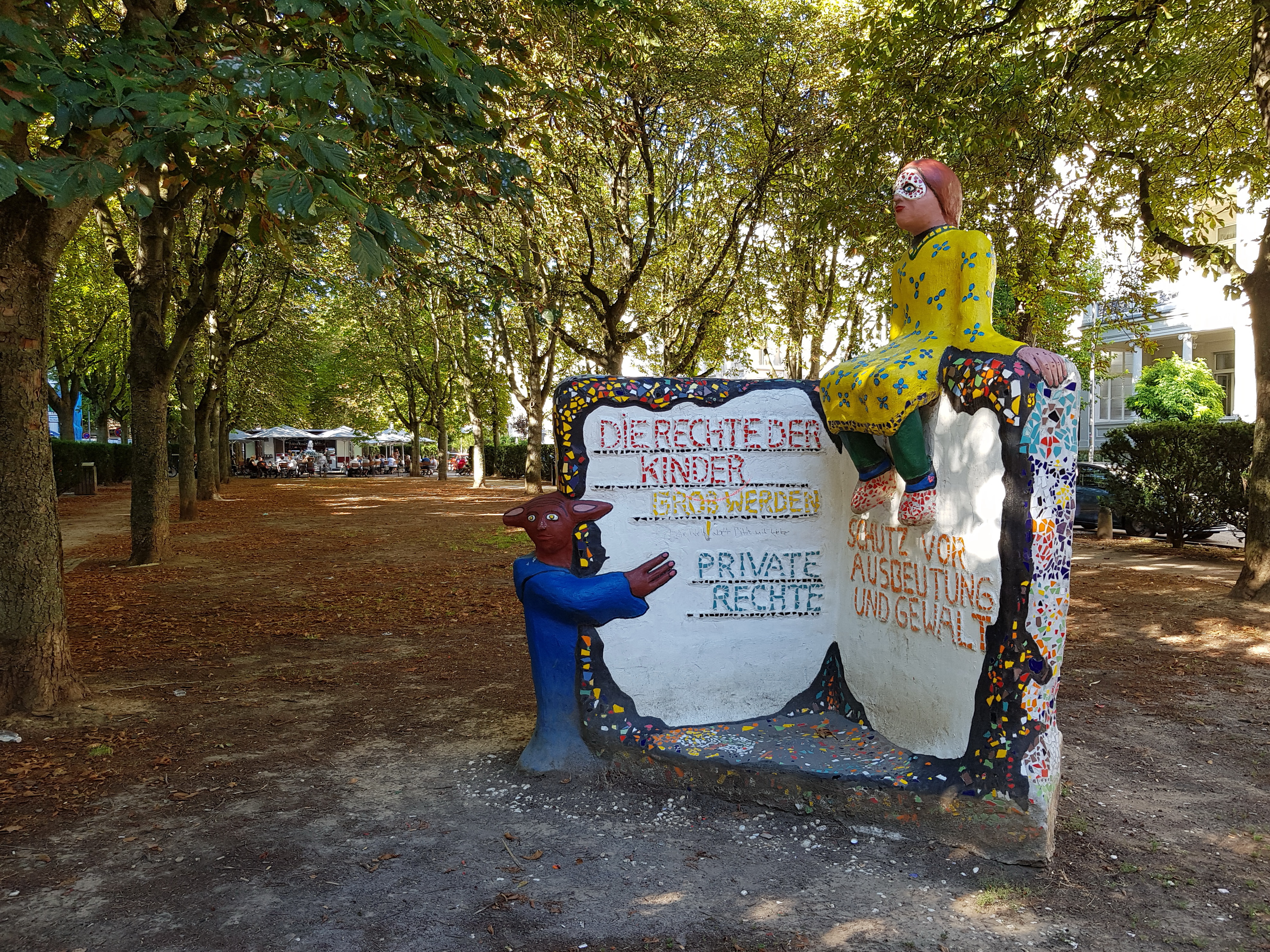
Kinderrechte-Denkmal am Platz der Kinderrechte

## Kultur und Sport

### Theater und sonstige Veranstaltungsorte

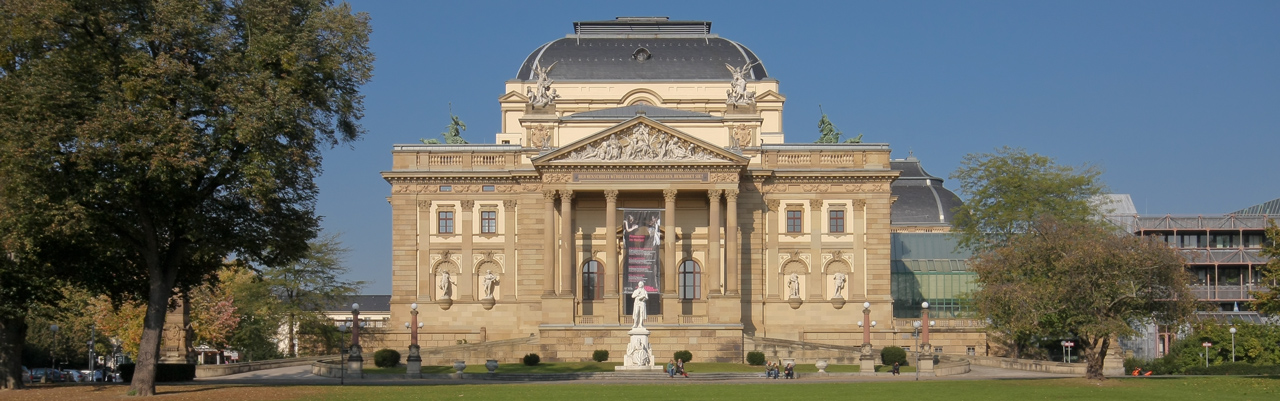
Staatstheater mit Friedrich-Schiller-Denkmal

Das am 16. Oktober 1894 von Kaiser Wilhelm II. feierlich eröffnete heutige Hessische Staatstheater ist das bedeutendste Theater der Stadt. Mit 600 Mitarbeitern bietet es auf insgesamt fünf Bühnen 20 Neuinszenierungen im Jahr. Alljährlich finden hier bereits seit 1896 die Internationalen Maifestspiele statt.
2004 fanden sich zu 886 Aufführungen über 300.000 Besucher ein. Dies bedeutete im Großen Haus eine Auslastung von rund 75 Prozent.

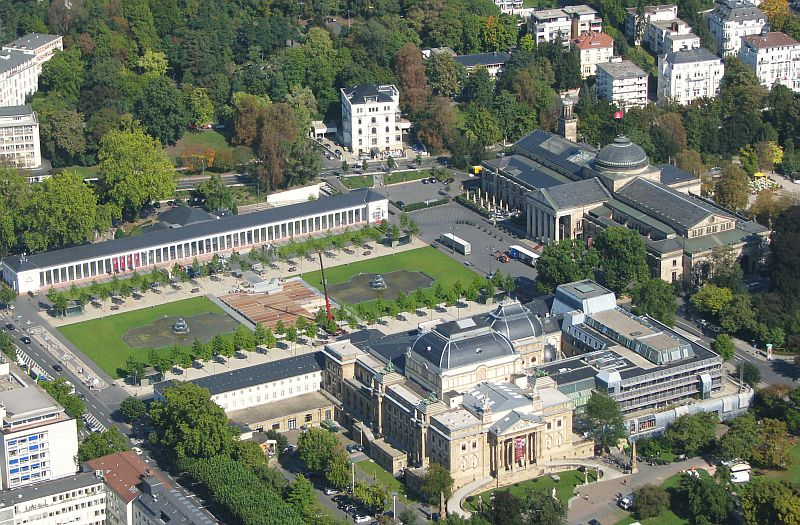
Wiesbadener Kurhaus mit Festsälen und Spielbank

Die Rhein-Main-Hallen an der Ecke Wilhelmstraße/Rheinstraße wurden 1957 eröffnet. Sie bildeten häufig den Rahmen für Messen (zum Beispiel die jährlich stattfindende Verbrauchermesse „HAFA“), Konzerte, Kongresse und sonstige Veranstaltungen. Hier fand auch schon der bekannte von der Deutschen Sporthilfe ausgerichtete Ball des Sports statt.
Insgesamt waren es etwa 110 Veranstaltungen mit 400.000 Besuchern im Jahr. Die Rhein-Main-Hallen wurden seit August 2014 abgerissen und durch den Neubau RheinMain CongressCenter Wiesbaden ersetzt, der 2018 in Betrieb gegangen ist.
Das Kurhaus, in dem auch die Spielbank untergebracht ist, beherbergt zwei Festsäle, in denen vor allem im größeren Friedrich-von-Thiersch-Saal ein breit gefächertes Kulturangebot dargeboten wird.
Weitere bekannte Veranstaltungsorte sind der Tattersall, die Kammerspiele Wiesbaden, die Wiesbadener Casino-Gesellschaft, das Thalhaus und das Kulturzentrum Schlachthof sowie das Velvets Theater, das einzige Schwarzlichttheater Deutschlands.
Außerdem befindet sich in Wiesbaden eine der ältesten Tanzschulen in Deutschland, die Tanzschule Bier, die 1897 gegründet wurde und somit die älteste Tanzschule im Rhein-Main-Gebiet ist.

### Museen

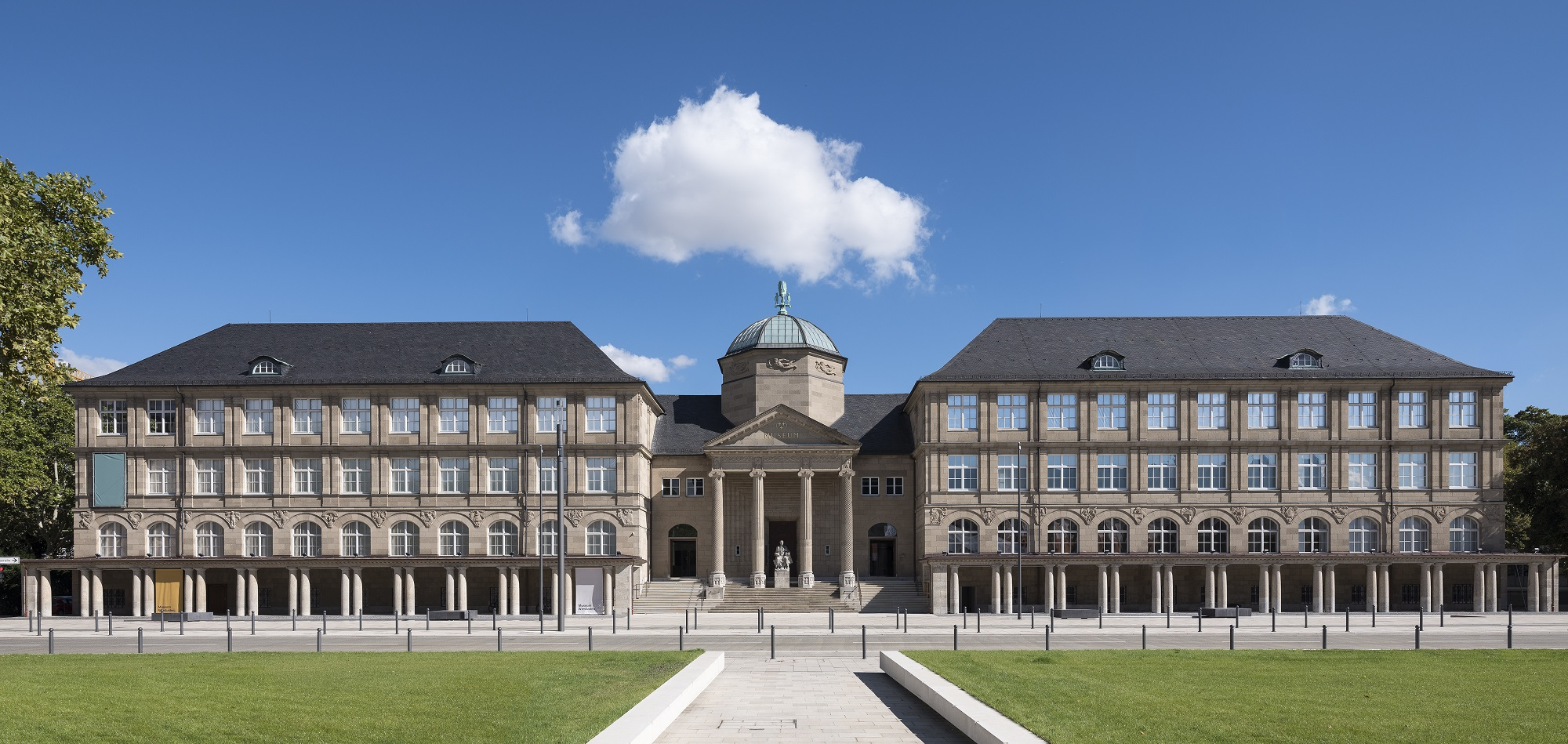
Das Museum Wiesbaden – Hessisches Landesmuseum

Größtes Museum der Stadt, zugleich Hessisches Landesmuseum, ist das Museum Wiesbaden.
Zu den bedeutendsten Exponaten des Museums zählen die Jugendstil- und Symbolismus-Sammlung von Ferdinand Wolfgang Neess mit vielen Hauptwerken dieser Epoche, die zahlreichen Werke des deutsch-russischen Künstlers Alexej von Jawlensky und eine der ältesten Insektensammlungen mit Schmetterlingen von Maria Sibylla Merian sowie Vögel aus der Sammlung Maximilian zu Wied.
Sehenswert sind darüber hinaus das Stadtmuseum am Markt (sam), das Erfahrungsfeld zur Entfaltung der Sinne im Schloss und Schlosspark Freudenberg, das Frauen Museum (Wiesbaden), das Deutsch-Jüdische Museum (Aktives Museum Spiegelgasse), das Museum der Burg Sonnenberg, das Harlekinäum, die Ausstellungsräume des Künstlervereins Walkmühle, die Freilichtmuseen mit römischen Ausgrabungsstücken am Römertor sowie einige Heimatmuseen in den Ortsteilen.
Seit August 2019 befindet sich das museum reinhard ernst, ein Museum für abstrakte Kunst, im Bau.

### Bibliotheken und Archive

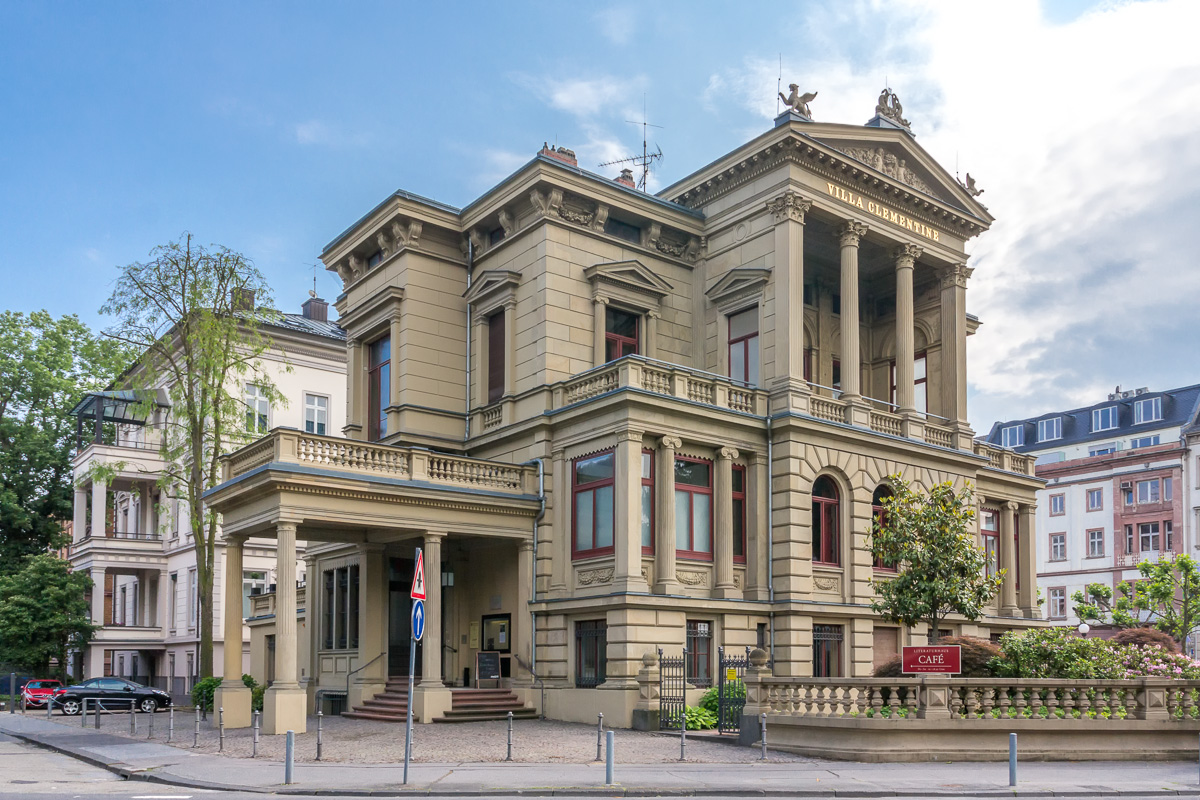
Literaturhaus Villa Clementine an der Wilhelmstraße

Die Stadt beherbergt mehrere große Bibliotheken. Dazu zählen die Bibliothek des Statistischen Bundesamtes, die größte Spezialbibliothek für Statistik in Deutschland, die Landesbibliothek mit etwa 820.000 Bänden, das Hessische Hauptstaatsarchiv, das unter anderem historisch bedeutende Akten der hessischen Landesministerien aufbewahrt und das Stadtarchiv, das selbst eine Buchreihe herausgibt, die historische und aktuelle Themen Wiesbadens beleuchtet.
Außerdem verfügt Wiesbaden über eine zentrale Stadtbibliothek mit acht Stadtteilbibliotheken, zwei Fahrbibliotheken („Bücherbus“) und einer Musikbibliothek mit insgesamt rund 468.000 Büchern und elektronischen Medien.
2014 bezog die Stadtbibliothek die ehemalige Mauritiusgalerie und wurde räumlich mit Musikbibliothek und Medienzentrum als Mauritius-Mediathek zusammengelegt.
Die Villa Clementine an der Wilhelmstraße wird als Literaturhaus genutzt. Hier hat der Presseclub Wiesbaden seinen Sitz und es werden Lesungen und andere Literarische Veranstaltungen angeboten.

### Sport

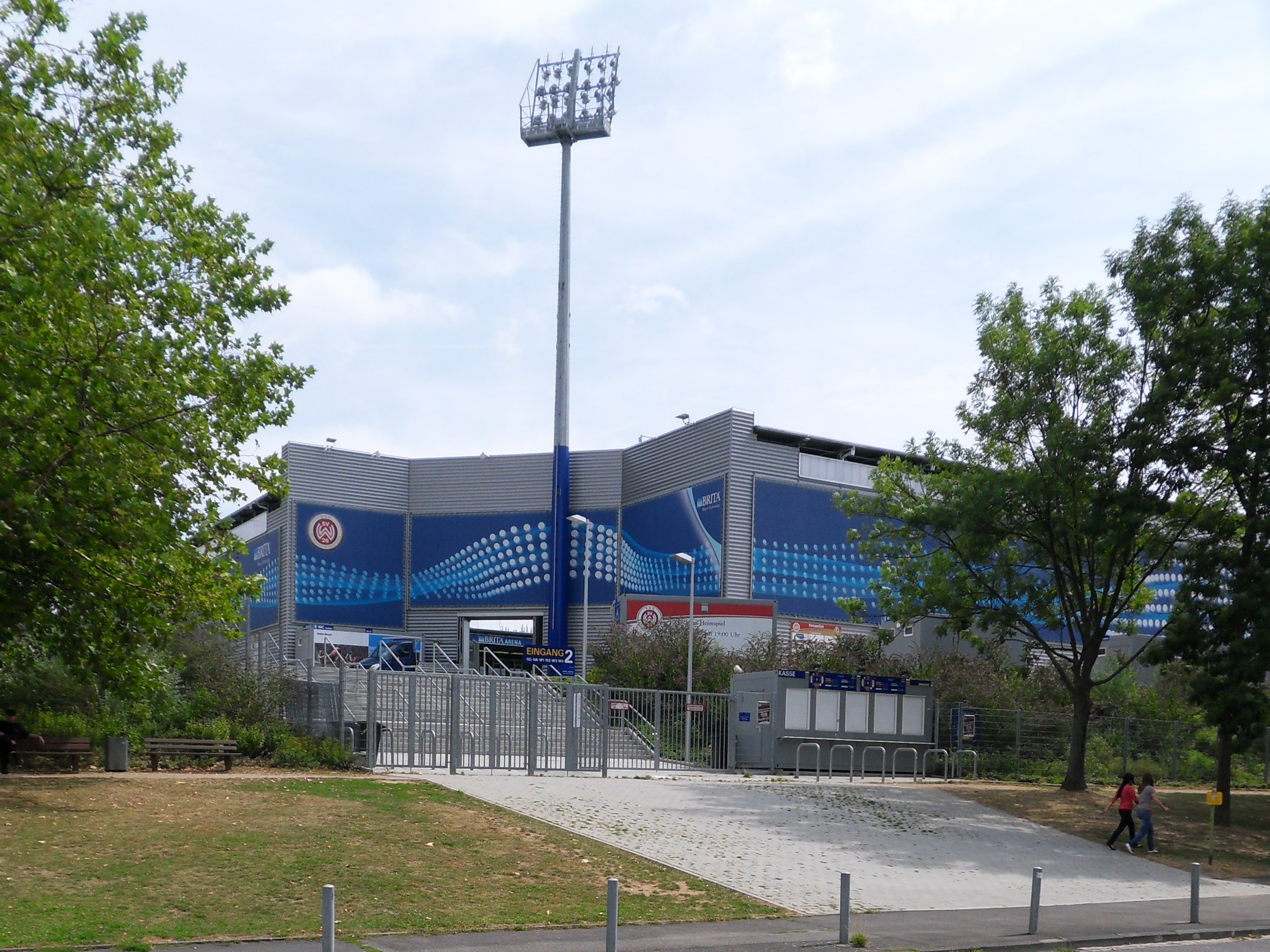
Brita-Arena des SV Wehen-Wiesbaden, Tor 2 am Gustav-Stresemann-Ring

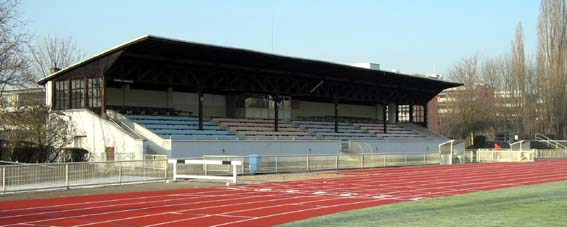
Der Helmut-Schön-Sportpark, ehemals Stadion an der Berliner Straße, bis Oktober 2007 größtes Stadion der Stadt

Im Fußballsport gibt es eine ganze Reihe an Vereinen, die in höheren Ligen spielen oder spielten. An erster Stelle steht dabei aktuell der SV Wehen Wiesbaden, der seit der Saison 2024/25 wieder in der 3. Liga spielt.
Seit seinem Umzug zu Saisonbeginn 2007/08 aus dem rund zehn Kilometer von Wiesbaden entfernt liegenden Taunusstein trägt der Verein seine Spiele in der neugebauten Brita-Arena aus. Direkt daneben liegt der Helmut-Schön-Sportpark, in dem der frühere Oberligist SV Wiesbaden seine Heimspielstätte hat, der heute in unterklassigen regionalen Ligen antritt. Die FVgg. Kastel 06 spielte in den Jahren 1963/64, 1974/75 und von 1979 bis 1983 in der drittklassigen Amateurliga bzw. Amateur-Oberliga Hessen. Weitere wichtige Fußballvereine Wiesbadens sind bzw. waren die SG Germania Wiesbaden, der FV Biebrich 02 und die SpVgg Nassau Wiesbaden.
Die Frauenmannschaft des 1. VC Wiesbaden spielt derzeit in der Bundesliga, die Männer des TuS Eintracht Wiesbaden spielen in der Regionalliga Volleyball.
Der Wiesbadener Golf-Club wurde 1893 als erster deutsche Golf-Club gegründet. Insgesamt gibt es drei Golfplätze in Wiesbaden, zwei nahe dem Chausseehaus, einer in Delkenheim.
Mit der ersten Herrenmannschaft der Judoka vom Judo Club Wiesbaden 1922 e. V. ist Wiesbaden seit mehreren Jahrzehnten in der ersten Bundesliga vertreten. Der Verein gehört zu den drei ersten Judovereinen in Deutschland. Weitere Abteilungen wie Ju-Jutsu sind international und national sehr erfolgreich.
Mit den Wiesbaden Phantoms verfügt Wiesbaden über ein Footballteam, das von 2010 bis 2013 in der ersten Bundesliga Süd (GFL Süd) gespielt hat.
Die erste Herrenmannschaft der HSG VfR/Eintracht Wiesbaden spielt derzeit in der Handball-Landesliga Hessen, der fünfthöchsten Spielklasse Deutschlands. Die Heimspiele der HSG werden am Elsäßer Platz ausgetragen.
Das wahrscheinlich wichtigste sportliche Ereignis ist das alljährlich stattfindende Pfingst-Reitturnier im Biebricher Schlosspark.
Seit dem Jahr 2007 wird in Wiesbaden jährlich im August der Ironman 70.3 Germany ausgetragen – ein Triathlon, dessen Laufstrecke am Kurhaus endet.
Aus dem Schützenverein Biebrich 1864 stammen einige Olympiateilnehmer und -sieger.
Zeitweilig trug auch der nahegelegene, mehrmalige Deutsche Meister im Hallenhandball, die SG Wallau/Massenheim, seine Heimspiele in der Halle Elsässer Platz aus.
Sportler des Turnerbundes Wiesbaden nehmen in verschiedenen Sportarten an deutschen Meisterschaften teil. Der 1864 gegründete Verein gehört zu den ältesten Sportvereinen der Stadt.
Zudem gibt es auf dem Neroberg einen Hochseilgarten, den Kletterwald Neroberg. Er bietet drei Parcours sowohl für Anfänger als auch für Fortgeschrittene.
Eishockey wird in der hessischen Landeshauptstadt unter freiem Himmel auf der Henkell-Kunsteisbahn gespielt. Der EV Wiesbaden 1984 e. V. ICETIGERS spielt dort in der Regionalliga Hessen und konnte in der Saison 2009/10 den Pokalsieg erringen.
Die damalige Schlittenbahn zwischen Hoher Wurzel und Schläferskopf war 1931 Austragungsort der Deutschen Meisterschaft im Rennrodeln.
Mit der Lateinformation des TC Blau-Orange e. V., Aufsteiger in die 2. Bundesliga, beheimatet Wiesbaden die derzeit beste hessische Tanzformation in den lateinamerikanischen Tänzen. Ebenso beheimatet der TC Blau-Orange die Tanzsportgruppe Rollstuhltanz. Im Oktober 2011 fand das 1. Internationale Rollstuhltanzturnier in Wiesbaden („Schloss Biebrich Trophy“) im Schloss Biebrich statt, organisiert vom Tanz-Club Blau-Orange e. V. Wiesbaden und dem Fachbereich Rollstuhltanzen im Deutschen Rollstuhl-Sportverband (DRS).
Der Wiesbadener Schachverein 1885 schaffte 2012 den Aufstieg in die Schachbundesliga.
In Wiesbaden wird mit dem ITF Wiesbaden ein internationales Tennisturnier ausgetragen.
Die Sektion Wiesbaden des Deutschen Alpenvereins ist mit rund 5640 Mitgliedern (Stand: 31. Dezember 2021) der größte Sportverein in Wiesbaden. Er wurde am 23. März 1882 gegründet und ist damit einer der ältesten Vereine Wiesbadens. Die Sektion betreibt die Wiesbadener Hütte im Silvretta.
Im Jahr 2021 bewarb sich die Stadt als Host Town für die Gestaltung eines viertägigen Programms für eine internationale Delegation der Special Olympics World Summer Games 2023 in Berlin. 2022 wurde sie als Gastgeberin für Special Olympics Indonesien ausgewählt.
Damit wurde sie Teil des größten kommunalen Inklusionsprojekts in der Geschichte der Bundesrepublik mit mehr als 200 Host Towns.

### Regelmäßige Veranstaltungen
Nachfolgend eine Auswahl der regelmäßigen Wiesbadener Veranstaltungen:

#### Frühjahr
Die Wiesbadener Veranstaltungssaison beginnt Ende März/Anfang April mit goEast, einem Festival des mittel- und osteuropäischen Films. Dieses wurde 2001 vom Deutschen Filminstitut gegründet, um Filme unserer östlichen Nachbarn dem deutschen Zuschauer näher zu bringen. Hauptorte der Vorführungen sind das Festivalkino Caligari und die Villa Clementine.
Im Mai trägt das Hessische Staatstheater die Internationalen Maifestspiele aus, die bereits 1896 das erste Mal stattfanden. Vorbild waren damals die Richard-Wagner-Festspiele von Bayreuth.
Ebenfalls im Mai beginnt mit dem Äppelblütefest im Stadtteil Naurod die Freiluftsaison. Hierbei handelt es sich um ein traditionelles Apfelblütenfest, bei dem in Höfen entlang der Hauptstraße hauptsächlich Apfelwein ausgeschenkt wird. Begleitet wird dies von mehreren Festzelten und Fahrgeschäften.
Der sportlich-gesellschaftliche Höhepunkt findet dann an Pfingsten im Schlosspark zu Biebrich statt: das Internationale Reit- und Springturnier, bei dem regelmäßig alle Größen des internationalen Reitsports vertreten sind. Parallel wird auf dem Kranzplatz in der Innenstadt in direkter Nachbarschaft zur Hessischen Staatskanzlei das Kranzplatzfest ausgerichtet.

#### Sommer
Der Sommer beginnt mit einer Großveranstaltung: am zweiten Juniwochenende wird die Wilhelmstraße Schauplatz des Theatriums, das im Volksmund nur Wilhelmstraßenfest genannt wird. Der offizielle Name leitet sich ab aus „Theater“ und lateinisch „atrium“ = „im Freien“. Es handelt sich hierbei um das größte Straßenfest Deutschlands mit rund 400.000 Besuchern am Samstag und Sonntag. Neben kulinarischen Spezialitäten gibt es Musik auf fünf Bühnen. Das Wilhelmstraßenfest gibt es seit 1977.
Im Juli wird die Uferpromenade in Schierstein zur Aussichtsplattform für das Drachenbootrennen im Rahmen des Schiersteiner Hafenfests. Im Juli/August werden zusammen mit der Stadt Mainz zum Teil mit gemeinsamen Touren die Skate Nights ausgetragen.
Ein weiterer Höhepunkt ist dann im August die Rheingauer Weinwoche (umgangssprachlich nur als Weinfest bezeichnet) auf dem Schlossplatz und Dernschen Gelände. Auf der nach Eigenangaben „längsten Weintheke der Welt“ wird an über 100 Ständen ausschließlich Rheingauer Wein ausgeschenkt.
Ende August veranstaltet der Schlachthof das alternative Folklore-Festival in unmittelbarer Nachbarschaft des Hauptbahnhofes. Es löste das Festival Folklore im Garten im Park von Schloss Freudenberg ab, das mit Musik und einem Markt für Kunsthandwerk aufwarten konnte.

#### Herbst
Alle zwei Jahre findet in Wiesbaden der European Youth Circus statt, ein Festival des europäischen Artistennachwuchs.
Regelmäßig finden in Wiesbadener Galerien und der Wiesbadener Freien Kunstschule die Wiesbadener Fototage statt.
Am ersten Freitag im September findet seit 2001 jährlich die Nacht der Kirchen statt.
Am ersten Wochenende im September wird im Hessischen Staatstheater mit einem Theaterfest ab 14 Uhr die neue Spielzeit eröffnet. Bei freiem Eintritt darf hinter den Kulissen aufregende Theaterluft geschnuppert werden.
Das Taunusstraßenfest findet am ersten Wochenende im September statt. Zwei Tage lang werden die historische Straße und ihre Gebäude als Bühne für faszinierende Kulturspektakel genutzt.
Im Herbst findet jedes Jahr ein Benefizlauf, der sogenannte Charity Walk and Run Wiesbaden im Kurpark statt. Gelaufen wird zugunsten der Bärenherz Stiftung, Humanity First und dem Kinderhospiz Zwergnase.
Wiesbaden tanzt! – unter diesem Motto können Mitte September alle Tanzinteressierten zwei Tage lang die Arbeit von Tanzeinrichtungen, Künstlern, Institutionen und Schulen, die im Bereich Tanz in Wiesbaden aktiv sind, kennenlernen.

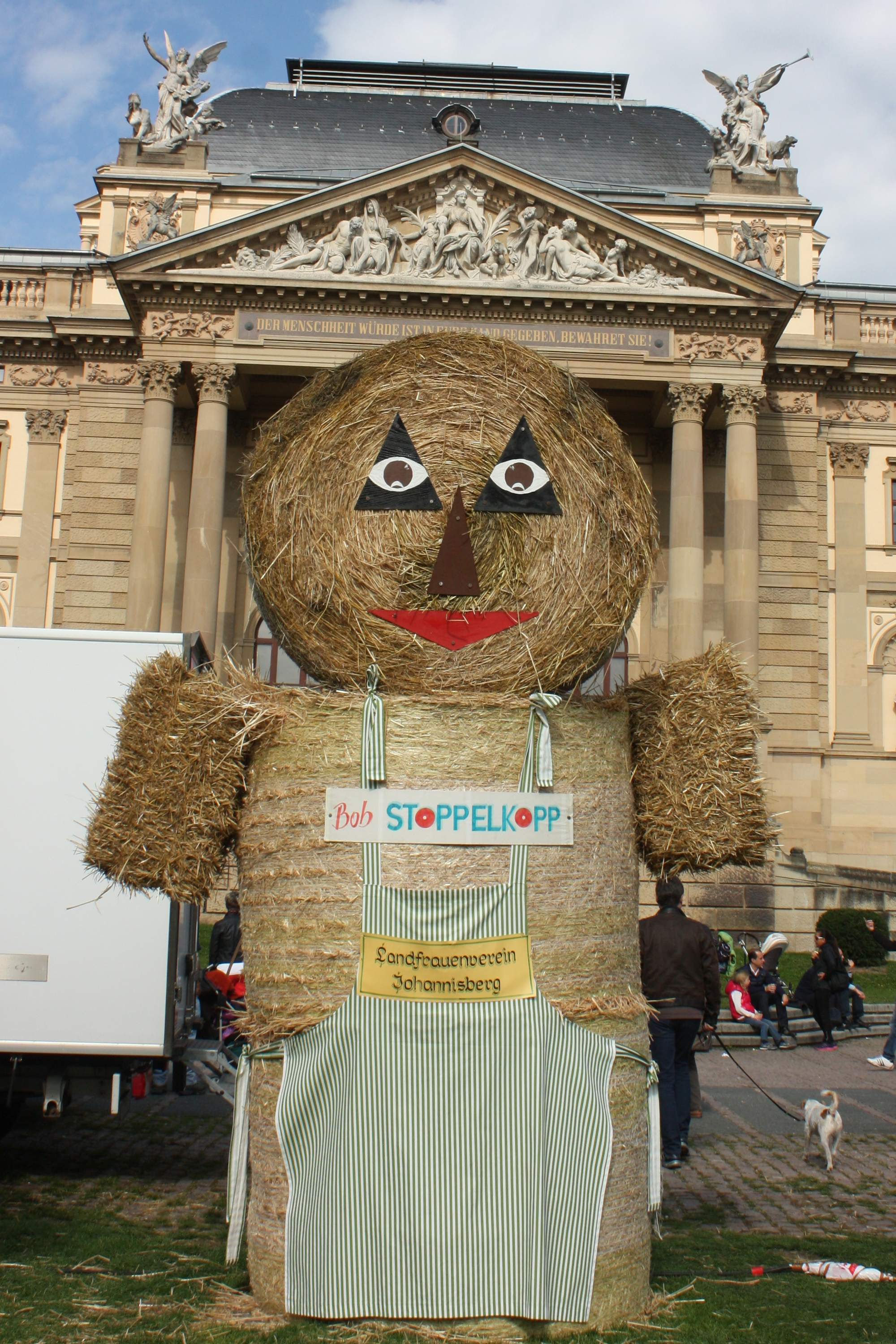
Strohpuppe am Herbstmarkt vor dem Theater

Beim Stadtfest kann Ende September vier Tage lang an verschiedenen Orten in der Innenstadt gefeiert werden. Auf dem Dern’schen Gelände finden kostenlose Open-Air-Konzerte statt. Neben dem Herbstmarkt rund um den Mauritiusplatz ist das Erntedankfest am Samstag und Sonntag auf dem Warmen Damm besonders beliebt.
Im November findet das exground filmfest in den Kinos der Stadt statt. Ebenfalls im November zeigt die Verbrauchermesse HAFA (= Hessens aktuelle Familien-Ausstellung) in den Rhein-Main-Hallen Neues für den Verbraucher.

#### Winter
Ab dem vierten Donnerstag im Oktober bilden die Bleichwiesen in Biebrich die Bühne für den Andreasmarkt. Dieses älteste Wiesbadener Volksfest lässt sich bis in das Jahr 1350 zurückverfolgen.
Der Weihnachtsmarkt, Sternschnuppenmarkt genannt, ist seit einigen Jahren wieder auf dem Schlossplatz und Dernschen Gelände angesiedelt.
An Silvester gibt es schließlich eine große Feier mit Feuerwerk und Musikuntermalung auf dem Bowling Green vor dem Kurhaus.
Ende Februar fand in den Jahren 2005 bis 2021 im Kulturforum das „JUST MUSIC – Beyond Jazz Festival“ statt.

#### Fastnacht (Fünfte Jahreszeit)
Am Fastnachtssamstag findet in den Vororten Kastel und Kostheim ein Fastnachtsumzug statt, am Fastnachtssonntag folgt dann der große Umzug durch die Wiesbadener Innenstadt, der regelmäßig eine sechsstellige Besucherzahl anzieht. Am Rosenmontag gibt es dann im Vorort Frauenstein noch einen Umzug. Neben den Umzügen gibt es noch eine ganze Reihe weiterer karnevalistischer Veranstaltungen.

## Persönlichkeiten

### Ehrenbürger
Wiesbaden hat seit 1892 27 Personen das Ehrenbürgerrecht verliehen. Zu den bekanntesten zählen Wilhelm von Opel, Sohn von Adam Opel, dem Gründer des gleichnamigen Automobilherstellers (Verleihung 1933), Georg-August Zinn, hessischer Ministerpräsident von 1951 bis 1969 (Verleihung 1966), Martin Niemöller, Theologe und Widerstandskämpfer gegen den Nationalsozialismus (Verleihung 1975) und der Chemiker Wilhelm Nils Fresenius (Verleihung 1985). Daneben wurden auch einige ehemalige Oberbürgermeister mit dem Titel geehrt, darunter Georg Krücke (1955), Georg Buch (1968) und Rudi Schmitt (1995).

## Postleitzahlen und Telefonvorwahlen
Während in der Stadt die Zustellpostleitzahlen von 65183 bis 65207 gelten, haben Kastel mit der 55252 und Kostheim mit der 55246 besondere Postleitzahlen der Leitregion 55 (Mainz).
Die Stadt hat die Telefonvorwahl 0611. Hier gibt es mehrere Ausnahmen:
- Die Vorwahl 06122 gilt in Breckenheim, Delkenheim, Medenbach und Nordenstadt.
- Die Vorwahl 06127 gilt in Auringen und Naurod.
- Die Vorwahl 06134 gilt in Kastel und Kostheim.

## Trivia

Die Schriftart Wiesbaden Swing

Der Asteroid (717) Wisibada wurde nach der aus dem Mittelalter überlieferten Form des Namens Wiesbaden benannt. Namensgeber war der Astronom Franz Kaiser, der hier geboren wurde.
Nach der Stadt benannt ist auch die in die Berliner Sammlung Kalligraphie aufgenommene Schriftart Wiesbaden Swing, eine Schreibschrift der Biebricher Kalligraphin Rosemarie Kloos-Rau.
Der russische Schriftsteller Fjodor Michailowitsch Dostojewski verspielte während seiner Deutschlandreise 1865 in Wiesbaden seine Reisekasse und wählte die Kurstadt offenbar als Vorlage des fiktiven Schauplatzes Roulettenburg seines 1866 verfassten Romans Der Spieler.

## Filme
- Bilderbuch Deutschland: Wiesbaden: Nizza des Nordens. Produktion: hr, Erstsendung: 19. November 2006 (Inhaltsangabe (Memento vom 1. Oktober 2007 im Internet Archive))